# Jo-Wilfried Tsonga
Pour les articles homonymes, voir Wilfried et Tsonga.
Jo-Wilfried Tsonga, né le 17 avril 1985 au Mans (Sarthe), est un joueur de tennis français, professionnel entre 2004 et 2022.
Jo-Wilfried Tsonga perce dans le circuit ATP en 2008 lorsqu'il atteint la finale de l'Open d'Australie, puis remporte son premier titre sur le circuit professionnel à l'Open de Thaïlande. Ses plus prestigieux titres sont sa victoire en 2008 au Masters de Paris-Bercy, lui ayant permis de décrocher pour la première fois sa place aux Masters de tennis à Shanghai – un tournoi dont il atteint la finale à Londres en 2011 lors de sa seconde participation –, ainsi que son titre lors du Masters de Toronto en 2014.
Il a gagné dix-huit titres en simple au cours de sa carrière. Son meilleur rang au classement ATP est une cinquième place mondiale, atteinte en février 2012. Il a en outre remporté quatre titres en double, ainsi qu'une médaille d'argent en double hommes avec Michaël Llodra lors des Jeux olympiques de Londres 2012 et la Coupe Davis en 2017 avec l'équipe de France.
Ses résultats font de lui le meilleur joueur français de sa génération (il est en effet le seul d'entre eux à avoir disputé une finale en Grand Chelem ainsi qu'au Masters, remporté deux Masters 1000 et intégré le top 5) et l'un des meilleurs de l'ère Open, deuxième Français, après Yannick Noah, en nombre de titres remportés.

## Biographie

### Famille et enfance
Jo-Wilfried Evrard Tsonga est le fils d'un ancien handballeur professionnel français, Didier Tsonga, originaire du Congo Brazzaville, devenu professeur de physique-chimie, et d'une mère enseignante, originaire de la Sarthe. Il est le frère aîné du basketteur Enzo Tsonga et a une sœur prénommée Sarah.
Le tennis n'a pas été le seul sport que Jo-Wilfried Tsonga a pratiqué puisque, plus jeune, il a également joué au football dans le club de Savigné-l'Évêque. Il a fait le choix de faire partie des structures de la Fédération française de tennis. Il commence le tennis au TC des 3 vallées à Coulaines. Il y reste jusqu'à ses treize ans, âge auquel il est admis au pôle espoir de Poitiers où il y passe deux ans. En 1999, il entre à l'INSEP pour deux ans. Cette même année, il remporte la Copa del Sol aux côtés de Richard Gasquet, notamment.
Membre pendant de nombreuses années du Tennis club de Paris après avoir débuté à l'AS Patton Rennes 35, il rejoint Sarcelles en 2014 avant de reprendre sa licence en 2017 dans le club de son enfance, le JS Coulaines.

### Vie privée
Jo-Wilfried Tsonga a emménagé en janvier 2008 à La Rippe, en Suisse. En juillet 2009, il déménage dans le village voisin de Gingins. Ce choix de domiciliation a contribué à alimenter, en France durant de nombreuses années, une polémique concernant l'expatriation fiscale pratiquée par différents sportifs français de haut niveau. Dans un entretien donné au journal L'Équipe en janvier 2013, il précise qu'il paie également des impôts en France sur la part de ses revenus obtenus dans ce pays (prix dans les tournois joués en France).
Depuis plusieurs années, Jo-Wilfried Tsonga est en couple avec Noura El Swekh, originaire de Suisse. En mars 2017, il devient père d'un fils prénommé Sugar. Le 21 juillet 2018, il épouse sa compagne au Château de Bagnols dans le Beaujolais. Il a un second fils, Leelow, né en juillet 2021. À l'été 2025, la famille s'agrandit avec la naissance de sa fille, Poe-Ivy.
Lors d'un talk show avec Gaël Monfils, il dit qu'une de ses passions est la pêche, qu'il pratique depuis tout petit. Pour lui, la pêche est un moyen de se retrouver, de se recentrer.

## Carrière

### Circuit junior
Sur le circuit junior, Jo-Wilfried Tsonga remporte quatre titres en simple dont l'US Open en 2003 et atteint la même année les demi-finales des trois autres tournois du Grand Chelem, étant respectivement battu par Márcos Baghdatís, en Australie, Brian Baker à Roland-Garros et Florin Mergea à Wimbledon. Il obtient ainsi son meilleur classement junior en étant no 2 mondial derrière Márcos Baghdatís le 13 octobre 2003. Il décroche également trois titres en double aux côtés de Mathieu Montcourt et Richard Gasquet.

### 2004-2007: Progression ralentie par les blessures

#### 2004-2006: Débuts sur le circuit gâchés par des blessures
En 2004, Jo-Wilfried Tsonga remporte deux Challenger (Togliatti, Nottingham) et un tournoi Future (Lanzarote). Sur le circuit ATP, il se montre principalement en fin de saison, lorsqu'il réalise son premier coup d'éclat à Pékin où il élimine au 1er tour son premier top 8, un Carlos Moyà encore au sommet de sa carrière, sur le score sans appel de 6-3, 6-3, dans un de ses tout premiers tournois ATP disputés. Il est ensuite invité à son premier Masters 1000, à Paris-Bercy, où il en profite pour gagner son premier match dans cette catégorie en éliminant Mario Ančić (4-6, 7-65, 6-3) avant de s'incliner (1-6, 3-6) face au futur demi-finaliste Guillermo Cañas. Cette prometteuse première saison professionnelle le fait passer de la 395e à la 163e place mondiale au classement ATP. Il commence alors sa collaboration avec Éric Winogradsky, entraîneur issu de la Fédération française de tennis.
En 2005, malgré deux trophées, l'un en Challenger (León au Mexique), l'autre en Future (Saint-Dizier), ainsi qu'un premier tour perdu contre Andy Roddick à Roland-Garros (3-6, 2-6, 4-6), Jo-Wilfried Tsonga chute au classement, passant de la 165e place à la 338e.
En 2006, il remonte la pente en remportant un Challenger (Open de Rennes) grâce à une wild card octroyée par les organisateurs du tournoi et trois Future (dont Lille et Bath). Ses résultats lui permettent de finir l'année à la 212e place mondiale.

#### 2007: Entrée dans le top 50

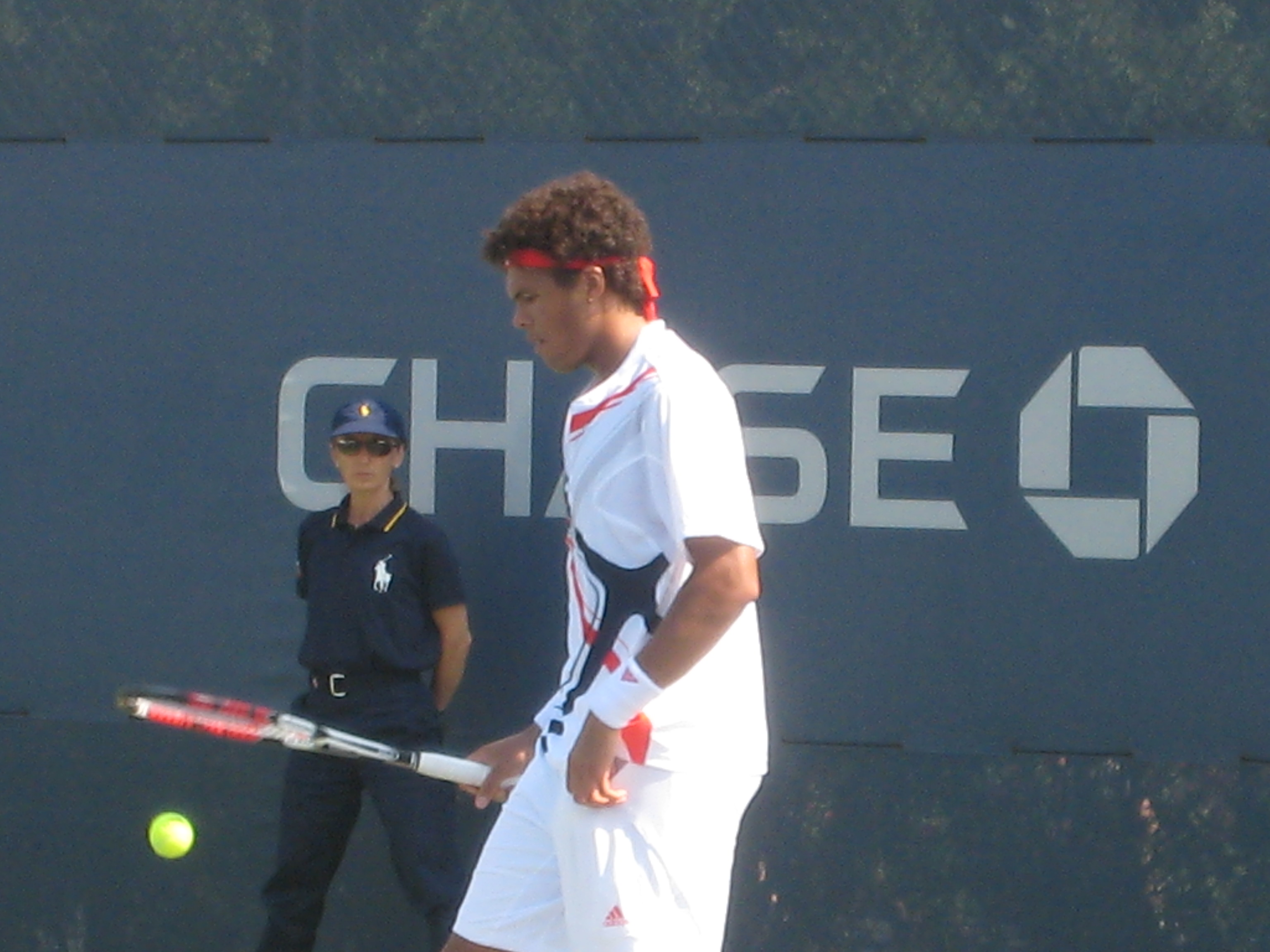
Jo-Wilfried Tsonga lors de son match à l'US Open 2007 contre Óscar Hernández, remporté 7-5, 6-1, 6-3.

Lors du début de la saison 2007, Jo-Wilfried Tsonga obtient une wild card pour jouer l'Open d'Australie et rencontre dès le premier tour l'Américain Andy Roddick. Le premier set se conclut par un jeu décisif qu'il remporte 20-18 et qui devient le plus long tie-break de l'histoire du tournoi. Roddick remporte par la suite le match (7-618, 62-7, 3-6, 3-6).
Il remporte quatre tournois Challenger au cours de cette année 2007 (Tallahassee, Mexico, Lanzarote et Surbiton), avant de se qualifier pour le tournoi du Queen's, en juin. Il parvient à battre au deuxième tour Lleyton Hewitt ce qui lui assure de rentrer dans le top 100 pour la première fois ; c'est à cette occasion qu'il inaugure sa façon de célébrer une victoire avec sa « danse des pouces ». Il perd au tour suivant contre Marin Čilić.
Au tournoi de Wimbledon, où il bénéficie d'une wild card, il passe pour la première fois le premier tour d'un tournoi du Grand Chelem, en battant son compatriote Julien Benneteau. Il gagne les deuxième et troisième tours contre Nicolás Lapentti et Feliciano López mais est stoppé en 1/8 de finale par un autre Français, Richard Gasquet, futur demi-finaliste.
Son nouveau classement (74e) lui permet de participer pour la première fois à l'US Open. Au premier tour, il se défait d'Óscar Hernández (7-5, 6-1, 6-3), avant de battre le vétéran Tim Henman (7-62, 2-6, 7-5, 6-4). Il affronte ensuite Rafael Nadal au troisième tour, et, malgré un premier set disputé, l'Espagnol hausse le ton et remporte facilement le match 7-63, 6-2, 6-1.
Le 28 octobre 2007, Tsonga remporte son premier tournoi ATP en double, au Grand Prix de tennis de Lyon, aux côtés de Sébastien Grosjean.
Avec un huitième de finale et un troisième tour en Grand Chelem, l'année 2007 lui permet d'améliorer son meilleur classement en atteignant la 43e place ATP. Il remporte le prix ATP « Révélation de l'Année » (Newcomer of the Year) en 2007.

### 2008-2012: Installation pérenne dans le top 10 et performances dans les tournois majeurs

#### 2008: Finale enGrand Chelemà l'Open d'Australie,1ertitre enMasters 1000à Paris-Bercy etno6mondial en fin de saison

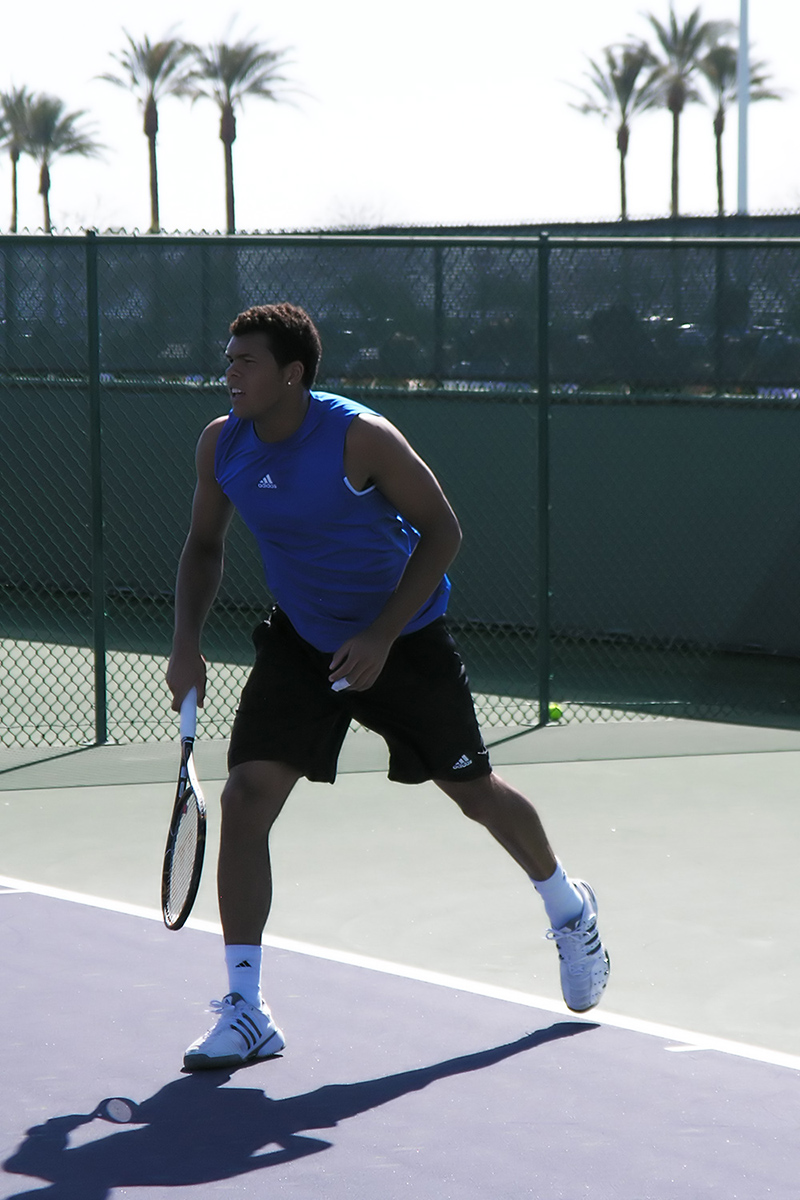
Jo-Wilfried Tsonga à l'entraînement en mars 2008.

Jo-Wilfried Tsonga commence sa saison 2008 avec le tournoi d'Adélaïde où il bat Lleyton Hewitt (6-4, 6-2) avant de s'incliner en demi-finale face à Jarkko Nieminen (2-6, 4-6).

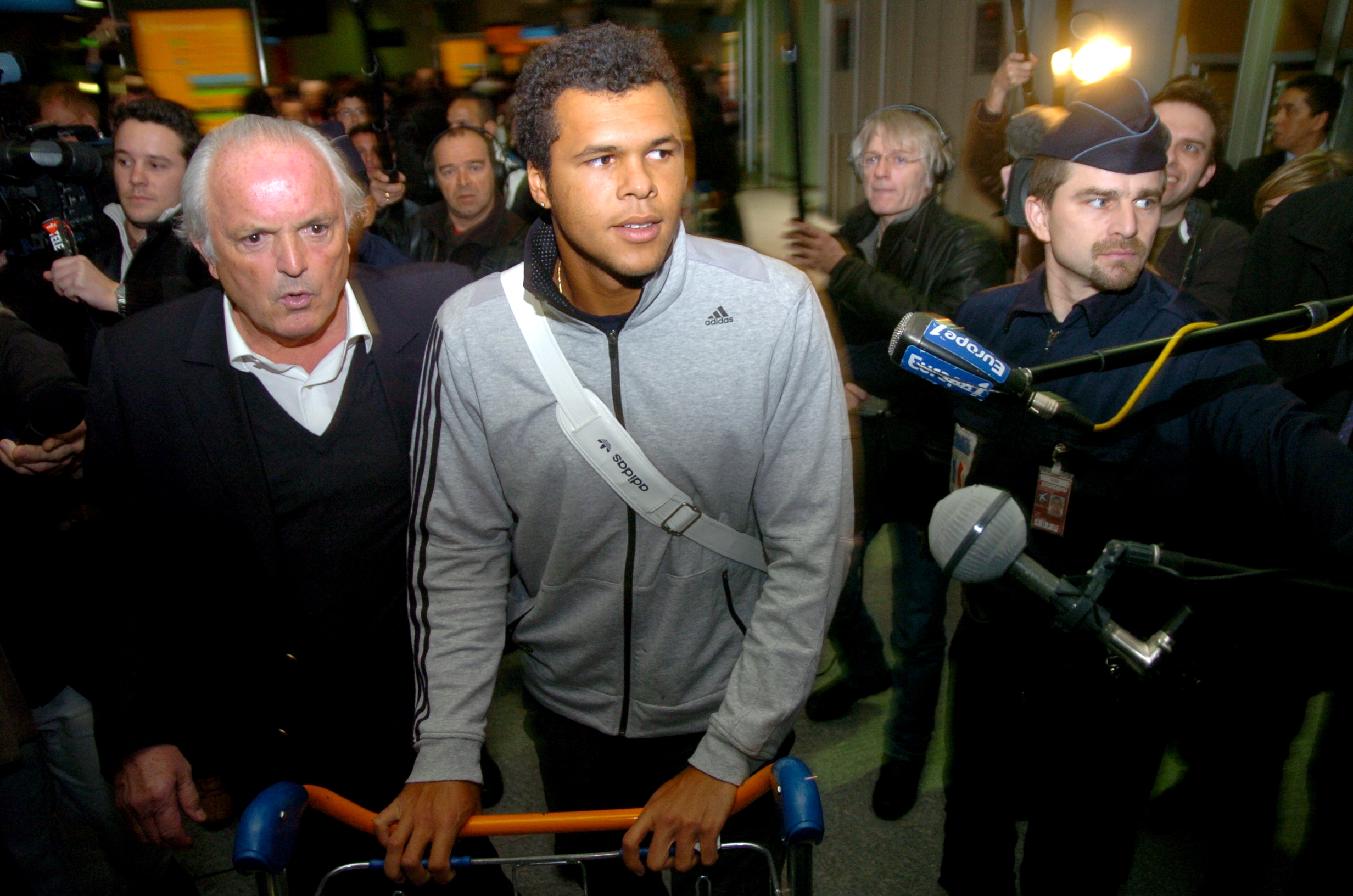
Jo-Wilfried Tsonga le 29 janvier 2008 à son retour de l'Open d'Australie, au lendemain de sa finale face à Novak Djokovic.

Lors de l'Open d'Australie, il fait sensation en éliminant au premier tour Andy Murray (7-5, 6-4, 0-6, 7-65), tête de série no 9 au bout de plus de trois heures d’un intense combat. Il continue son parcours en écartant successivement Sam Warburg (6-4, 7-64, 6-2), Guillermo García-López (6-3, 6-4, 6-2), et son compatriote Richard Gasquet (no 8 mondial) (6-2, 65-7, 7-66, 6-3) en huitième de finale où il s'est dit « trop crispé ». Puis en quart, le Russe Mikhail Youzhny no 14 mondial (7-5, 6-0, 7-66) avant la demi-finale où il bat sèchement, et à la surprise générale, l'Espagnol Rafael Nadal no 2 mondial en un peu moins de 2 heures sur le score de (6-2, 6-3, 6-2),,. Nadal déclara avoir eu le sentiment de lutter contre une « avalanche qu'il ne pouvait pas arrêter,. Il perd cependant la finale (6-4, 4-6, 3-6, 62-7) après une belle combativité, face au no 3 mondial, le Serbe Novak Djokovic, et n'éprouvant « aucun regret » à la suite du déroulement de la finale, même s'il admettra par la suite qu'il aurait aimé l'emmener à un cinquième set qui aurait été indécis. Son classement ATP passe alors de la 38e à la 18e place mondiale.
Il obtient, dans la foulée, sa première sélection victorieuse en équipe de France pour le premier tour de la Coupe Davis face à la Roumanie.
Cependant, la semaine suivante, à l'Open 13 de Marseille, Tsonga se fait éliminer dès le premier tour par Mario Ančić en deux sets (5-7, 63-7). Lors du Masters d'Indian Wells, il est cette fois battu en huitième de finale par Rafael Nadal en trois sets (7-63, 64-7, 5-7). Une semaine plus tard, au Masters de Miami, il perd au troisième tour contre son compatriote Julien Benneteau (3-6, 3-6). Blessé au ménisque du genou droit, Tsonga arrête de jouer pendant plus d'un mois et fait son retour pour le Masters de Rome où il se fait éliminer dès le premier tour par Gilles Simon en trois sets (2-6, 6-4, 66-7). Une semaine plus tard, Tsonga échoue au second tour du Masters de Hambourg, battu par le Suédois Robin Söderling en deux sets (2-6, 5-7). Tsonga réalise ensuite un beau parcours lors du tournoi de Casablanca, mais déclare forfait avant la demi-finale et annonce sa prochaine opération du genou, le contraignant à faire une pause de plusieurs mois dans sa saison. Le 26 mai 2008, il déclare également forfait pour Roland-Garros et atteint paradoxalement le même jour son meilleur classement à l'ATP avec la 11e place mondiale. À la suite de son forfait à Wimbledon, il redescend à la 19e place.

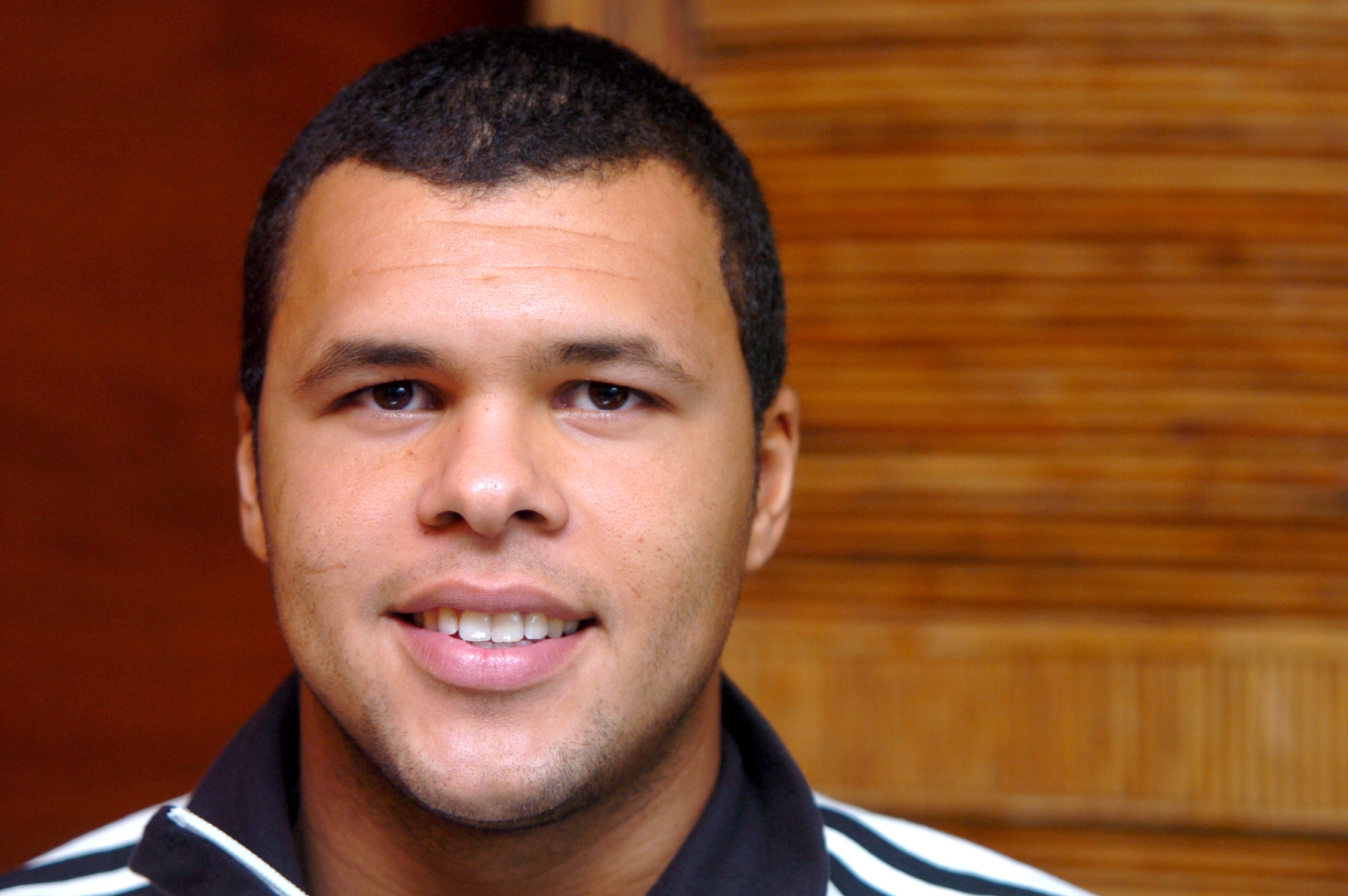
Jo-Wilfried Tsonga, le 07 octobre 2008 à Paris.

Afin de privilégier sa rééducation à la suite de son opération au genou, Tsonga ne participe pas aux Jeux olympiques à Pékin. Il fait son retour à l'US Open où il bat Santiago Ventura au premier tour, puis Carlos Moyà au second tour, avant de perdre face à Tommy Robredo (62-7, 2-6, 3-6). Après le Heineken Stars 2008 sur le circuit challenger, qu'il remporte le 20 septembre au Viêt Nam face au Suédois Robin Söderling (7-6, 1-6, 6-4), il participe au tournoi de Bangkok où il s'impose en battant en demi-finale Gaël Monfils (6-0, 6-3), et le 3e mondial Novak Djokovic en finale 7-64, 6-4. Il prend ainsi sa revanche sur la finale de Melbourne et remporte à cette occasion son premier tournoi en simple sur le circuit ATP. Durant le Masters de Madrid, Tsonga rencontre pour la première fois Roger Federer contre lequel il s'incline 4-6, 1-6 en huitièmes de finale. Une semaine plus tard, il atteint pour la seconde année consécutive les demi-finales du Tournoi de Lyon, où il bat notamment Marc Gicquel 7-5, 4-6, 6-3, Fabrice Santoro 6-2, 5-7, 6-3, et Juan Carlos Ferrero 7-65, 6-1. Il trébuche finalement contre Julien Benneteau, pour la seconde fois de la saison, 64-7, 5-7.

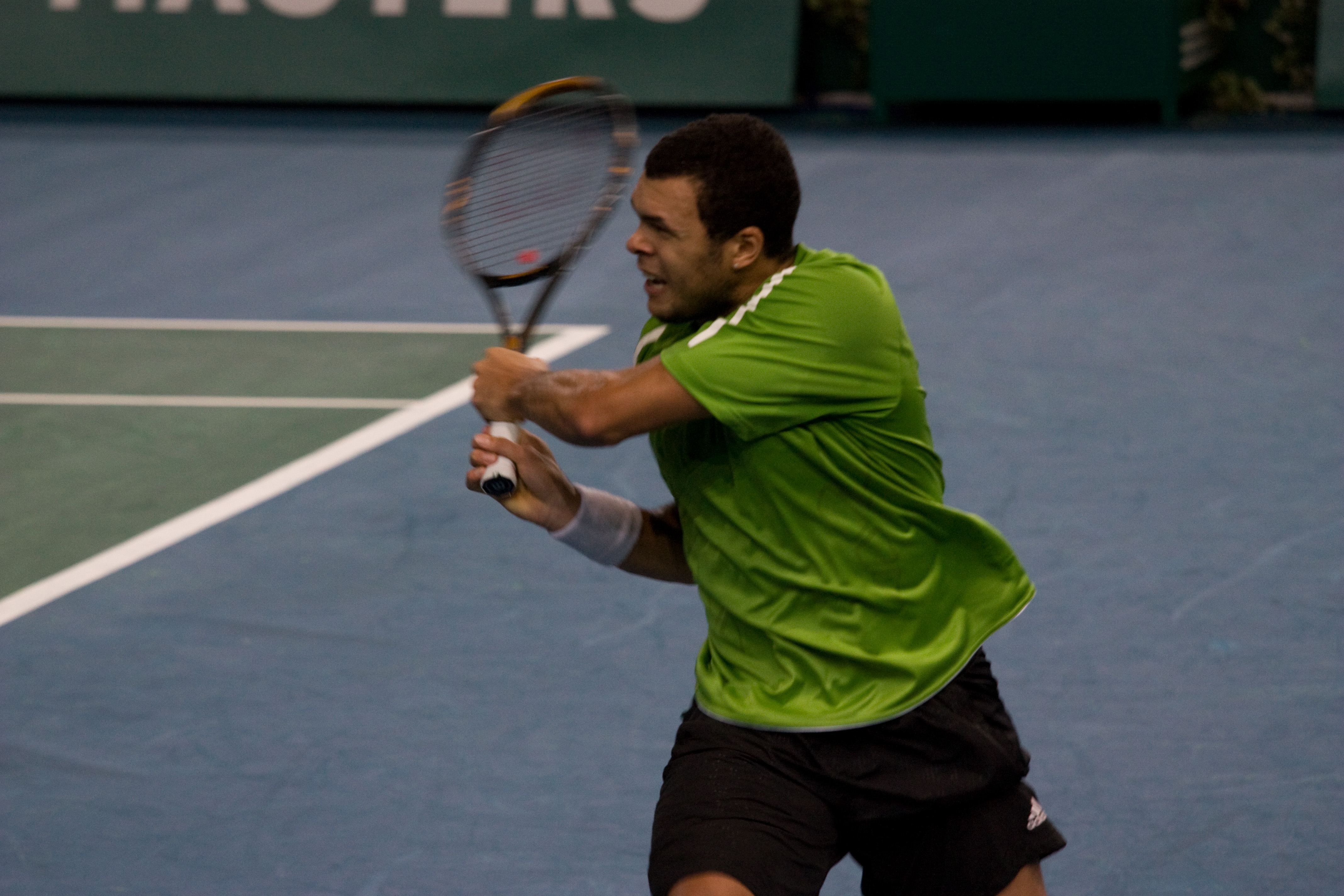
Jo-Wilfried Tsonga lors des Masters de Paris-Bercy contre Radek Štěpánek le 29 10 2008.

Il remporte le Masters de Paris-Bercy, le plus grand titre de sa carrière à ce jour avec celui obtenu à Toronto en 2014. En éliminant coup sur coup Radek Štěpánek (3-6, 6-4, 6-4), le no 3 mondial Novak Djokovic (6-4, 1-6, 6-3), puis le no 7 mondial Andy Roddick (5-7, 6-4, 7-65) en quart et le no 11 mondial James Blake (6-4, 6-3) dans le dernier carré. Il bat en finale le no 8 mondial David Nalbandian, tenant du titre (6-3, 4-6, 6-4). Il s'agit de sa première victoire en Masters Series, qui lui permet de décrocher sa place pour la Masters Cup à Shanghai et de rentrer pour la première fois de sa carrière dans le top 10 mondial, à la 7e place. Il devient ainsi le no 1 Français devant Gilles Simon qui l'accompagne également à la Masters Cup profitant du forfait de Rafael Nadal.
Le tirage au sort des Masters le place dans le groupe or avec Novak Djokovic, Nikolay Davydenko et Juan Martín del Potro. Ses défaites lors des deux premiers matchs de poule, contre Nikolay Davydenko en trois sets accrochés (7-66, 4-6, 60-7), puis Juan Martín del Potro (64-7, 65-7), l'éliminent de la course pour les demi-finales, mais il finit le tournoi sur une bonne note car il bat Novak Djokovic (1-6, 7-5, 6-1) à nouveau, pour son dernier match de poules. Cette victoire lui permet de finir l'année à la 6e place mondiale et en tant que no 1 Français, juste devant Gilles Simon (no 7).
Il renonce à participer aux Masters France à Toulouse en décembre. À l'issue de la saison, il reçoit le prix ATP 2008 du « Joueur s'étant le plus amélioré ».

#### 2009: Déception en Grand Chelem, 3 titres ATP dont un1erATP 500à Tokyo et maintien dans le top 10
Jo-Wilfried Tsonga commence sa saison 2009 à l'Open de Brisbane dont c'est la première édition. Tête de série no 2, il bat Agustín Calleri (6-2, 7-5) et Jarkko Nieminen (0-6, 7-61, 7-65) avant de s'incliner face à son compatriote Richard Gasquet en quart de finale (6-1, 4-6, 2-6). Durant le même tournoi, il remporte en revanche avec Marc Gicquel son troisième titre en double (avec trois partenaires différents) en battant en finale la paire Fernando Verdasco/Mischa Zverev (6-4, 6-3). La semaine suivante, il dispute le tournoi de Sydney mais déclare forfait avant son quart de finale face à Jarkko Nieminen après avoir battu Simone Bolelli. Remis d'une blessure au dos, il participe à l'Open d'Australie en tant que finaliste sortant. Il bat successivement Juan Mónaco au premier tour (6-4, 6-4, 6-0), puis Ivan Ljubičić (64-7, 7-68, 7-67, 6-2), et Dudi Sela (6-4, 6-2, 1-6, 6-1). En huitièmes de finale, il bat l'Américain James Blake 10e mondial (6-4, 6-4, 7-63), mais en quarts de finale, il s'incline face à l'Espagnol Fernando Verdasco 15e mondial (62-7, 6-3, 3-6, 2-6).
La semaine suivante, Tsonga remporte le tournoi de Johannesburg en battant Thiago Alves, Denis Istomin, Kristof Vliegen, Frederico Gil puis Jérémy Chardy en finale (6-4, 7-65). La saison européenne débute par le Tournoi de Rotterdam, où il atteint les quarts de finale en s'inclinant face au no 1 mondial Rafael Nadal (4-6, 7-65, 4-6). Il remporte la semaine suivante l'Open 13 de Marseille en battant successivement Andrey Golubev (7-65, 6-2), Simone Bolelli (6-3, 6-2), Feliciano López (6-2, 61-7, 6-4), puis la tête de série no 1 Novak Djokovic (6-4, 7-61), qu'il bat pour la quatrième fois en moins d'un an et menant dans les confrontations. En finale, il l'emporte sur son compatriote Michaël Llodra en deux sets (7-5, 7-63), s'adjugeant ainsi son deuxième titre de l'année et le quatrième de sa carrière. Il est alors, à cette date, le joueur de tennis ayant gagné le plus de matchs depuis le début 2009.
Tsonga est retenu pour participer à la rencontre de Coupe Davis du premier tour entre la France et la République tchèque, du 6 au 8 mars et remporte le second simple face à Radek Štěpánek (7-5, 6-2, 7-61) après la défaite de Gilles Simon. Sa victoire face à Jan Hernych (6-2, 65-7, 7-60) n'empêche pas la défaite de l'équipe de France 3-2. La semaine suivante, Tsonga se fait éliminer au troisième tour du Masters d'Indian Wells par le Russe Igor Andreev (5-7, 4-6). Le 26 mars, il est désigné « Joueur s'étant le plus amélioré en 2008 » par l'ATP, succédant à Novak Djokovic. Lors du Masters de Miami il atteint les quarts de finale en battant le 8e mondial, Gilles Simon (64-7, 6-3, 6-2), mais s'incline ensuite face au no 3 mondial Novak Djokovic (3-6, 4-6).

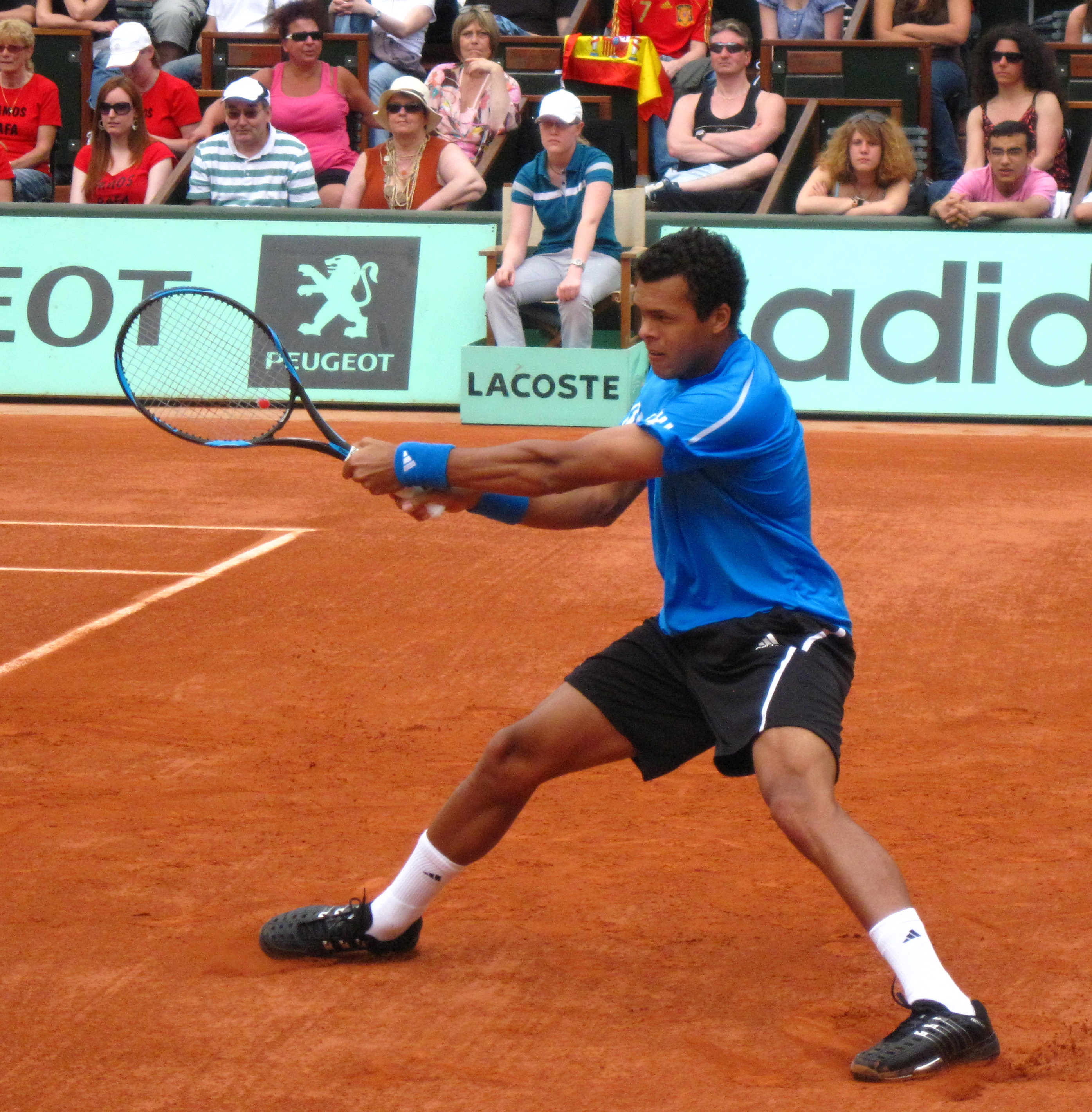
Jo-Wilfried Tsonga en mai 2009 lors de Roland-Garros.

Il décide de ne pas participer au Masters de Monte-Carlo ni à l'Open de Barcelone, où il était initialement prévu, afin de préparer au mieux la saison sur terre battue. Il s'incline pourtant dès le premier tour du Masters de Rome face à Richard Gasquet (62-7, 4-6). Au Masters de Madrid, il élimine au premier tour Marat Safin en deux sets avant de s'incliner au deuxième tour face à Ivan Ljubičić (4-6, 5-7). À Roland-Garros, il élimine successivement Julien Benneteau (7-5, 2-6, 6-1, 7-68), le terrien Juan Mónaco (7-5, 2-6, 6-1, 7-68) et Christophe Rochus (6-2, 6-2, 6-2), mais finit par s'incliner en quatre sets face à l'Argentin Juan Martín del Potro, 5e mondial (1-6, 7-65, 1-6, 4-6). Il signe cependant sa meilleure performance sur la terre battue parisienne.
Lors de Wimbledon, il bat le Kazakh Andrey Golubev (6-3, 5-7, 7-64, 7-65) et bénéficie de l'abandon de Simone Bolelli pour atteindre le troisième tour où il s'incline contre Ivo Karlović (65-7, 7-65, 5-7, 65-7).
Lors de la rentrée de la saison sur dur, il est éliminé au second tour du tournoi de Washington par l'Américain John Isner (6-4, 62-7, 64-7). La semaine suivante, lors du Masters du Canada, il bat successivement Rainer Schüttler, le 9e mondial Gilles Simon (6-3, 6-3), et atteint les quarts de finale contre le no 1 mondial, Roger Federer qu'il domine dans un match à rebondissements (7-65, 1-6, 7-63) après avoir été mené 5-1 dans la dernière manche,. Il s'incline néanmoins en demi-finale face à Andy Murray 3e mondial, (4-6, 68-7) contre le futur vainqueur de l'épreuve. Au Masters de Cincinnati, il perd dès le second tour face à l'Australien Chris Guccione (612-7, 2-6). Lors de l'US Open, il élimine successivement Chase Buchanan (6-0, 6-2, 6-1), Jarkko Nieminen (7-5, 6-3, 6-4), Julien Benneteau (7-65, 6-2, 6-4), pour atteindre les 1/8 de finale où il est battu par Fernando González (6-3, 3-6, 63-7, 4-6).
En septembre, lors de la rencontre de barrage de Coupe Davis face à l'équipe des Pays-Bas, il remporte ses deux matchs en simple face à Jesse Huta Galung (7-62, 6-2, 7-63) et Thiemo de Bakker (7-65, 6-2, 3-6, 7-64), ainsi que le match en double associé à Michaël Llodra (6-3, 3-6, 7-6, 6-4) assurant principalement par ses résultats la victoire de l'équipe de France et son maintien dans le groupe mondial,. À l'Open de Bangkok, dont il était tenant du titre, il est éliminé en demi-finale par Viktor Troicki (6-1, 2-6, 3-6) après un premier set facile. La semaine suivante, alors que sa participation aux Masters de Londres pour la seconde année consécutive est en jeu, il remporte son troisième tournoi de l'année avec l'ATP 500 de l'Open du Japon après avoir notamment battu Richard Gasquet (4-6, 6-2, 6-2), Ernests Gulbis en quart de finale (4-6, 6-4, 6-3), Gaël Monfils en demi-finale (6-3, 6-3) et le Russe Mikhail Youzhny en finale (6-3, 6-3). Il devient ainsi le premier joueur français à s'imposer dans ce tournoi. La semaine suivante, au Masters de Shanghai, il est éliminé en huitième de finale par Robin Söderling (3-6, 3-6). Il remporte toutefois le double associé à Julien Benneteau. Au Grand Prix de tennis de Lyon, il atteint les quarts de finale où il est éliminé par Arnaud Clément (7-5, 4-6, 68-7).
Lors du Masters de Paris-Bercy, dont il est le tenant du titre et qu'il a l'obligation de remporter à nouveau pour assurer sa place dans le Top 8 pour participer aux Masters de Londres, il élimine successivement Albert Montañés (6-1, 7-5) puis Gilles Simon (6-2, 6-3) mais perd en quart de finale face à Rafael Nadal (5-7, 5-7) mettant un terme à ses chances de qualification directe pour la Masters Cup. Malgré cet échec, il est néanmoins assuré de finir l'année 2009 dans le top 10. Comme en 2008, il renonce à participer aux Masters France de décembre.

#### 2010: Demi-finale à l'Open d'Australie, saison sans titre, blessure au genou et finale à la Coupe Davis

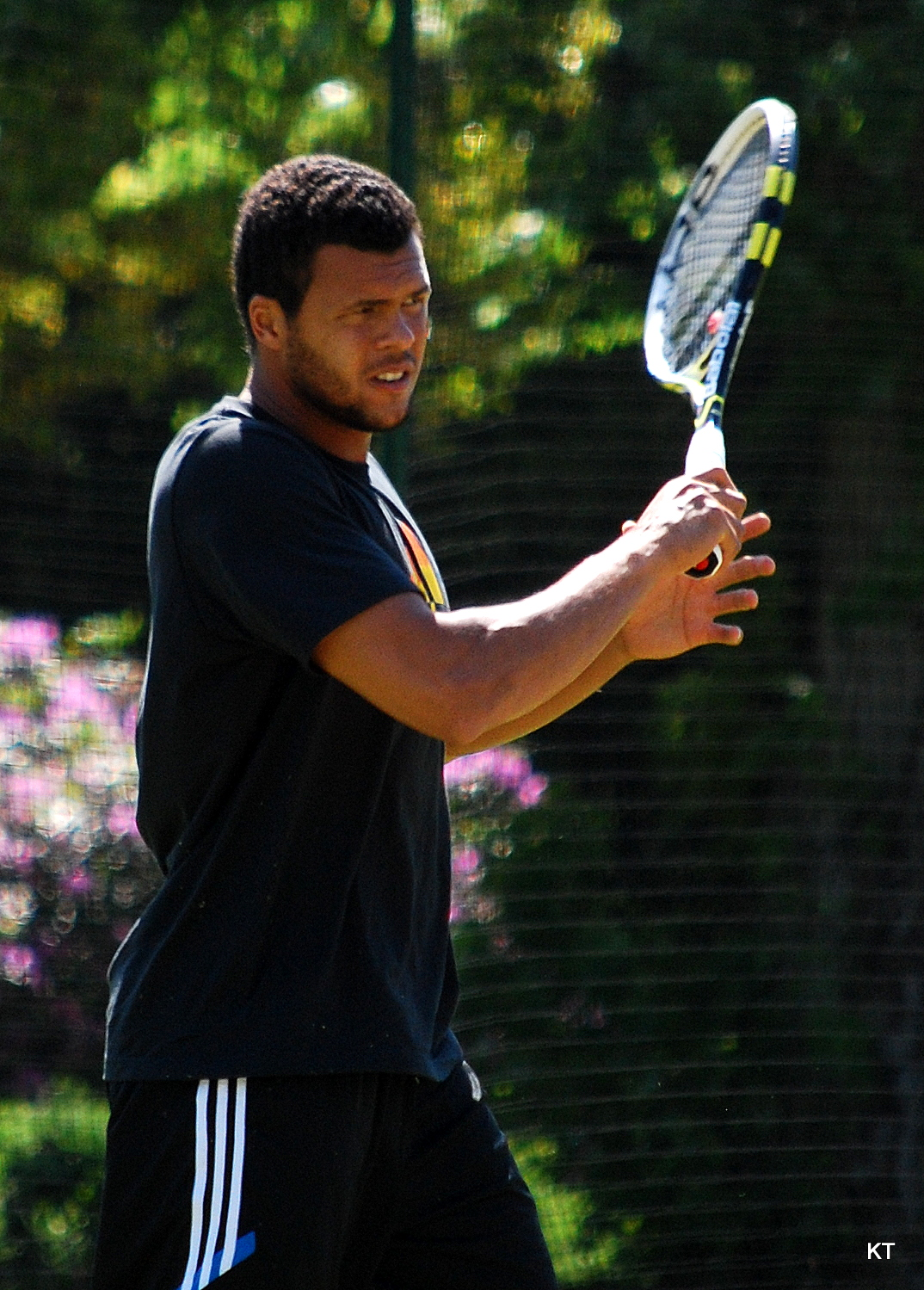
Jo-Wilfried Tsonga en 2010.

Muni d'une nouvelle raquette, Jo-Wilfried Tsonga commence sa saison 2010 directement en participant à l'Open d'Australie, au cours duquel il bat successivement Serhiy Stakhovsky (6-3, 6-4, 6-4), Taylor Dent (6-4, 6-3, 6-3), Tommy Haas (6-4, 3-6, 6-1, 7-5), et Nicolás Almagro (6-3, 6-4, 4-6, 66-7, 9-7), pour le premier match en cinq sets de sa carrière. Puis il affronte et bat le no 3 mondial, Novak Djokovic en quart de finale (7-68, 65-7, 1-6, 6-3, 6-1) au terme d'un gros match à suspense,. Il s'incline en demi-finale face au no 1 mondial, Roger Federer (2-6, 3-6, 2-6) assez sèchement et dominé dans le jeu.
Par la suite, il déclare forfait pour le tournoi de Rotterdam en raison d'une blessure abdominale. Lors du tournoi de Marseille, il atteint les demi-finales où il s'incline face à Julien Benneteau (611-7, 7-5, 63-7). Pour le premier Masters 1000 de l'année à Indian Wells, il atteint les huitièmes de finale qu'il perd contre Robin Söderling (3-6, 4-6) 7e mondial. La semaine suivante, il s'incline en quarts de finale du Masters de Miami face à Rafael Nadal en deux sets (3-6, 2-6).
Pour le début de sa saison sur terre battue au Masters de Monte-Carlo, il est éliminé en huitièmes de finale par Juan Carlos Ferrero (1-6, 6-3, 5-7). La semaine suivante, lors de l'open de Barcelone, il atteint les quarts de finale après avoir éliminé Jan Hájek (6-3, 6-2) puis Nicolás Almagro (5-7, 6-1, 6-4) et est éliminé par Thiemo de Bakker (4-6, 6-3, 3-6). Au Masters de Rome, il défait Viktor Troicki (6-2, 6-3), puis Santiago Giraldo (6-3, 6-4), pour atteindre les quarts de finale où il perd contre David Ferrer (4-6, 1-6). Tsonga participe alors à Roland-Garros où il bat successivement Daniel Brands dans un premier match difficile (4-6, 6-3, 6-2, 62-7, 7-5), puis Josselin Ouanna (6-0, 6-1, 6-4) et Thiemo de Bakker (66-7, 7-64, 6-3, 6-4) et atteint les huitièmes de finale où il est le dernier représentant Français. Blessé, il abandonne après un set face à Mikhail Youzhny (2-6).
Lors du tournoi de Wimbledon, après avoir battu difficilement Alexandr Dolgopolov (6-4, 6-4, 65-7, 5-7, 10-8) après 3 h 55 de match, puis le qualifié Tobias Kamke (6-1, 6-4, 7-61) et Julien Benneteau (6-1, 6-4, 3-6, 6-1), il atteint les quarts de finale où il s'incline face au 4e mondial, Andy Murray (7-65, 65-7, 2-6, 2-6) en 2 h 50.
Il se blesse à cette occasion au genou, ce qui lui fait rater les quarts de finale de Coupe Davis, puis l'US Open, où il déclare forfait.
Pour son retour à la compétition en octobre après trois mois d'interruption, il perd au premier tour de l'Open du Japon, dont il est tenant du titre, contre Jarkko Nieminen (4-6, 7-5, 1-6). La semaine suivante, lors du Masters de Shanghai, il bat successivement Feliciano López (7-64, 6-3), Sam Querrey (7-67, 6-1) et Florian Mayer (7-5, 6-3) pour atteindre les quarts de finale où il chute contre Andy Murray (2-6, 2-6). Une semaine plus tard, Tsonga perd d'entrée (6-3, 3-6, 5-7) contre Viktor Troicki, 43e mondial, à la Coupe du Kremlin. La semaine suivante, il perd en demi-finale de l'Open de Montpellier contre Gaël Monfils (62-7, 6-2, 4-6). Après avoir joué quatre tournois en quatre semaines alors qu'il revenait pourtant tout juste de blessure, il déclare ressentir une gêne au genou.
Le 3 novembre 2010, il annonce lors d'une conférence de presse qu'il met fin à sa saison en raison d'une blessure aux ligaments du genou et qu'il est donc forfait pour la finale de Coupe Davis contre la Serbie.
La fin de saison prématurée de Jo-Wilfried Tsonga conjuguée à la qualification de Gaël Monfils pour la finale du Masters de Paris-Bercy fait perdre au premier son statut de no 1 Français au profit du second. Il termine la saison 2010 à la treizième place mondiale au classement ATP.

#### 2011: Demi-finale à Wimbledon, finale à Paris-Bercy et aux Masters de Londres,no6mondial en fin de saison
Jo-Wilfried Tsonga commence sa saison 2011 par le tournoi de Doha, où il bat Rubén Ramírez Hidalgo (6-2, 6-0), Sergei Bubka (6-2, 6-4) et Guillermo García-López (7-64, 7-69) pour atteindre les demi-finales. Il est battu aux portes de la finale par Roger Federer (3-6, 62-7). Durant l'Open d'Australie, après un premier tour difficile contre Philipp Petzschner (4-6, 2-6, 6-2, 6-3, 6-4), le Français se rassure avec un succès en trois manches contre Andreas Seppi (6-3, 7-61, 7-65). Mais il est finalement éliminé au troisième tour par le surprenant Ukrainien Alexandr Dolgopolov, 46e mondial (6-3, 3-6, 6-3, 1-6, 1-6) ce qui constitue une contre-performance importante après la demi-finale de l'édition précédente et une chute au 18e rang mondial pour la première fois depuis septembre 2008.
Lors du tournoi de Rotterdam, il atteint la finale en éliminant successivement Grigor Dimitrov (6-4, 6-4), Michaël Llodra (4-6, 6-4, 6-4), Tomáš Berdych (par forfait), et le 15e mondial, Ivan Ljubičić (6-4, 7-66) mais s'incline contre le 4e mondial, Robin Söderling (3-6, 6-3, 3-6). À l'Open 13 de Marseille, il gagne ses deux premiers matchs contre Benoît Paire (6-1, 6-2) et Serhiy Stakhovsky (5-7, 6-4, 6-2) avant d'échouer en quart de finale contre le Russe Mikhail Youzhny (4-6, 6-2, 4-6).
Il perd d'entrée au Masters d'Indian Wells, battu par le Belge Xavier Malisse (66-7, 5-7) puis ne dépasse pas le troisième tour du Masters de Miami la semaine suivante, battu par Alexandr Dolgopolov (7-62, 4-6, 5-7) à nouveau. Il annonce à la suite de ce tournoi sa séparation d'avec Éric Winogradsky, son entraîneur depuis 7 ans, et sa volonté de s'entourer de sa propre structure et non plus d'une structure fédérale afin de retrouver la « spontanéité et ne plus avoir d'influences extérieures ».

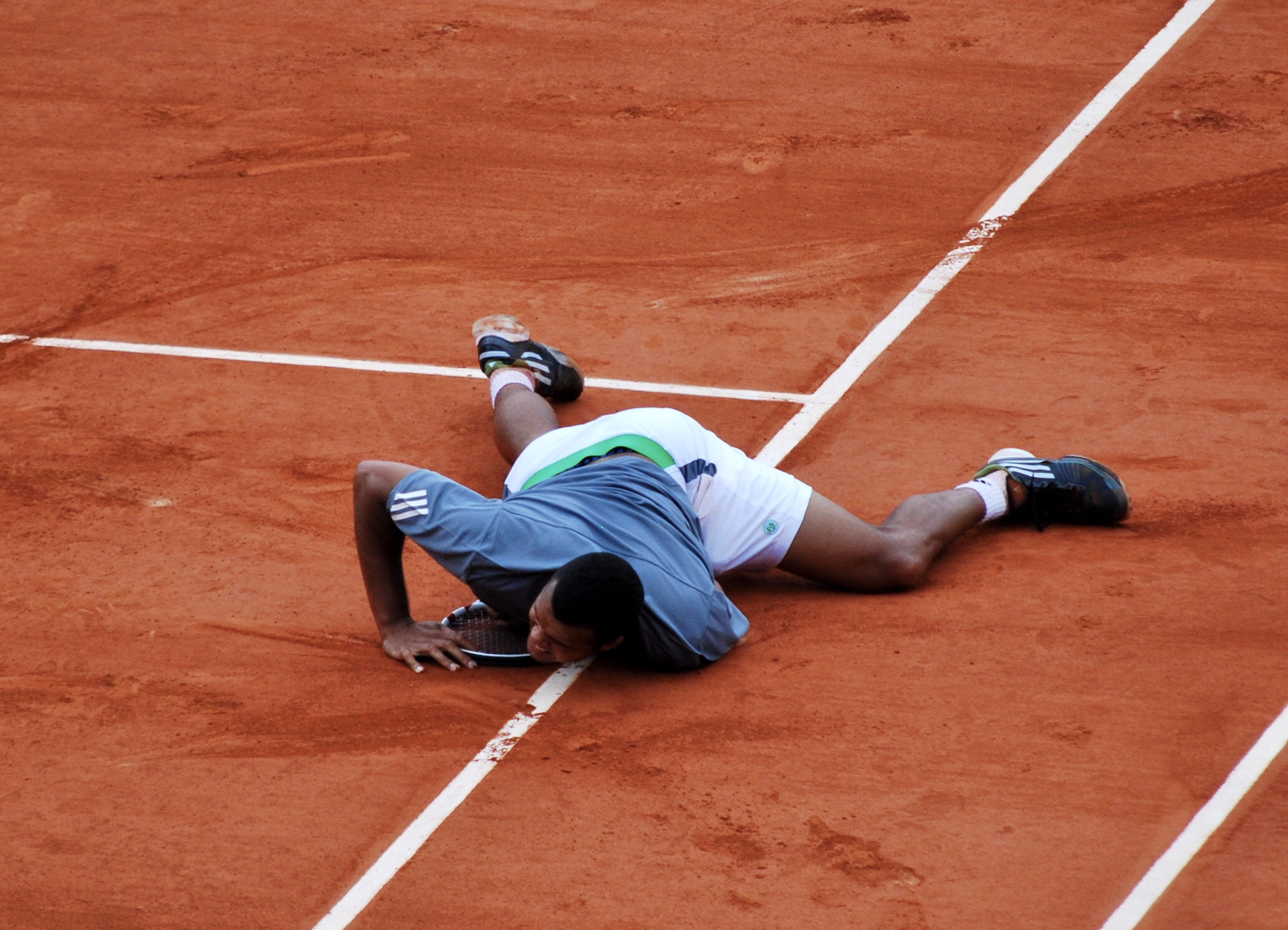
Le tournant du match Tsonga-Wawrinka lors de Roland-Garros en 2011.

Pour le début de la saison sur terre, au Masters de Monte-Carlo, il s'incline dès le deuxième tour face à Ivan Ljubičić (62-7, 4-6), puis perd d'entrée à l'Open d'Estoril contre Pablo Cuevas (2-6, 60-7). Lors du Masters de Madrid, il bat deux Espagnols spécialistes de la surface Nicolás Almagro (6-1, 6-3) 9e mondial, puis Pere Riba (6-4, 6-2), avant de s'incliner contre Robin Söderling 5e mondial, (68-7, 5-7) en huitièmes de finale. La semaine suivante, lors du Masters de Rome il perd au deuxième tour contre Roger Federer (4-6, 2-6). À Roland-Garros, il est éliminé au troisième tour par Stanislas Wawrinka (6-4, 7-63, 65-7, 2-6, 3-6). Après un début de match intense et avoir mené deux sets à rien et 4-2 dans la troisième manche, il perd son jeu de service sur un passing de bout de course du Suisse, et une chute du Français, qui constitue le tournant du match et le début d'une moindre présence physique dont bénéficiera son adversaire pour le reste de la rencontre.

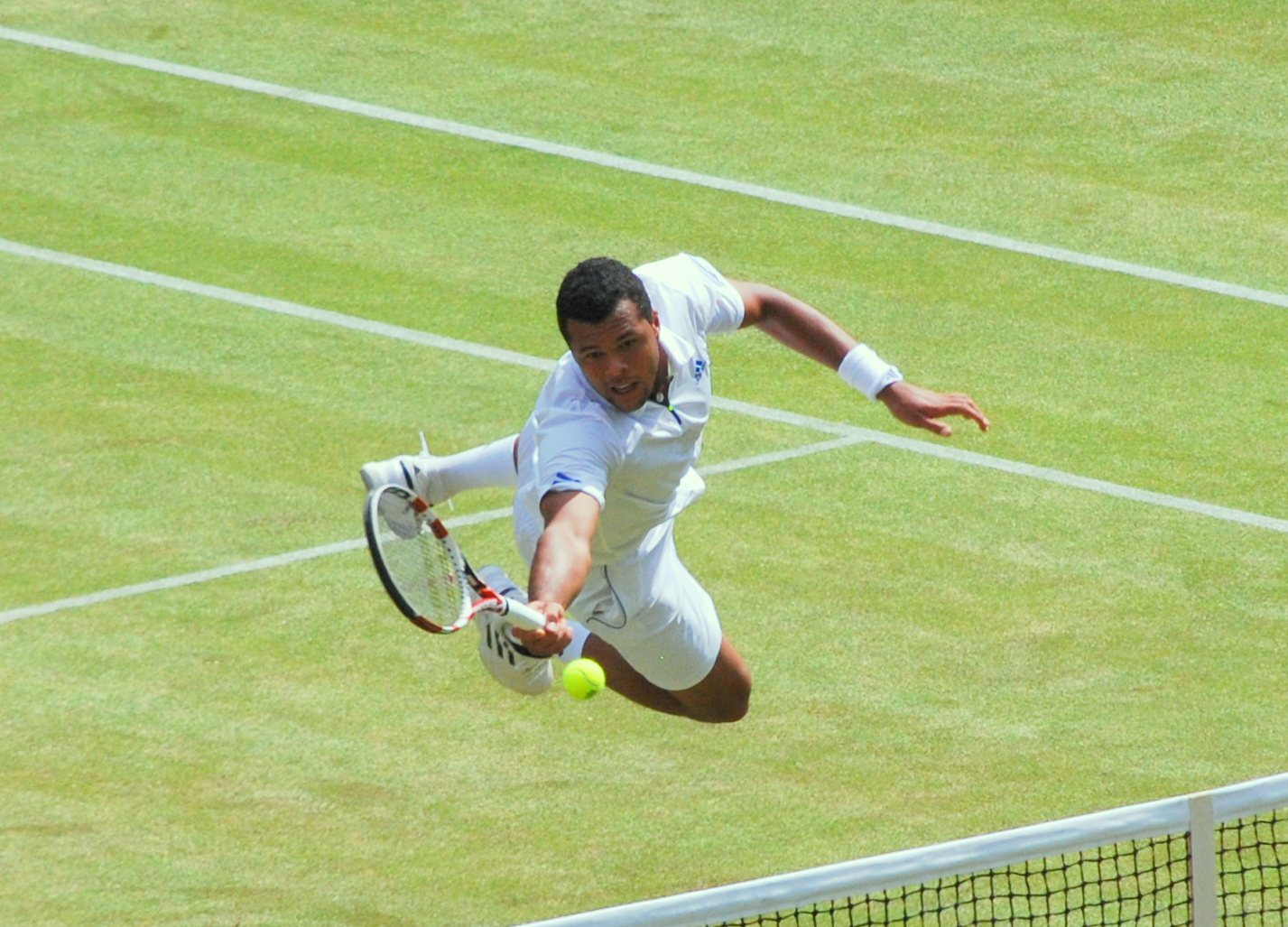
Plongeon de Tsonga à la volée lors de la demi-finale de Wimbledon contre Novak Djokovic.

À l'entame de la saison sur gazon au tournoi du Queen's, Jo-Wilfried Tsonga élimine successivement Michael Berrer (6-0, 6-1), Michaël Llodra (4-3 ab), et surtout en quart de finale le no 1 mondial, Rafael Nadal (63-7, 6-4, 6-1) au terme d'un match où le Français a servi 25 aces contre l'Espagnol « émoussé tout au long de la semaine, en plus de ses difficultés à s'adapter à la surface » pour atteindre les demi-finales. En battant James Ward (6-3, 7-67) en demie, il se qualifie pour la finale contre Andy Murray 4e mondial, mais la perd en trois manches serrées (6-3, 62-7, 4-6) après le gain de la première manche et avoir mené dans la deuxième manche.
Lors du tournoi de Wimbledon, il élimine successivement Go Soeda (6-3, 7-64, 6-2), Grigor Dimitrov (64-7, 6-4, 6-4, 7-68), Fernando González (6-3, 6-4, 6-3), et le 6e mondial, David Ferrer (6-3, 6-4, 7-61). En quart de finale il rencontre Roger Federer 3e mondial, lors d'un match spectaculaire où après avoir été mené deux set à rien, il réussit à renverser la situation et s'imposer (3-6, 63-7, 6-4, 6-4, 6-4). Cette victoire s'est construite grâce à la qualité du service du Français (qui ne fit face lors du match qu'à une seule balle de break, perdue au deuxième jeu) et à un jeu de fond de court puissant et agressif avec une grosse prise de risque comme sur le point marquant le tournant du match avec un passing de coup-droit en bout de course lui donnant le break du troisième set,,. Ce résultat marque également la première défaite de Federer en 178 rencontres de Grand Chelem où après avoir mené deux sets à zéro il ne réussit pas à remporter la victoire (et seulement la troisième défaite après avoir mené deux sets à un). Il atteint ainsi les demi-finales contre Novak Djokovic no 2 mondial, qu'il affronte pour la huitième fois menant 5-2 dans leurs précédentes rencontres dans un match où il y avait des enjeux multiples pour le Serbe puisqu'en cas de victoire il était assuré d'obtenir la place de no 1 mondial. Après un premier set où il sert à 5-4 pour le remporter et un troisième set où il efface trois balles de match, il s'incline 64-7, 2-6, 7-69, 3-6.
Jo-Wilfried Tsonga commence la tournée nord-américaine sur surface dure par le Masters du Canada en se qualifiant pour les demi-finales en battant successivement Fabio Fognini (6-4, 7-60), Bernard Tomic (6-3, 7-61), le no 3 mondial Roger Federer (7-65, 4-6, 6-1) dans un match intense et offensif pour une seconde victoire consécutive contre le Suisse et Nicolás Almagro (6-4, 6-4), 10e mondial en quart de finale. Il abandonne cependant lors de la rencontre contre Novak Djokovic (4-6, 0-3, ab.) en raison d'une douleur au bras droit. Son parcours à Montréal lui permet de réintégrer le Top 10 à l'ATP qu'il avait quitté une année auparavant. La semaine suivante lors du Masters de Cincinnati, il élimine Marin Čilić (6-3, 6-4) mais perd au second tour contre Alex Bogomolov (3-6, 4-6) 50e mondial. Lors de l'US Open, il élimine successivement Lu Yen-hsun (6-4, 6-4, 6-4), Sergueï Bubka Jr. (6-3, 7-5, 6-2), Fernando Verdasco (6-3, 7-5, 6-4) puis bat en huitième de finale l'Américain Mardy Fish, 8e mondial (6-4, 65-7, 3-6, 6-4, 6-2) en 3 h 45, lors d'un match intense marqué par le vent grâce à une bonne gestion physique et mentale des points importants,. Il se qualifie pour la première fois en quart de finale de ce tournoi pour affronter Roger Federer pour la troisième fois en trois mois. Il s'incline contre le Suisse (4-6, 3-6, 3-6) sèchement.
Après la tournée nord-américaine, Jo-Wilfried Tsonga enchaîne avec la demi-finale de Coupe Davis contre l'Espagne sur la terre battue de Cordoue. Titularisé en double avec Michaël Llodra, ils battent la paire Fernando Verdasco-Feliciano López (6-2, 6-1, 6-0). Ce résultat permet à l'équipe de France de revenir à 2-1, après les défaites du premier jour. Engagé le dimanche contre Rafael Nadal, il s'incline lourdement (0-6, 2-6, 4-6) donnant à l'Espagne sa qualification pour une nouvelle finale.
La semaine suivante, Jo-Wilfried Tsonga est tête de série numéro 1 à l'Open de Moselle où il bat successivement Mathieu Rodrigues (6-3, 6-4), Nicolas Mahut (4-6, 6-3, 7-5), prenant sa revanche sur Alexandr Dolgopolov (6-4, 6-4) en demie et en finale Ivan Ljubičić (6-3, 64-7, 6-3) pour remporter son premier titre de la saison et le sixième de sa carrière. Lors de la tournée asiatique, après avoir notamment battu Juan Carlos Ferrero en quart de finale (6-3, 6-4), il s'incline en demi-finale de l'Open de Chine contre Tomáš Berdych (4-6, 6-4, 1-6) 10e mondial, puis chute la semaine suivante dès le premier tour du Masters de Shanghai, battu par Kei Nishikori (7-61, 4-6, 4-6).
À l'Open de Vienne, Tsonga, tête de série no 1, élimine successivement Jarkko Nieminen (3-6, 6-1, 3-1 ab.), Xavier Malisse (4-6, 7-64, 6-4) et Daniel Brands (6-2, 7-64) pour atteindre sa quatrième finale de la saison, où il s'impose contre Juan Martín del Potro (65-7, 6-4, 6-3) décrochant ainsi le septième titre de sa carrière. Ce titre lui permet également de se replacer favorablement dans le top 8 pour les Masters de fin d'année. Après une défaite rapide à l'Open de Valence au deuxième tour contre Sam Querrey (65-7, 2-6). Tsonga dispute le Masters de Paris-Bercy, où il élimine Guillermo García-López (6-3, 6-4) puis le qualifié Andreas Seppi (6-3, 6-4) en huitième de finale assurant ainsi, après la victoire de Tomáš Berdych contre Janko Tipsarević, d'obtenir officiellement son ticket pour disputer le Masters à Londres. Il profite ensuite du forfait du no 1 mondial, Novak Djokovic pour se qualifier pour les demi-finales du tournoi où il bat John Isner (3-6, 7-61, 7-63) en presque trois heures dans un match intense au cours duquel il sauve trois balles de match sur son service à 4-5 dans le dernier set. Il s'incline toutefois en finale contre Roger Federer, 4e mondial (1-6, 63-7). Malgré cette défaite, Jo-Wilfried Tsonga atteint à nouveau la place de no 6 mondial et retrouve ainsi son meilleur classement, obtenu à la fin de la saison 2008.

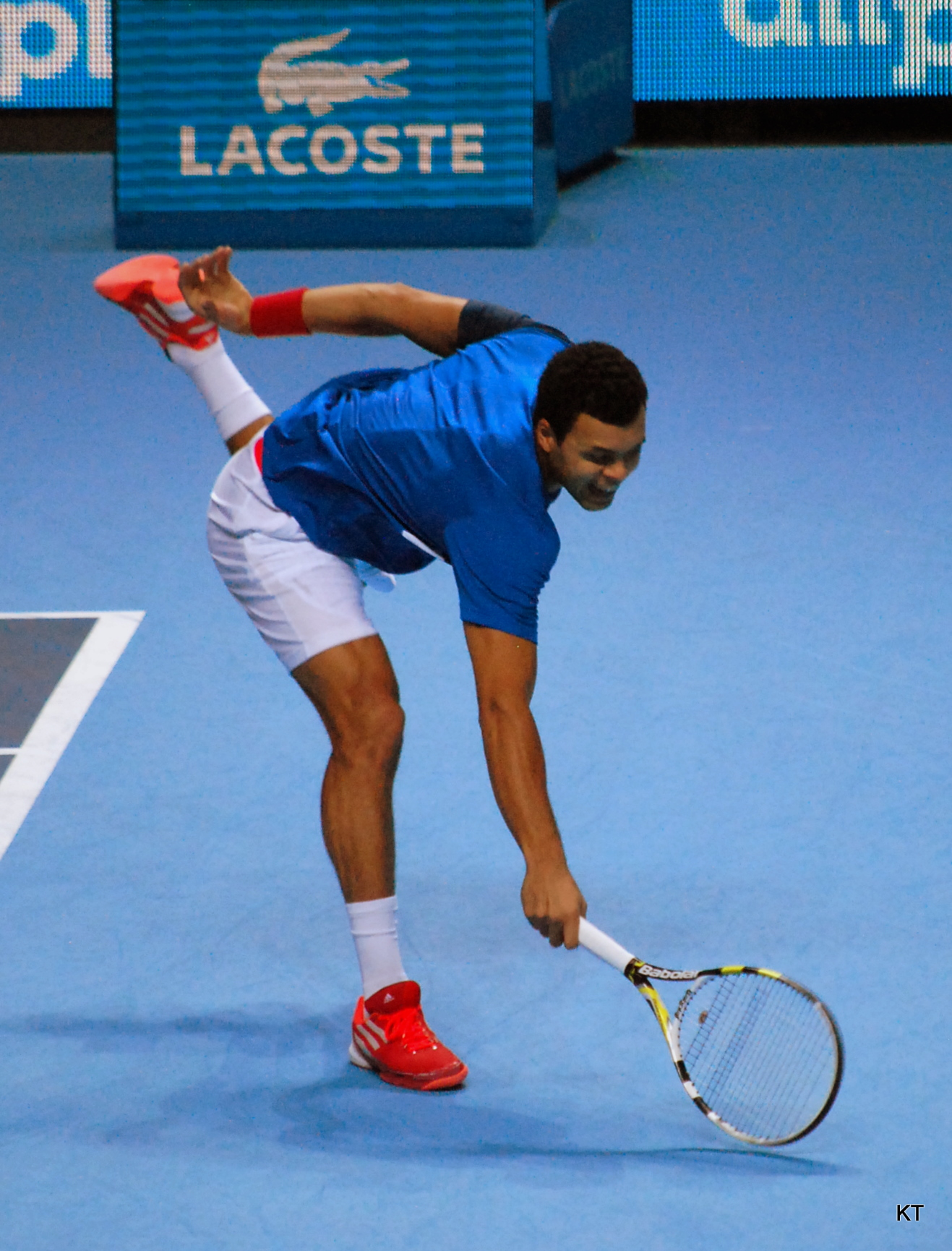
Lors du match des Masters de Londres contre Tomáš Berdych.

Pour son premier match de poule des Masters à Londres, il retrouve Roger Federer qui garde l'avantage en s'imposant (2-6, 6-2, 4-6) en 1 h 28. Pour son deuxième match de poule, il bat Mardy Fish (7-64, 6-1) en une heure et demie préservant ainsi ses chances de qualification pour les demi-finales. Le troisième match décisif l'oppose à Rafael Nadal no 2 mondial, qu'il bat et élimine du tournoi (7-62, 4-6, 6-3) en 2 h 42 grâce à un jeu agressif et des montées à la volée tranchantes. Cette victoire lui donne la deuxième place du tour préliminaire et l'accès à la demi-finale contre le premier du groupe A, Tomáš Berdych qu'il bat aisément en deux sets (6-3, 7-5) en 1 h 34 et disputant sa première finale dans cette catégorie. Il accède à la finale contre Roger Federer, pour une troisième fois en trois semaines, dans un match disputé lors duquel il gère moins bien que son adversaire les points importants, malgré un retour dans le second set et le sauvetage d'une balle de match dans le tie-break, pour s'incliner (3-6, 7-66, 3-6) en 2 h 19. Jo-Wilfried Tsonga termine la saison 2011 à la sixième place mondiale avec 4435 points.

#### 2012:2edemi-finaleà Wimbledon, médaille d'argent aux Jeux olympiques en double, meilleur classement en carrière (5e)

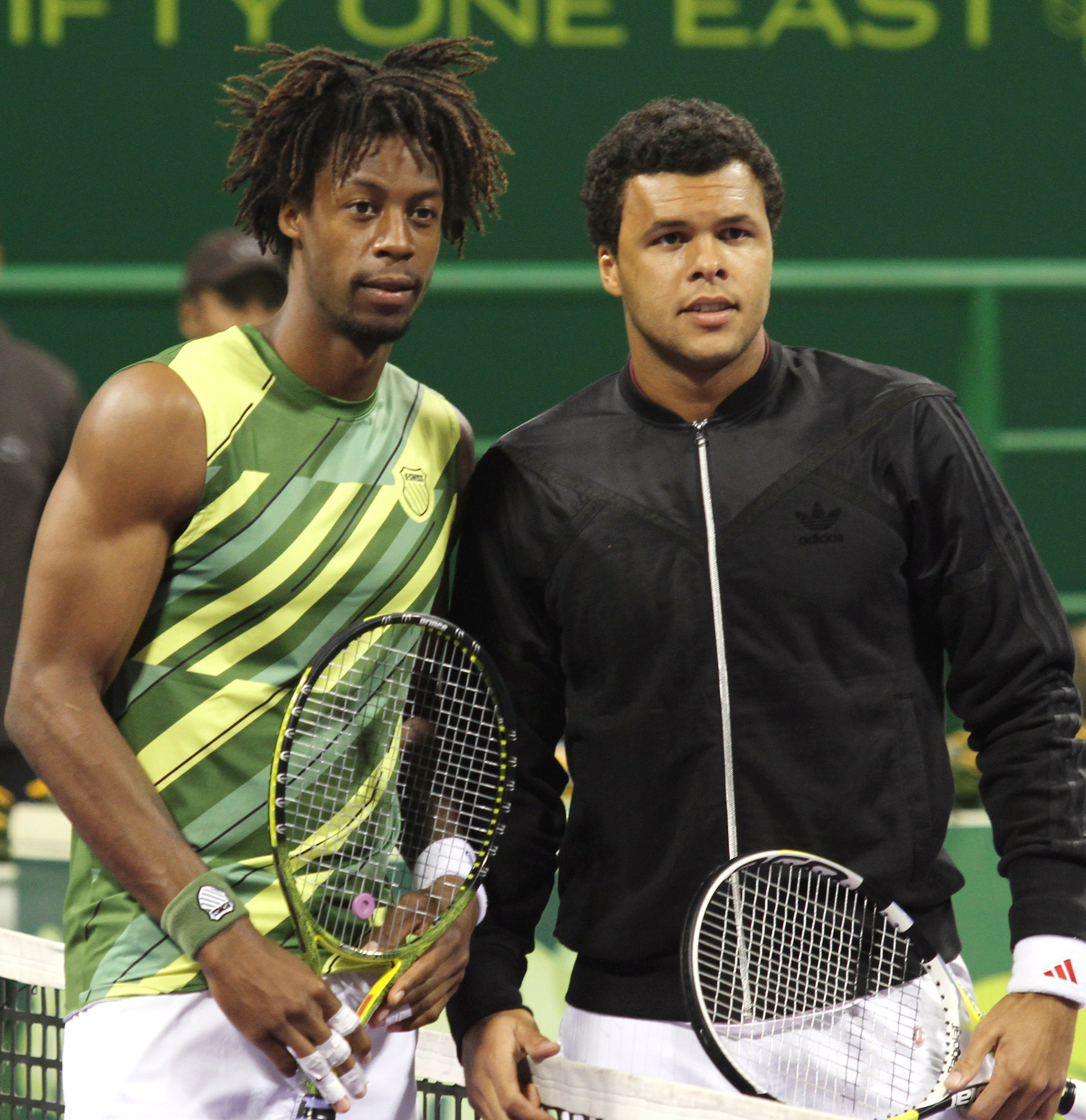
Jo-Wilfried Tsonga et Gaël Monfils avant sa finale victorieuse du tournoi de Doha en 2012.

Jo-Wilfried Tsonga commence la saison 2012 lors du tournoi de Doha où il élimine Malek Jaziri (7-65, 65-7, 6-1), Flavio Cipolla (7-68, 6-3), puis Albert Ramos (6-2, 6-1) pour atteindre les demi-finales. Il bénéficie du forfait de Roger Federer, à cause d'un blocage au dos, pour se qualifier en finale contre Gaël Monfils qu'il bat (7-5, 6-3) après un début de match hésitant, remportant le huitième titre de sa carrière. À l'Open d'Australie, Tsonga atteint les huitièmes de finale après avoir battu Denis Istomin (6-4, 3-6, 6-2, 7-5), Ricardo Mello (7-5, 6-4, 6-4) et Frederico Gil (6-2, 6-2, 6-2) mais s'incline contre Kei Nishikori (6-2, 2-6, 1-6, 6-3, 3-6) ce qui constitue une relative contre-performance compte tenu de ses résultats précédents en ce tournoi, et l'empêche d'intégrer le top 5 tout en se rapprochant à 140 points de David Ferrer.
Sélectionné pour le premier tour de la Coupe Davis contre l'équipe du Canada, Jo-Wilfried Tsonga remporte facilement son premier match contre Vasek Pospisil (6-1, 6-3, 6-3), puis apporte le point de la victoire contre Frank Dancevic (6-4, 6-4, 6-1), remplaçant de Milos Raonic blessé. Lors du tournoi de Marseille, il élimine Nicolas Mahut (6-3, 6-2) puis Édouard Roger-Vasselin (6-4, 7-5), mais perd en demi-finale contre Juan Martín del Potro (6-4, 69-7, 3-6). Grâce à ce résultat et à une perte de points de son concurrent direct David Ferrer, il entre pour la première fois de sa carrière dans le top 5 et devient le sixième Français de l'ère Open à réaliser cette performance après Yannick Noah, Henri Leconte, Guy Forget, Cédric Pioline et Sébastien Grosjean en atteignant la 5e place mondiale le 27 février 2012. La semaine suivante, il perd une nouvelle fois contre Juan Martin Del Potro (61-7, 2-6) en quart de finale du tournoi de Dubaï, reculant ainsi d'une place à l'ATP avec la victoire finale de Ferrer à l'Open du Mexique.
Lors de la tournée nord-américaine, aux Masters 1000 d'Indian Wells, il bat Michaël Llodra sur abandon (4-1 ab.), Radek Štěpánek (62-7, 6-3, 6-2), avant de s'incliner en huitième de finale contre David Nalbandian (6-3, 5-7, 3-6) après avoir pourtant mené 6-3, 5-4 et 40-30. La semaine suivante au Masters de Miami, il élimine Xavier Malisse (7-5, 7-5), Philipp Kohlschreiber (6-4, 7-62) puis Florian Mayer (6-4, 6-2) mais s'incline en quart de finale contre Rafael Nadal (2-6, 7-5, 4-6).

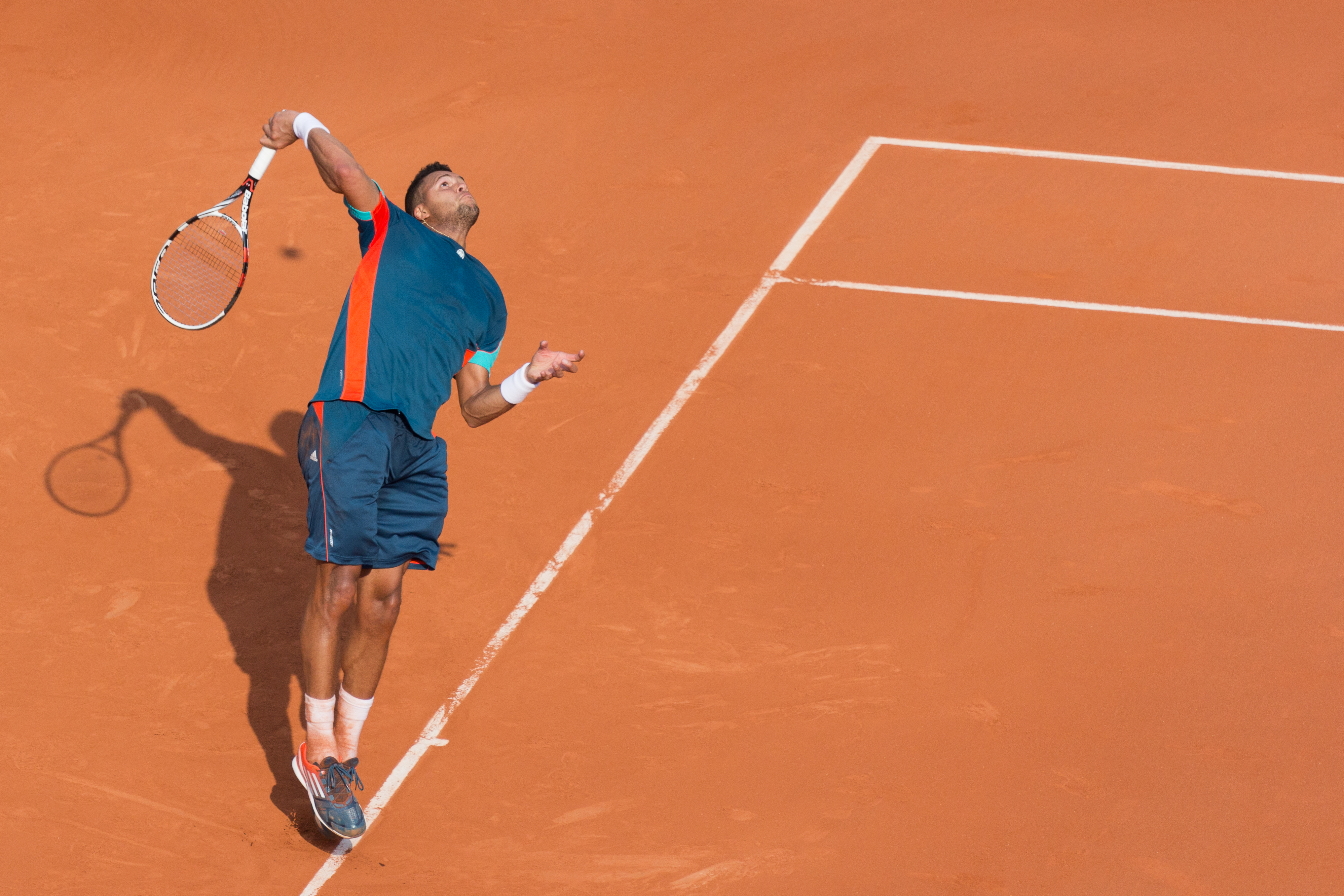
Jo-Wilfried Tsonga à Roland-Garros en 2012 au cours du match contre Andrey Kuznetsov.

Il commence la saison sur terre avec les quarts de finale de la Coupe Davis à Monte-Carlo, marquant le premier point contre Ryan Harrison mais perdant son second simple et la rencontre pour la France contre John Isner (3-6, 64-7, 7-5, 3-6). Il enchaîne avec le Masters de Monte-Carlo en battant Philipp Kohlschreiber (6-2, 6-4) puis Fernando Verdasco (7-67, 6-2), mais s'incline en quart contre Gilles Simon (5-7, 4-6). Il perd ensuite au second tour du tournoi de Munich contre Tommy Haas (1-6, 4-6) alors qu'il était tête de série no 1 du tournoi. Sur la terre battue bleue du Masters de Madrid, il perd en huitième de finale contre Alexandr Dolgopolov (7-5, 3-6, 62-7). La semaine suivante lors du Masters de Rome, il élimine Viktor Troicki (6-3, 6-2), puis Juan Martín del Potro, blessé au genou, (6-4, 6-1) mais perd contre Novak Djokovic (5-7, 1-6) en quart de finale. Il entame les Internationaux de France à Roland-Garros par une mise en route un peu difficile mais une victoire contre Andrey Kuznetsov (1-6, 6-3, 6-2, 6-4), puis bat sur deux jours Cedrik-Marcel Stebe (6-2, 4-6, 6-2, 6-1) et Fabio Fognini (7-5, 6-4, 6-4) pour atteindre les huitièmes de finale contre Stanislas Wawrinka, pour une revanche de leur troisième tour de l'année précédente où il s'était incliné en cinq sets face au même adversaire après avoir remporté les deux premières manches. Dans un match sur deux jours, interrompu par la nuit, il bat cette fois Wawrinka (6-4, 7-66, 3-6, 3-6, 6-4) pour s'octroyer son premier quart de finale à Roland-Garros et devenir ainsi le premier Français de l'ère Open à atteindre les quarts de finale de tous les grands chelems. Il s'incline cependant contre le no 1 mondial, Novak Djokovic (1-6, 7-5, 7-5, 66-7, 1-6) dans un match où il s'offre quatre balles de match dans le quatrième set sans pouvoir les concrétiser,.
La transition sur gazon se passe difficilement car, après une victoire facile sur Jamie Baker (6-3, 6-2), Tsonga s'incline en huitième de finale du tournoi du Queen's contre Ivan Dodig (63-7, 6-3, 65-7) et se blesse à la main en tombant. Il commence le tournoi de Wimbledon, où il a beaucoup de points ATP à défendre, par une victoire convaincante contre Lleyton Hewitt (6-3, 6-4, 6-4), puis bat Guillermo García-López (637, 6-4, 6-1, 6-3), Lukáš Lacko (6-4, 6-3, 6-3), plus difficilement Mardy Fish, 12e mondial (4-6, 7-64, 6-4, 6-4) en 3 h 21, et Philipp Kohlschreiber en quart de finale (7-65, 4-6, 7-63, 6-2) en 2 h 51 pour atteindre pour la deuxième année consécutive les demi-finales du tournoi. Il perd son match contre le 4e mondial, Andy Murray (3-6, 4-6, 6-3, 5-7) en 2 h 49 qui domine largement les deux premiers sets avant que Tsonga n'adopte un jeu de service-volée plus efficace, augmente son pourcentage de points gagnés sur ses secondes balles (particulièrement faible à 13 % dans les deux premiers sets), pour remporter le troisième set et mettre l'Écossais sous pression dans la dernière manche, qu'il finit par céder malgré deux balles de break en sa faveur à 4-4 (15-40),,.

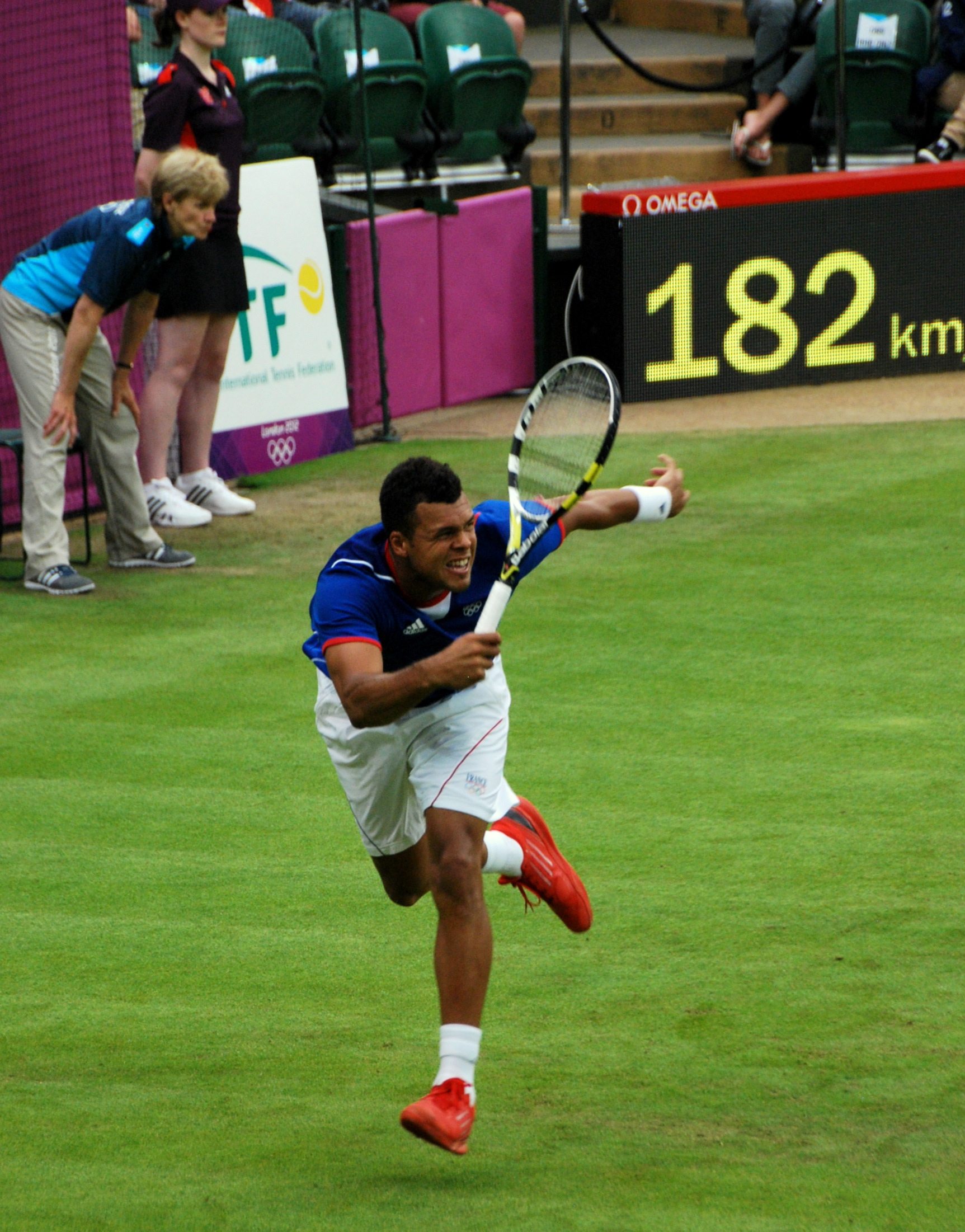
Jo-Wilfried Tsonga lors de son match en simple aux Jeux olympiques de Londres de 2012 contre Thomaz Bellucci.

Jo-Wilfried Tsonga est sélectionné dans l'équipe française de tennis pour les Jeux olympiques de Londres (qui se joue sur le gazon de Wimbledon), en simple (tête de série no 5) et associé en double à Michaël Llodra (tête de série no 2 du tournoi olympique). Il élimine successivement Thomaz Bellucci (65-7, 6-4, 6-4), Milos Raonic après un troisième set de plus de trois heures (6-3, 3-6, 25-23), Feliciano López (7-65, 6-4) mais perd en quart de finale contre Novak Djokovic (1-6, 5-7). En double, associé à Llodra, il bat notamment en quarts de finale la paire Brésilienne Marcelo Melo/Bruno Soares (6-4, 6-2), puis paire Espagnole David Ferrer/Feliciano López au terme d'un nouveau match marathon (6-3, 4-6, 18-16). Ils échouent en finale face aux Américains Bob et Mike Bryan (4-6, 64-7) et remportent ainsi la médaille d'argent,.
La semaine suivante, lors du circuit nord-américain sur dur, il perd au deuxième tour du Masters du Canada contre Jérémy Chardy (4-6, 64-7) et se blesse hors des courts. Il manque ainsi le Masters de Cincinnati, mais revient pour le tournoi de Winston-Salem où il s'incline en demi-finale contre John Isner (4-6, 6-3, 63-7). Il entame l'US Open par une victoire (6-3, 6-1, 7-62) sur Karol Beck mais s'incline au second tour face au 52e mondial Martin Kližan (4-6, 6-1, 1-6, 3-6) créant un handicap dans sa course à la qualification pour les Masters de fin d'année.
Au début de la saison sur court couvert, il remet en jeu son titre à l'Open de Moselle où il élimine notamment Nikolay Davydenko (6-0, 3-6, 6-4) en demie et conserve facilement son titre contre Andreas Seppi (6-1, 6-2) remportant le neuvième tournoi de sa carrière. À l'Open de Chine, il bat Denis Istomin (6-4, 1-6, 7-63), profite du forfait de Davydenko, bat Mikhail Youzhny (6-3, 6-2) et Feliciano López (6-1, 4-1 ab.) pour affronter en finale le no 2 mondial, Novak Djokovic contre lequel il s'incline (64-7, 2-6) en raison d'un nombre important d fautes directes aux moments clés. Toutefois, son parcours pékinois lui permet d'atteindre dans un premier temps les 10 millions de dollars de gains cumulés en carrière, puis de dépasser Fabrice Santoro afin de devenir le recordman français, ceci au moment d'entamer le Masters 1000 de Shanghai. Il y élimine Benoît Paire (7-67, 7-5), puis Márcos Baghdatís (6-2, 7-62), mais perd en quart de finale contre Tomáš Berdych (3-6, 64-7), 7e mondial.
Jo-Wilfried Tsonga poursuit la saison en intérieur en Europe en participant à l'Open de Stockholm où, tête-de-série no 1 du tournoi, il élimine Go Soeda (6-2, 7-66), puis Serhiy Stakhovsky (6-3, 6-4) et Márcos Baghdatís (6-4, 4-6, 5-2 ab.) pour atteindre sa troisième finale en un mois. Alors qu'il mène 6-4, 4-2 en finale contre Tomáš Berdych 6e mondial, il enchaîne une série d'erreurs qui permettent au Tchèque de se relancer et s'incline 6-4, 4-6, 4-6. Lors du Masters de Paris-Bercy en tant que finaliste sortant, il bat successivement Julien Benneteau (6-2, 4-6, 7-62), puis Nicolás Almagro (7-64, 7-63) pour atteindre les quarts de finale du tournoi et valider à l'issue de ce match sa participation aux Masters de Londres. Il perd contre David Ferrer (2-6, 5-7) qui domine la rencontre en intensité et régularité.
Pour sa troisième participation aux Masters de fin d'année, et la deuxième consécutive aux Masters de Londres, il perd son premier match contre Novak Djokovic (64-7, 3-6) en 1 h 40 malgré des occasions non concrétisées dans le premier set, puis s'incline contre Tomáš Berdych (5-7, 6-3, 1-6) en 1 h 52 et Andy Murray (2-6, 63-7) en 1 h 35. À l'issue du tournoi, il finit la saison à la huitième place mondiale à l'ATP.

### 2013-2015: Régularité parmi les meilleurs joueurs du circuit

#### 2013:1redemi-finale à Roland-Garros et reste de la saison mitigé
Jo-Wilfried Tsonga entame la saison 2013 en représentant la France avec Mathilde Johansson en Hopman Cup, tournoi international simple/double mixte organisé par l'ITF à Perth. Il bat en simple Fernando Verdasco (7-5, 6-3), John Isner (6-3, 6-2) et Kevin Anderson (7-64, 7-63) mais ressent une douleur à l'aine, qui se révélera être une blessure aux ischio-jambiers, lors de ce dernier simple et abandonne lors du double mixte décisif contre l'Afrique du Sud. Il déclare forfait pour le tournoi de Sydney et entame sa saison ATP avec l'Open d'Australie en tant que tête de série no 7 où il élimine successivement Michaël Llodra (6-4, 7-5, 6-2), Go Soeda (6-3, 7-61, 6-3), Blaž Kavčič (6-2, 6-1, 6-4), et le 10e mondial, Richard Gasquet (6-4, 3-6, 6-3, 6-2) après 2 h 20 de jeu pour se qualifier en quart de finale contre Roger Federer. Il s'incline (64-7, 6-4, 64-7, 6-3, 3-6) lors d'un « match de très haut niveau » de 3 h 34, fait d'échanges courts et de points gagnants où il joue un tennis d'attaque, puissant et percutant, notamment en revers, dominant globalement la rencontre et poussant Federer dans ses retranchements. Ce dernier négocie cependant mieux quelques points cruciaux pour s'imposer dans les tie-breaks et au 4e jeu (break à 1-2) du 5e set,,.
Il dispute le premier tour de la Coupe Davis contre l'équipe d'Israël et contribue à la victoire (5-0) de l'équipe de France en battant lors du premier match Amir Weintraub (6-3, 6-3, 4-6, 7-5). Il est ensuite éliminé au premier tour du tournoi de Rotterdam par Igor Sijsling (63-7, 6-4, 4-6). Lors du tournoi de Marseille, il bat Nikolay Davydenko (7-61, 6-3), Bernard Tomic (4-6, 6-3, 7-610) au cours d'un match accroché où il sauve cinq balles de match, puis Gilles Simon (6-2, 6-2). En finale, il bat 6e mondial, Tomáš Berdych (3-6, 7-66, 6-4) — dominé pourtant par le Tchèque durant plus de deux sets et sauvant une balle de match dans le tie-break du deuxième set —, remportant ainsi son dixième titre sur le circuit (devenant le troisième joueur français le plus titré derrière Yannick Noah et Guy Forget) et mettant fin à une série de quatorze défaites consécutives contre un membre du top 8. Il s'incline deux jours plus tard au premier tour du tournoi de Dubaï contre Michaël Llodra (63-7, 2-6), ce qui constitue une première en six rencontres face à son compatriote.
Lors des Masters d'Indian Wells, il bat James Blake (7-66, 6-4), Mardy Fish (7-64, 7-60) et Milos Raonic (4-6, 7-5, 6-4), mais s'incline en quart de finale face à Novak Djokovic (3-6, 1-6) en seulement 54 minutes. Il enchaîne avec le Masters de Miami où après avoir battu Viktor Troicki (7-63, 6-3) et Jarkko Nieminen (6-3, 6-3), il s'incline en huitièmes de finale contre Marin Čilić (5-7, 64-7).

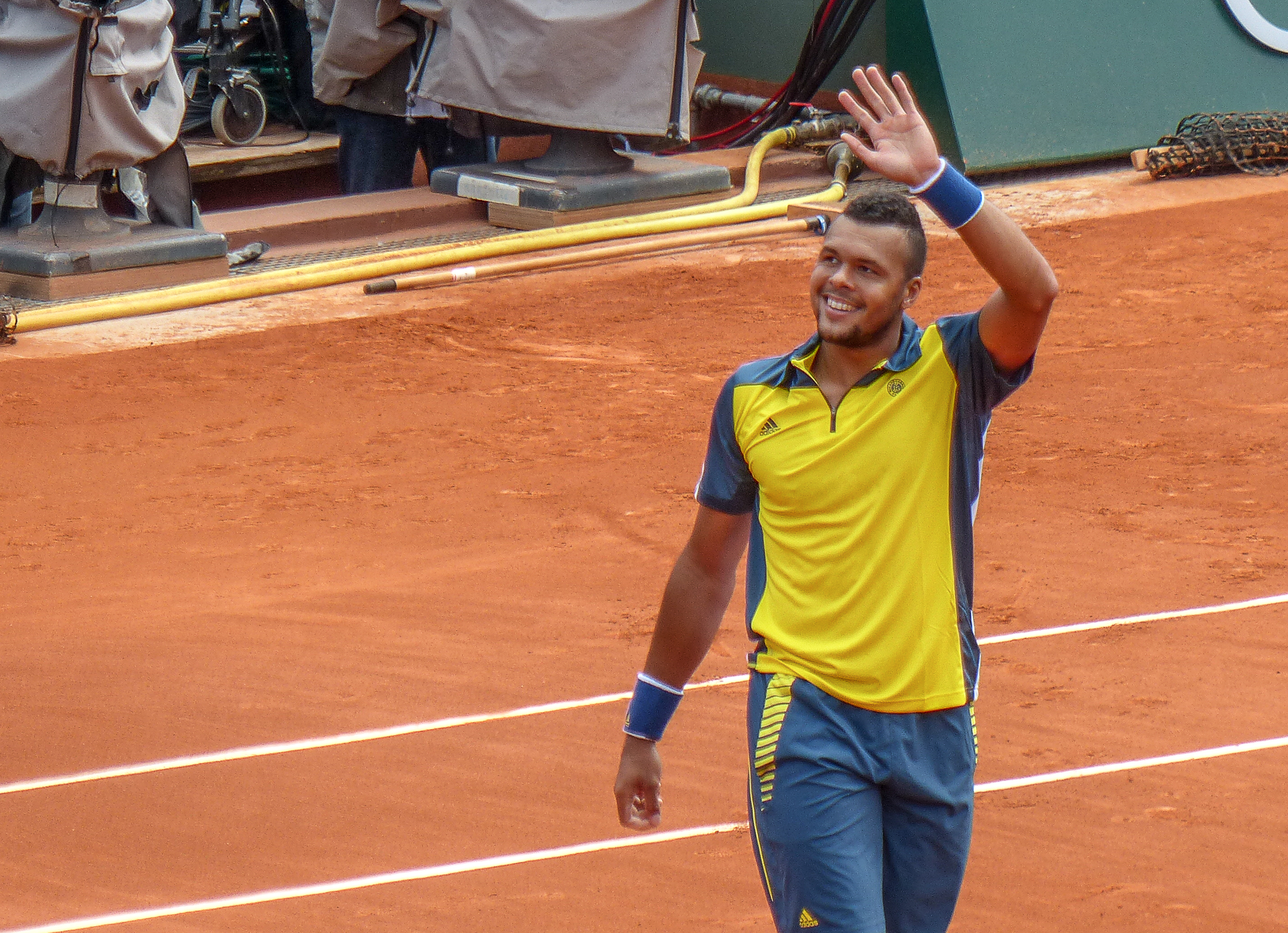
Jo-Wilfried Tsonga à l'issue du deuxième tour de Roland-Garros 2013.

Lors du quart de finale de Coupe Davis, perdu 3 à 2 contre l'équipe d'Argentine, il entame sa saison sur terre battue à Buenos Aires, où il s'impose difficilement face à Carlos Berlocq (4-6, 6-2, 6-3, 5-7, 6-2) apportant le premier point à l'équipe française puis le second point en disposant aisément de Juan Mónaco (6-3, 6-3, 6-0).
Après une semaine de coupure, il poursuit la saison sur terre aux Masters de Monte-Carlo où il bat Nikolay Davydenko (7-63, 6-2), Jürgen Melzer (6-3, 6-0) et Stanislas Wawrinka (2-6, 6-3, 6-4) pour atteindre les demi-finales. Il s'inclinera (3-6, 63-7) contre Rafael Nadal après 1 h 36 malgré une remontée de 1-5 et quatre balles de matches sauvées dans le second set. Lors des Masters de Madrid, il bat Robin Haase (7-65, 7-62), puis Fernando Verdasco (4-6, 6-3, 6-2), avant de perdre contre Stanislas Wawrinka (2-6, 7-69, 4-6), en ayant sauvé trois balles de match dans le second set. Il s'incline quelques jours plus tard contre Jerzy Janowicz (4-6, 65-7) pour son entrée en lice dans les Masters de Rome. Lors du tournoi de Roland-Garros, où il est tête de série no 6, il élimine Aljaž Bedene (6-2, 6-2, 6-3), Jarkko Nieminen (7-66, 6-4, 6-3), Jérémy Chardy (6-1, 6-2, 7-5) et Viktor Troicki (6-3, 6-3, 6-3) pour passer en quart de finale, le tout sans perdre de set. À ce stade, il affronte et bat le 3e mondial, Roger Federer (7-5, 6-3, 6-3) en seulement 1 h 51 dans un match intense et maîtrisé pour atteindre la demi-finale du tournoi parisien, une première pour lui,. Dans cette rencontre très attendue, il s'incline face à un solide David Ferrer alors 5e mondial, (1-6, 63-7, 2-6) après deux heures lors d'un match dans lequel il n'a jamais réellement réussi à entrer et se libérer,,. Son bon parcours lui permet de progresser à la 7e place du classement ATP avant l'entame de la saison sur gazon où il doit défendre un grand nombre de points acquis l'année précédente.
Au tournoi du Queen's, Jo-Wilfried Tsonga entame la saison sur gazon en éliminant dans la même journée pour cause d'intempéries Édouard Roger-Vasselin (6-3, 62-7, 6-3) et Igor Sijsling (7-5, 5-7, 6-3) puis la révélation du tournoi Denis Kudla (6-3, 6-2), mais s'incline en demi-finale pour la septième fois consécutive face à Andy Murray (6-4, 3-6, 2-6). Tête de série no 6, il commence le tournoi de Wimbledon par une victoire sur David Goffin (7-64, 6-4, 6-3) mais abandonne au tour suivant, sur blessure au genou, contre Ernests Gulbis (6-3, 3-6, 3-6 ab.).
Souffrant d'une fissure du tendon rotulien gauche — nécessitant deux à cinq mois d'arrêt pour cicatrisation complète —, il renonce à toute la saison nord-américaine et déclare finalement forfait pour l'US Open. Fin août, il annonce la fin de sa collaboration avec son entraîneur Roger Rasheed arguant « des problèmes d'emplois du temps » ainsi que « la barrière de la langue ».
Jo-Wilfried Tsonga reprend la compétition lors de l'Open de Moselle à Metz — dont il est le double tenant du titre — où il s'impose face à Édouard Roger-Vasselin (6-3, 6-4), Tobias Kamke (4-6, 6-3, 6-4), puis Florian Mayer (4-6, 6-2, 6-3) pour atteindre la finale contre Gilles Simon contre lequel il s'incline 4-6, 3-6. Tête de série no 2, il réalise ensuite une contre-performance dans l'optique de la qualification pour les Masters de fin d'année lors de l'Open du Japon en s'inclinant au deuxième tour contre Ivan Dodig (4-6, 65-7). Lors des Masters de Shanghai, il élimine Pablo Andújar, Kei Nishikori (7-65, 6-0), Florian Mayer (6-2, 6-3) avant de s'incliner en demi-finale contre Novak Djokovic (2-6, 5-7) mais se replace provisoirement dans la course à la qualification pour la finale des Masters de l'ATP Tour à Londres.
Sur les tournois indoor, lors de l'Open de Vienne où il est tête de série no 1, il élimine Daniel Brands (7-5, 1-6, 6-3) puis Dominic Thiem (6-4, 3-6, 7-63) mais s'incline en demi-finale contre Robin Haase (5-7, 64-7) réveillant de plus ses problèmes de genou qu'il éprouve depuis l'été. Faisant l'impasse sur le tournoi de Valence, pour se préserver pour les Masters de Paris-Bercy, le tirage au sort le place dans la même partie de tableau que Richard Gasquet (pour un huitième de finale théorique dont le vainqueur serait assuré de sa participation aux Masters) qui est en compétition directe pour l'ultime place qualificative pour Londres — avec Stanislas Wawrinka placé quant à lui dans une autre partie du tableau et de fait quasiment assuré de sa propre qualification avec la neutralisation effective de ses deux concurrents directs. Cependant dès son premier match à Bercy, il s'incline face à Kei Nishikori (6-1, 64-7, 67-7) en ayant manqué deux balles de match. Cette défaite l'écarte définitivement de la qualification pour les Masters de Londres et de plus conclut sa saison juste sur la perte du statut de no 1 français qu'il détenait sans discontinuer depuis septembre 2011 au profit de Richard Gasquet, conséquence logique de son absence de trois mois. Il entame alors une collaboration avec Nicolas Escudé et Thierry Ascione, déjà entraîneurs de Nicolas Mahut.

#### 2014:2etitre enMasters 1000à Toronto, victoire en Hopman Cup et finale de Coupe Davis, sortie du top 10
Comme l'année précédente, Jo-Wilfried Tsonga entame la saison 2014 en représentant la France en coupe Hopman à Perth en Australie, associé cette fois-ci à Alizé Cornet. La paire française apporte la première victoire de leur pays dans cette compétition de double mixte en battant en finale (2-1) la paire polonaise composée d'Agnieszka Radwańska et Grzegorz Panfil.
Pour son premier tournoi officiel de la saison, l'Open d'Australie où il est classé tête de série no 10, le tirage au sort le place de telle sorte qu'il devra battre le Big Four dans son intégralité pour remporter le tournoi, ceci dans l'hypothèse où les 4 cadors tiendraient leur rang. Il bat donc lors des trois premiers tours Filippo Volandri (7-5, 6-3, 6-3), Thomaz Bellucci (7-66, 6-4, 6-4) et Gilles Simon (7-65, 6-4, 6-2) avant de s'incliner contre un Roger Federer retrouvé et intouchable sur ses jeux de service (3-6, 5-7, 4-6) en 1 h 52. Il dispute ensuite le 1er tour de la Coupe Davis avec la France contre l'Australie et permet à son équipe de mener 2-0 avec une victoire (6-3, 6-2, 7-62) sur Lleyton Hewitt avant de récupérer le troisième point qualificatif par une victoire en double avec Richard Gasquet (pour leur première association en Coupe Davis) sur une paire Lleyton Hewitt/Chris Guccione invaincue jusqu'à ce match, ceci en 4 sets (5-7, 7-64, 6-2, 7-5).
Lors du tournoi de Rotterdam, il bat Florian Mayer en trois sets (4-6, 6-3, 6-1) avant de s'incliner (4-6, 4-6) contre Marin Čilić, futur finaliste. La semaine suivante, il doit défendre son titre à l'Open de Marseille. Il y bat Nikolay Davydenko en deux tie-breaks (7-64, 7-68), Édouard Roger-Vasselin (63-7, 6-2, 6-2), puis Jan-Lennard Struff (7-64, 7-5) avant d'échouer dans sa quête en s'inclinant en finale contre Ernests Gulbis (65-7, 4-6). À l'Open de Dubaï, il bat Victor Hănescu (6-2, 6-4) puis profite du forfait de Nikolay Davydenko pour se qualifier directement en quart où il perd sèchement (4-6, 3-6) contre Tomáš Berdych. Il participe au premier Master 1000 de la saison à Indian Wells, où il se fait sortir dès son entrée en lice par son compatriote Julien Benneteau (4-6, 4-6). Cela, conjugué à la demi-finale de John Isner, a pour effet de l'éjecter du top 10 pour la première fois depuis août 2011, soit au bout de 31 mois. Il joue ensuite le quart de finale de Coupe Davis contre l'Allemagne et participe à la qualification de l'équipe de France pour les demi-finales de l'épreuve.
Il entame sa saison sur terre battue au Masters de Monte-Carlo avec un premier match contre Philipp Kohlschreiber qu'il bat en trois sets (6-4, 1-6, 6-4), avant d'enchaîner par un autre succès en trois sets contre Fabio Fognini (5-7, 6-3, 6-0). C'est sa première victoire de la saison sur un top 15. Il s'incline finalement en quarts de finale contre Roger Federer (6-2, 66-7, 1-6) après avoir mené tout le long du match, mais manquant les points importants. Il continue sa saison sur terre battue au Masters de Madrid. Il bat au premier tour son compatriote Édouard Roger-Vasselin pour la cinquième fois en cinq confrontations (6-3, 4-6, 6-3) mais échoue au deuxième tour face au Colombien Santiago Giraldo (4-6, 3-6). La semaine suivante, il dispute les Masters de Rome où il obtient des victoires encourageantes sur Alexandr Dolgopolov (6-3, 7-65) et Kevin Anderson (7-614, 7-65) avant de s'incliner (65-7, 4-6) contre le 10e mondial, Milos Raonic. S'inclinant pour la cinquième fois de la saison face à un joueur du Top 10, sans aucune victoire marquante encore à se mettre sous la dent à dix jours de Paris. Il dispute Roland-Garros en qualité de tête de série no 13. Il y élimine Édouard Roger-Vasselin (7-65, 7-5, 6-2) à nouveau, puis Jürgen Melzer, demi-finaliste à Paris 4 ans auparavant, (6-2, 6-3, 6-4) et Jerzy Janowicz, tête de série no 22 (6-4, 6-4, 6-3) avant de s'incliner sèchement en huitièmes de finale (1-6, 4-6, 1-6) en 1 h 29 contre Novak Djokovic, tête de série no 2, dans un match où il a été dominé de bout en bout. Cette défaite génère une perte de plus de 500 points au classement ATP en raison de sa demi-finale atteinte l'année précédente.
N'ayant plus que 650 points à défendre jusqu'à la fin de l'année civile, il entame la saison sur gazon au Queen's où il s'impose contre David Goffin (7-65, 6-2) avant de s'incliner contre toute attente contre l'Australien Marinko Matosevic, ceci en 2 sets (2-6, 4-6). Tête de série no 14 à Wimbledon, il commence par une victoire difficile sur Jürgen Melzer lors d'un match disputé sur deux jours et en cinq sets (6-1, 3-6, 3-6, 6-2, 6-4), il enchaîne avec une victoire encore plus laborieuse sur Sam Querrey, toujours sur deux jours et en cinq sets (4-6, 7-6 2, 64-7, 6-3, 14-12). Le lendemain, pour sa cinquième journée de compétition de rang, il élimine plus facilement l'éternel espoir Taïwanais Jimmy Wang (6-2, 6-2, 7-5) avant de s'incliner pour la onzième fois consécutive contre Novak Djokovic en trois sets (3-6, 4-6, 65-7) 1 h 52.

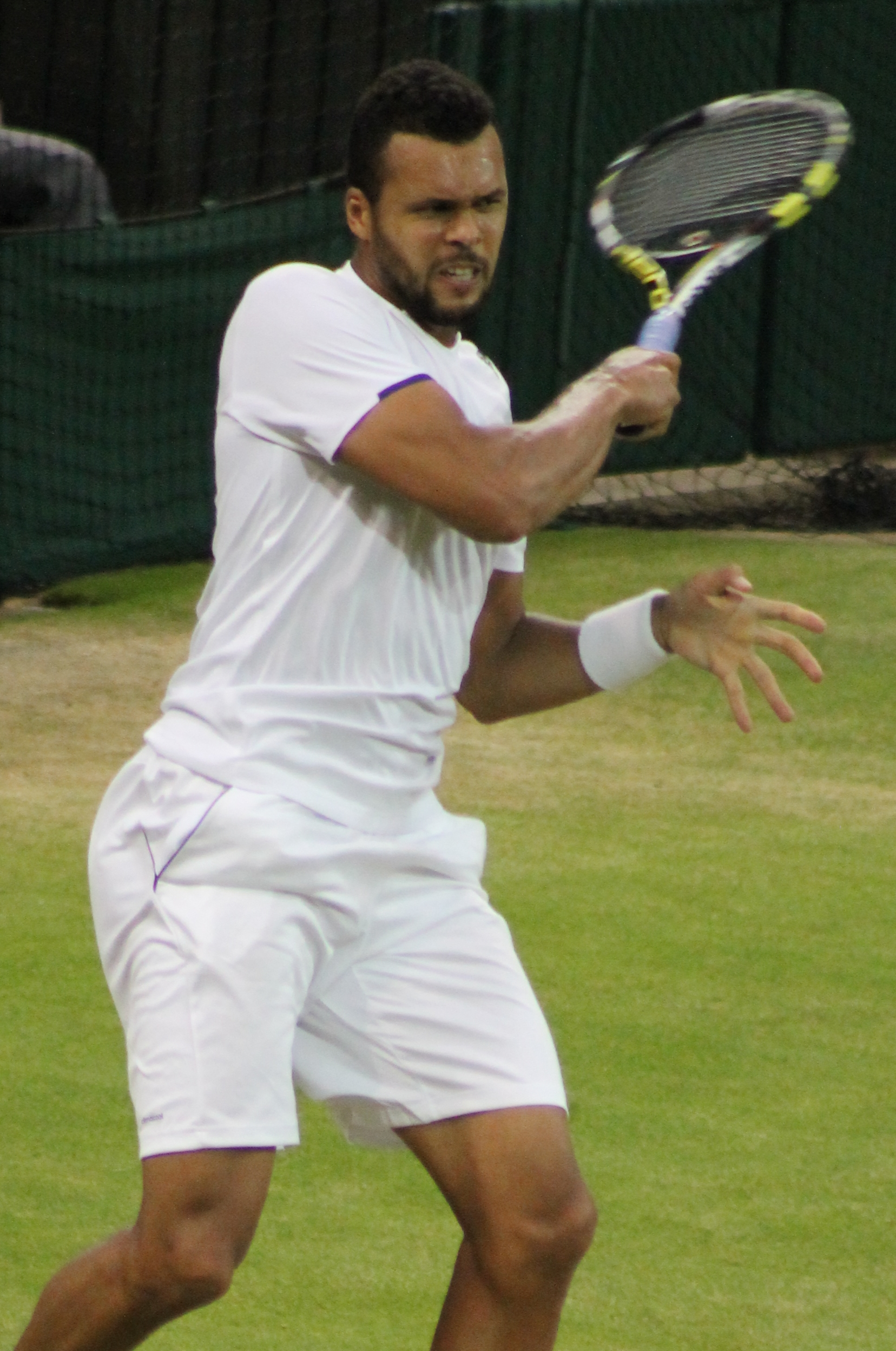
Jo-Wilfried Tsonga à Wimbledon en 2014.

Après une pause estivale en juillet, il reprend le cours de sa saison au Masters de Toronto. Il y élimine d'abord ses compatriotes Édouard Roger-Vasselin (7-63, 6-1) et Jérémy Chardy (7-66, 6-4) sans perdre de set. Puis se qualifie pour les huitièmes de finale en corrigeant (6-2, 6-2) le no 1 mondial, Novak Djokovic pour la première fois depuis 4 ans, au terme d'un match intense et appliqué,. Au tour suivant, il confirme sa grande forme retrouvée et brise une nouvelle série négative en éliminant Andy Murray, 9e mondial, sur le score de (7-65, 4-6, 6-4), dans un match à rebondissements où il fut mené 0-3 dans le set décisif, ce qui constitue une première depuis 2008 après ses 8 défaites consécutives contre l’Écossais,. Tsonga n'avait plus enchaîné deux victoires face à des membres du top 10 depuis 2011. En demi-finale, il domine le no 8 mondial Grigor Dimitrov (6-4, 6-3) en 1 h 24 et se qualifie pour sa première finale de Masters 1000 depuis Bercy en 2011. En finale, il s'empare du titre en battant son adversaire, le no 3 mondial, Roger Federer en deux sets (7-5, 7-63) en 1 h 47,. Il devient ainsi le premier Français à gagner un Masters 1000 hors de France depuis la victoire de Guy Forget à Cincinnati en 1991 (Cédric Pioline a remporté les Masters de Monte-Carlo en 2000, tournoi cependant localisé en France),. Cette victoire lui permet de retrouver le top 10 à la 10e place mondiale. Dans cette même ville la semaine suivante, il s'incline sèchement au premier tour face à Mikhail Youzhny (1-6, 4-6), encore la tête dans les nuages.
À l'US Open, il élimine Juan Mónaco (6-3, 4-6, 7-62, 6-1), Aleksandr Nedovyesov (6-3, 6-4, 6-4) et Pablo Carreño-Busta (6-4, 6-4, 6-4) avant de s'incliner contre Andy Murray au terme d'un match en trois sets serrés où Tsonga n'a pas réussi à concrétiser ses breaks (5-7, 5-7, 4-6) en 2 h 35, décevant après son titre en Masters 1000. Il participe ensuite à la demi-finale de la Coupe Davis contre la République tchèque où il dispute et gagne son simple contre Lukáš Rosol (6-3, 6-3, 6-2) en 1 h 31. Il dispute et remporte ensuite le double décisif avec Richard Gasquet contre une paire Tomáš Berdych/Radek Štěpánek pourtant invaincue avec l'équipe nationale depuis onze matches. La France s'impose finalement 4-1 au terme du week-end, ce qui ouvre à Jo et ses coéquipiers les portes d'une finale à domicile contre la Suisse de Roger Federer et Stanislas Wawrinka.
Il reprend le circuit ATP avec le tournoi de Moselle où il bénéficie d'une exemption au premier tour. Au deuxième tour, il affronte Gilles Müller et s'impose sereinement (7-67, 6-4) avant de s'incliner (6-1, 65-7, 5-7) en quart de finale face au Belge David Goffin. Il fait une très mauvaise prestation au tournoi de Tokyo en s'inclinant dès le premier tour face à Michal Przysiezny en trois sets (4-6, 7-5, 7-69). Durant ce tournoi il contracte une blessure à l'avant-bras qui le prive de la participation au Masters de Shanghai.
Il effectue son retour sur l'indoor du Masters de Paris-Bercy où, exempté de premier tour, il bat Jürgen Melzer (6-2, 4-6, 6-2) avant de s'incliner en huitièmes de finale (1-6, 6-4, 4-6) contre le 7e mondial Kei Nishikori, pour la seconde année consécutive à Bercy.
Vient ensuite la finale de la Coupe Davis contre la Suisse de Roger Federer et Stanislas Wawrinka au stade Pierre-Mauroy de Lille. Il ouvre d'ailleurs le bal contre ce dernier et s'incline en 4 sets (1-6, 6-3, 3-6, 2-6) lors d'un match où il a globalement subi la cadence imposée par Stan. Après la victoire de Monfils sur Federer ramenant les Français à hauteur des Suisses au terme de la première journée, il est naturellement pressenti pour participer au double du lendemain. Malheureusement il doit déclarer forfait en raison de sa blessure à l'avant-bras contractée il y a quelques mois qui s'est réveillée durant son match, et laisse Julien Benneteau le remplacer. Au terme de ce week-end, la France s'est inclinée 1-3 et la communication des Bleus, notamment autour du forfait de Tsonga dont les véritables raisons n'auront été dévoilées qu'après la finale, aura été sujette à de nombreuses critiques,.
Par la suite, Tsonga profite de l'intersaison pour participer, en dépit de sa blessure mais avec l'accord des médecins, à la première saison du tournoi intersaison de l'International Premier Tennis League, ligue professionnelle de tennis par équipes (4 équipes localisées en Asie), hors ATP et ITF. Intégré dans la franchise des Manilla Mavericks, il termine 3e sur 4. C'est ainsi qu'il finit la saison 2014 à la 12e place mondiale, en retrait par rapport à ses saisons précédentes où, en dépit d'un second Masters 1000 remporté ainsi que d'une grande régularité en Grand Chelem (4 huitièmes de finale), il n'a pas réussi à atteindre le stade des quarts de finale dans cette catégorie, une première depuis 2007.

#### 2015:2edemi-finale à Roland-Garros, finale au Masters 1000 de Shanghai et retour dans le top 10
C'est en convalescence, consécutivement à sa blessure à l'avant-bras qui s'est révélée être un syndrome dit « de l'intersection », que Jo commence l'année 2015. Devant initialement participer à l'Open d'Australie, il se résout à déclarer forfait à ce dernier, aux tournois de février (Rotterdam, Marseille, Dubaï notamment), au 1er tour de la Coupe Davis 2015, ainsi qu'aux Masters d'Indian Wells, afin de se laisser le temps d'être prêt physiquement, notamment pour la saison de terre battue. Il décide finalement de différer son retour lors des Masters de Miami où il a gagné son match de reprise contre l'Américain Tim Smyczek (6-4, 3-6, 6-3) et a rencontré son compatriote Gaël Monfils lors du troisième tour, mais perd le match 4-6, 64-7, en montrant des qualités encourageantes pour la suite de la saison.

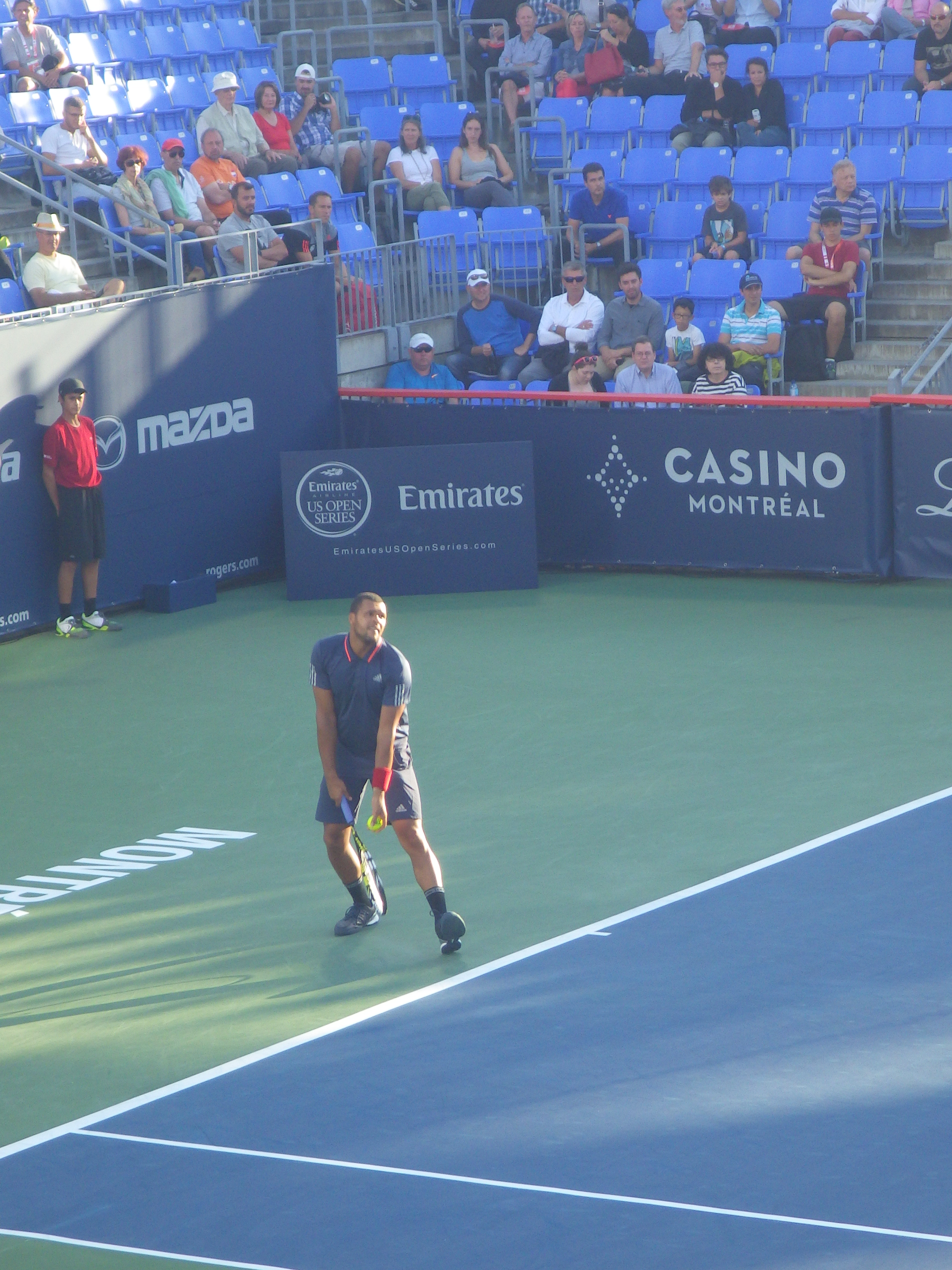
Tsonga au service, pendant les huitièmes de finale des Masters du Canada 2015 contre Bernard Tomic.

La saison sur terre battue commence pour Tsonga avec le Masters de Monte-Carlo, il bat le lucky loser Jan-Lennard Struff en deux sets, puis David Goffin 6-3, 6-4 avant de chuter contre le Croate 10e mondial Marin Čilić sur le score de 3-6, 65-7, finissant la rencontre en fracassant sa raquette de rage. À Madrid, il passe Lukáš Rosol en deux et Jack Sock en trois sets, avant de buter sur le Tchèque Tomáš Berdych (5-7, 2-6), demi-finaliste. Dans la foulée, au Masters de Rome, il gagne face à Sam Querrey mais perd au deuxième tour un peu à la surprise générale 2-6, 6-4, 5-7 contre le no 1 Belge David Goffin, en gâchant trois balles de match. Et en quatre tournois sur surface ocre, il termine sa préparation pour Roland-Garros avec un bilan timide de 5 victoires pour 4 défaites. Tête de série no 14 à Roland-Garros, il élimine sans accroc Christian Lindell (6-1, 6-2, 6-2), Dudi Sela, (6-4, 6-1, 6-1) et Pablo Andújar (7-63, 6-4, 6-3). En huitièmes de finale, il accroche son premier top 10 de la saison, la tête de série no 4 Tomáš Berdych, au terme d'un match intense et solide, ceci en 4 sets (6-3, 6-2, 65-7, 6-3) avant d'affronter en quarts de finale sa bête noire, le Japonais Kei Nishikori. Le Manceau parvient finalement à le dominer au terme d'une rencontre très accrochée en 5 sets (6-1, 6-4, 4-6, 3-6, 6-3) et interrompue dans le second set par l'effondrement d'un bout de structure de la tribune du court Philippe-Châtrier. C'est la première fois de sa carrière qu'il vainc consécutivement deux top 5 lors d'un tournoi majeur. Il dispute ensuite sa sixième demi-finale en Grand Chelem et rencontre Stanislas Wawrinka, sept mois après la défaite du français contre le Suisse en finale de Coupe Davis. Malgré un match disputé de près de quatre heures, il perd la rencontre sur le score de 3-6, 7-61, 63-7, 4-6.
Pour le début de la courte saison sur herbe, Tsonga déclare forfait à Bois-le-Duc, Halle et à Nottingham, initialement prévus à son programme, en raison d'une déchirure abdominale. Il participe finalement à Wimbledon en qualité de tête de série no 13 et commence par un premier tour conclu en 5 sets serrés (7-610, 67-7, 6-4, 3-6, 6-2) et 3 h 50 contre le Luxembourgeois Gilles Müller. Il s'impose ensuite aisément contre l'Espagnol Albert Ramos-Viñolas en 3 sets (6-3, 6-4, 6-4) mais au troisième tour il subit la loi du redoutable serveur croate Ivo Karlović et cède en 4 sets (63-7, 6-4, 62-7, 69-7).
Pour la tournée américaine, il engage la défense de son titre l'année précédente au Masters du Canada. Une entrée en matière face à Borna Ćorić qu'il bat (6-4, 6-4). Puis au deuxième tour, il bat difficilement Roberto Bautista-Agut (5-7, 7-66, 7-5), en 2 h 25 de jeu. En huitième, il bat Bernard Tomic (7-67, 6-3) pour se qualifier pour les quarts et affronter au même stade que l'année précédente Andy Murray. Mais cette fois-ci la logique s'est fait respecter et Tsonga perd 4-6, 4-6 contre un Murray solide et concentré. À Cincinnati, il se fait éliminer dès son entrée en lice par Fernando Verdasco en trois sets (6-4, 3-6, 4-6). Il s'engage dès lors au tournoi de Winston-Salem en tant que tête de série no 3. Il y élimine difficilement Denis Istomin (5-7, 6-4, 6-1) avant de tomber face à Steve Johnson sur le score de 3-6, 6-4, 64-7. Vient enfin l'US Open où, tête de série no 19, il élimine sans encombre lors des trois premiers tours Jarkko Nieminen (6-3, 6-1, 6-1), Marcel Granollers (6-3, 6-4, 6-3) et Serhiy Stakhovsky (6-3, 7-5, 6-2) puis élimine son compatriote Benoît Paire en huitièmes de finale sur le score de (6-4, 6-3, 6-4) avant de s'incliner en quarts de finale contre le tenant du titre et tête de série no 9, Marin Čilić, au terme d'un match accroché en 5 sets et 4h (4-6, 4-6, 6-3, 7-63, 4-6) où il aura été perturbé par une douleur au genou.
À l'Open de Moselle, il débute en tant que tête de série numéro 3 et élimine successivement Mischa Zverev (7-65, 68-7, 6-3), Nicolas Mahut (66-7, 6-3, 7-5) et Philipp Kohlschreiber (6-3, 6-4), puis vient à bout de son compatriote Gilles Simon en finale (7-65, 1-6, 6-2), s’adjugeant ainsi son douzième titre en carrière. Il devient le premier joueur à remporter trois fois le tournoi de Moselle. Lors de ce tournoi Nicolas Escudé est remercié alors que se poursuit la collaboration avec Thierry Ascione.
Jo-Wilfried Tsonga commence la tournée asiatique mais est sorti dès le premier tour du tournoi de Pékin (ATP 500 sur dur) alors pourtant tête de série no 8, mais a été vaincu en deux sets par l'Autrichien Andreas Haider-Maurer (64-7, 2-6) qui a été très efficace en convertissant trois de ses quatre balles de break dans la partie. Au Masters de Shanghai, en tant que tête de série no 16, il rencontre au premier tour Tommy Robredo contre qui il l'emporte (65-7, 6-2, 6-2). Il affronte au second tour le Dominicain Victor Estrella Burgos (66e mondial) puis l'Espagnol Albert Ramos-Viñolas (65-7, 7-5, 6-4), tombeur de Federer. En quart de finale, il bat en 3 sets (7-66, 5-7, 6-4) le Sud-Africain Kevin Anderson, 10e mondial, dans un match éprouvant pour le Français. Ensuite en demi-finale, il affronte Rafael Nadal, 7e mondial, qu'il vainc (6-4, 0-6, 7-5). Il signe une première victoire contre l'Espagnol depuis le Masters 2011. Il se qualifie pour sa quatrième finale de Masters 1000 en carrière où il affronte le no 1 mondial, Novak Djokovic contre qui il s'incline en 2 sets (2-6, 4-6). Grâce à sa finale, il réintègre le top 10, redevient le numéro un français au classement et 9e au classement Race pour les Masters. Ensuite il joue le tournoi de Vienne en Autriche. Il affronte au premier tour l'Allemand Tommy Haas qu'il bat en trois sets (6-3, 6-7, 6-4) avant d'affronter Lukáš Rosol contre qui il perd en 3 sets (4-6, 6-3, 1-6). Il entame le Masters de Paris-Bercy avec une victoire contre l'Espagnol Roberto Bautista-Agut en 2 sets (6-2, 6-2). Au tour suivant, il cède contre le Tchèque Tomáš Berdych en deux sets. Il finit l'année à la 10e place au classement Race, ce qui lui vaut le ticket de deuxième remplaçant pour les Masters, ainsi qu'à la 10e place mondiale et no 2 français derrière Richard Gasquet.

### 2016-2019: Problèmes physiques et déclin

#### 2016: Saison décevante sans titre et blessures
Jo-Wilfried Tsonga commence la saison au tournoi d'Auckland. En tant que tête de série no 2, il est exempté du premier tour. Il joue contre l'Allemand Philipp Kohlschreiber qu'il bat aisément en 2 sets (6-3, 6-4). Il enchaîne avec une victoire sur Fabio Fognini en 2 sets plus accrochés (7-5, 7-64). En demi-finale, il s'incline (6-3, 63-7, 4-6) contre Roberto Bautista-Agut, après avoir mené une bonne partie de la rencontre et manqué une balle de match.
Il entame l'Open d'Australie par une victoire en quatre sets (6-4, 4-6, 6-4, 6-2) contre Márcos Baghdatís, puis bat le jeune espoir Australien de dix huit ans Omar Jasika en trois sets (7-5, 6-1, 6-4) avant de venir à bout de son compatriote Pierre-Hugues Herbert, toujours en trois sets (6-4, 7-67, 7-64). En huitièmes de finale, il est balayé en trois sets (4-6, 2-6, 4-6) en deux heures par la tête de série no 7, sa bête noire, le Japonais Kei Nishikori.
Il est appelé par Yannick Noah pour disputer le 1er tour de Coupe Davis contre le Canada, au même titre que Gaël Monfils, Richard Gasquet et Gilles Simon. Il dispute le tournoi de Buenos Aires pour prendre ses marques sur terre battue, mais perd en quart de finale face à Nicolás Almagro (2-6, 5-7). Nouvelle désillusion, toujours sur terre battue, la semaine suivante à l'Open de Rio de Janeiro, où il perd dès le premier tour (3-6, 6-3, 4-6), à la surprise générale, contre Thiago Monteiro, 338e mondial. C'est une défaite historique pour lui vu que le Français ne s'était jamais incliné face à un joueur aussi mal classé dans sa carrière. En coupe Davis, il joue le double avec Gasquet et apporte le point qui permet à l'équipe de se qualifier pour les quarts de finale.
Il participe ensuite au Masters d'Indian Wells, en tant que tête de série no 7. Exempté de premier tour, il bat son compatriote Vincent Millot (7-5, 6-1) puis l'Américain Sam Querrey (6-3, 6-4). En huitième de finale, il bat facilement l'étoile montante de ce début d'année l'Autrichien Dominic Thiem, 13e mondial et tête de série no 11, sur le score de 6-3, 6-2. En quart, il affronte pour la 23e fois, le no 1 mondial Novak Djokovic. Après un match sérieux où le Français repousse le Serbe dans ses derniers retranchements, il s'incline en deux sets (62-7, 62-7) au tie-break après plus de deux heures de jeu. Pour la suite de la tournée américaine, il participe au Masters de Miami, en tant que tête de série no 9. Exempté de premier tour, il bat sèchement le Colombien Santiago Giraldo sur le score de (6-3, 6-1), avant de chuter face à l'Espagnol Roberto Bautista-Agut à nouveau, en trois sets (6-2, 3-6, 63-7).
Pour commencer la saison sur terre battue, il prend part au Masters 1000 de Monte-Carlo. Il affronte Pablo Carreño-Busta, qu'il bat en deux tie-breaks (7-61, 7-65). Il se défait ensuite du tombeur de Richard Gasquet, son jeune compatriote Lucas Pouille en 2 sets (6-4, 6-4). Cette victoire lui assure de retrouver la 7e place mondiale, pour la première fois depuis le mois de juillet 2013. En quart de finale, il se mesure à Roger Federer, tout juste revenu sur le circuit après une blessure au genou. Il bat le 3e meilleur joueur mondial pour la 6e fois en 17 confrontations, sur le score de (3-6, 6-2, 7-5) après 2 h 06 de jeu. En demi-finale, il retrouve son compatriote Gaël Monfils 16e mondial, assurant ainsi la présence d'un Français en finale du tournoi, pour la première fois depuis le titre de Cédric Pioline, en 2000. Il s'incline sèchement contre le Parisien (1-6, 3-6) en 1 h 09 avec 14 coups gagnants pour 34 fautes directes. Au Masters de Madrid, il bat Albert Ramos-Viñolas puis perd en huitièmes de finale contre Milos Raonic (4-6, 4-6). La semaine suivante, alors qu'il devait disputer le Masters de Rome, il déclare forfait à cause d'une douleur à l'adducteur. Néanmoins, il participe au tournoi de Roland-Garros, en qualité de tête de série no 6. Il remporte son premier match contre le qualifié Jan-Lennard Struff puis remonte un handicap de deux sets face à Márcos Baghdatís (66-7, 3-6, 6-3, 6-2, 6-2). Il remporte, à cette occasion, sa 100e victoire en Grand Chelem. Lors de son troisième tour, il doit abandonner face à Ernests Gulbis alors qu'il mène 5-2 dans le premier set toujours à cause de sa blessure aux adducteurs. À la suite de cette élimination précoce, il quitte le top 10, étant à présent 12e mondial.

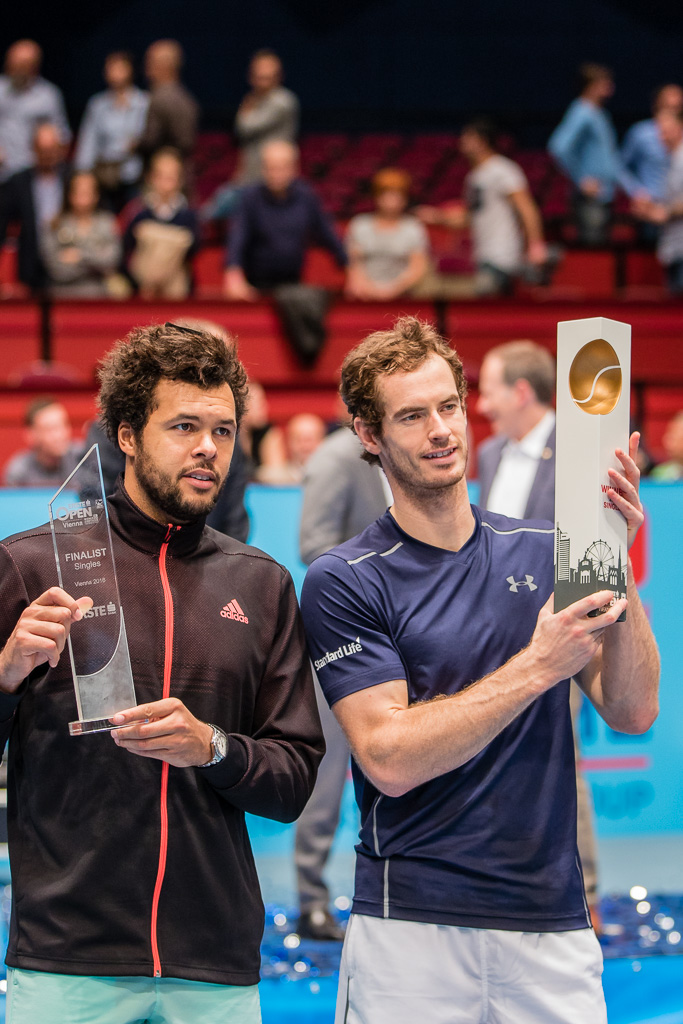
Jo-Wilfried Tsonga aux côtés d'Andy Murray lors de la remise des trophées du tournoi de Vienne.

Sans tournois préparatif sur gazon, il arrive à Wimbledon après un mois sans jouer. Il bat en un peu plus de deux heures et en trois manches l'Espagnol Íñigo Cervantes sans convaincre, puis facilement Juan Mónaco. Il dispute ensuite un match marathon de 4 h 30 contre le grand serveur Américain John Isner 17e mondial. Alors mené deux sets à zéro, il s'impose (63-7, 3-6, 7-65, 6-2, 19-17) au terme d'une ultime manche qui a duré 2 heures et 8 minutes,. Il remporte la 103e victoire de sa carrière en Grand Chelem, ce qui lui permet d'égaler le record du nombre de victoires en Grand Chelem par un Français détenu depuis 80 ans par Jean Borotra. Il gagne sur abandon (4-2) sa place pour les quarts de finale contre Richard Gasquet 10e mondial. Il est ensuite battu par le no 2 mondial, Andy Murray (futur vainqueur) en 5 sets (610-7, 1-6, 6-3, 6-4, 1-6) dans un match intense où le Français a eu des opportunités sur les 3 h 54.
Il est appelé à nouveau par Yannick Noah pour disputer le 1/4 de finale de Coupe Davis contre la République tchèque, au même titre que Lucas Pouille, Pierre-Hugues Herbert et Nicolas Mahut. Il perd son premier match contre Lukáš Rosol (4-6, 6-3, 6-4, 68-7, 4-6) mais remporte son second match contre Jiří Veselý (4-6, 7-63, 6-4, 7-5) pour offrir la victoire à l'équipe française.
Aux Jeux olympiques, en double, il perd d'entrée de jeu aux côtés de Gaël Monfils (1-6, 4-6) face aux Américains Brian Baker et Rajeev Ram. Et en simple, il passe de justesse son premier tour au forceps (4-6, 7-5, 6-3) contre Malek Jaziri, avant de perdre au second tour face au Luxembourgeois Gilles Müller (4-6, 3-6) en 1 h 36 tout en s'étant blessé à l'orteil, le pénalisant dans ses déplacements. Lors de l'US Open, il atteint les quarts de finale en battant (6-3, 6-4, 6-4), l'Argentin Guido Andreozzi, l'Australien James Duckworth en quatre sets (6-4, 3-6, 6-3, 6-4), le Sud-Africain Kevin Anderson (6-3, 6-4, 7-64) et l'Américain Jack Sock (6-3, 6-3, 67-7, 6-2) en huitième avec autorité au bout de 3 h 14 de match. Il y retrouve le no 1 mondial Novak Djokovic, contre qui il doit abandonner après la perte des deux premiers sets à cause d'une douleur au genou gauche, et préserver sa fin de saison. Il déclare donc forfait pour la demi-finale de Coupe Davis.
Il devait également renoncer à disputer toute la tournée asiatique à cause de sa blessure depuis l'US Open, mais participe finalement au Masters de Shanghai. Tête de série no 9, il passe facilement le premier tour contre Florian Mayer (6-3, 6-2), puis bat Janko Tipsarević (6-3, 7-66) et le jeune Alexander Zverev en 3 sets (64-7, 6-2, 7-5). Avant de s'incliner contre Roberto Bautista-Agut (3-6, 4-6) en quart de finale, futur finaliste.
Il atteint ensuite sa première finale de la saison au tournoi indoor de Vienne en éliminant Benjamin Becker (6-3, 6-4), Philipp Kohlschreiber (7-66, 6-2), Albert Ramos-Viñolas (6-2, 7-65) puis Ivo Karlović en 3 sets (5-7, 7-5, 7-66). Mais il s'incline cependant contre le no 2 mondial, Andy Murray (3-6, 66-7) avec un démarrage diesel, où l'Écossais détruit tout sur son passage.
Pour son dernier tournoi de l'année au Masters de Paris-Bercy exempté de premier tour, il bat à nouveau Albert Ramos-Viñolas en deux sets (6-3, 6-4), avant de retourner une situation contre le no 4 mondial Kei Nishikori, un premier set perdu en 22 minutes et avoir écarté deux balles de match à 3-5 dans la dernière manche, il remporte finalement la partie (0-6, 6-3, 7-63) en tout juste deux heures. Il doit cependant s'incliner en quarts de finale contre le Canadien Milos Raonic, en deux sets (2-6, 64-7), ce qui a pour conséquence de l'éliminer définitivement de la course aux Masters 2016, ainsi que de conclure sa saison sur une 12e place mondiale, comme deux ans auparavant,.

#### 2017: Victoire en Coupe Davis, 4 titres dont un2eATP 500mais saison décevante dans les tournois majeurs
Jo-Wilfried Tsonga commence la saison 2017 au tournoi de Doha. En tant que tête de série no 5, il joue contre le Russe Andrey Kuznetsov qu'il bat difficilement (6-1, 4-6, 6-2). Il enchaîne avec une victoire facile en 45 minutes sur Dustin Brown en 2 sets (6-1, 6-3). En quart de finale, il affronte le Tchèque 10e mondial, Tomáš Berdych qui le bat en une heure et demie (5-7, 3-6). À l'Open d'Australie, il atteint les quarts de finale en perdant un set au premier tour contre Thiago Monteiro, au second contre Jack Sock 20e mondial, (7-64, 7-5, 68-7, 6-3) et la surprise Daniel Evans en huitième, (64-7, 6-2, 6-4, 6-4). Il est ensuite battu par le 4e mondial, Stanislas Wawrinka (62-7, 4-6, 3-6) en 2 h 14, dominé dans les échanges, et au cours d'un match marqué par une friction entre les deux joueurs.
En février, il atteint les demi-finales à l'Open Sud de France, perdant contre le futur vainqueur Alexander Zverev (7-66, 2-6, 4-6). Puis au Tournoi de Rotterdam la semaine suivante, il bat au premier tour l'espoir grec Stéfanos Tsitsipás (6-4, 7-62) qui disputait son premier match sur le circuit ATP, puis Gilles Müller (6-4, 6-2). En quart, il bat le top 10 Marin Čilić (no 6 mondial) en deux tie-breaks (7-68, 7-65) et en demi-finale, il bat le Tchèque no 13 mondial Tomáš Berdych (6-3, 6-4) ce qui lui permet de décrocher la 400e victoire de sa carrière,. Il s'impose en finale en battant David Goffin 11e mondial (4-6, 6-4, 6-1) en presque deux heures, obtenant le 13e titre de sa carrière et le 2e ATP 500,. À sa troisième semaine consécutive de compétition, il enchaîne à l'Open 13 Provence en passant facilement ses tours contre Illya Marchenko et Gilles Simon. En demi-finale, il bat le tenant du titre Nick Kyrgios (7-65, 2-6, 6-4) et remporte le tournoi en battant Lucas Pouille en finale (6-4, 6-4). Il devient ainsi le premier joueur français à remporter deux tournois d'affilée depuis Paul-Henri Mathieu en 2002 et remonte à la 7e place au classement ATP.
Au Masters d'Indian Wells, Tsonga perd d'entrée de tournoi contre l'Italien Fabio Fognini (64-7, 6-3, 4-6). Avant de déclarer forfait pour cause de paternité au Masters de Miami.
Durant la saison de terre, un début de blessure à l'épaule le contraint à déclarer forfait avant le deuxième tour au Masters de Madrid. Il fait son retour juste avant Roland-Garros à l'Open de Lyon, qu'il remporte en battant en finale Tomáš Berdych (7-62, 7-5) en 1 h 47, s'adjugeant le premier trophée sur terre battue de sa carrière. Il n'enchaîne pas à Roland-Garros avec une défaite au premier tour face à l'Argentin Renzo Olivo (5-7, 4-6, 7-66, 4-6), après une suspension par la nuit qui lui a coûté cher. Grosse déception pour Tsonga qui n’avait plus perdu son premier match aux Internationaux de France depuis 2005.
Sa période de gazon n'est pas très bonne avec une défaite au second tour du tournoi du Queen's face à Gilles Müller futur finaliste, et un troisième tour à Wimbledon contre Sam Querrey (2-6, 6-3, 65-7, 6-1, 5-7) futur demi-finaliste, après une nouvelle interruption par la nuit comme à Paris.

La tournée américaine n'est pas plus faste, puisqu'il chute d'entrée à Montréal et à Cincinnati, respectivement face à Sam Querrey, demi-finaliste à Wimbledon et tout juste titré à Cabo San Lucas, et Ivo Karlović, bien qu'en mal de résultats. Il perd au 2e tour de l'US Open face à Denis Shapovalov 18 ans, en trois sets (4-6, 4-6, 63-7). À la suite de cette défaite, le Français qualifie cette saison en Grand Chelem, de « pire de sa carrière ». Le week-end suivant, il est sélectionné pour la demi-finale de Coupe Davis contre les Serbes sans la présence de Novak Djokovic, Viktor Troicki et Janko Tipsarević. Tsonga ramène les deux équipes à égalité (1-1) en battant Laslo Djere (7-62, 6-3, 6-3), puis apporte le point décisif face à Dušan Lajović (2-6, 6-2, 7-65, 6-2) au 4e match. Grâce aux deux victoires de Jo-Wilfried Tsonga, la France retourne en finale pour la 3e fois depuis 2010. La semaine suivante, il participe à l'Open de Saint-Pétersbourg mais s'incline en quart de finale contre Jan-Lennard Struff (6-3, 3-6, 2-6) après avoir mené dans la seconde manche.

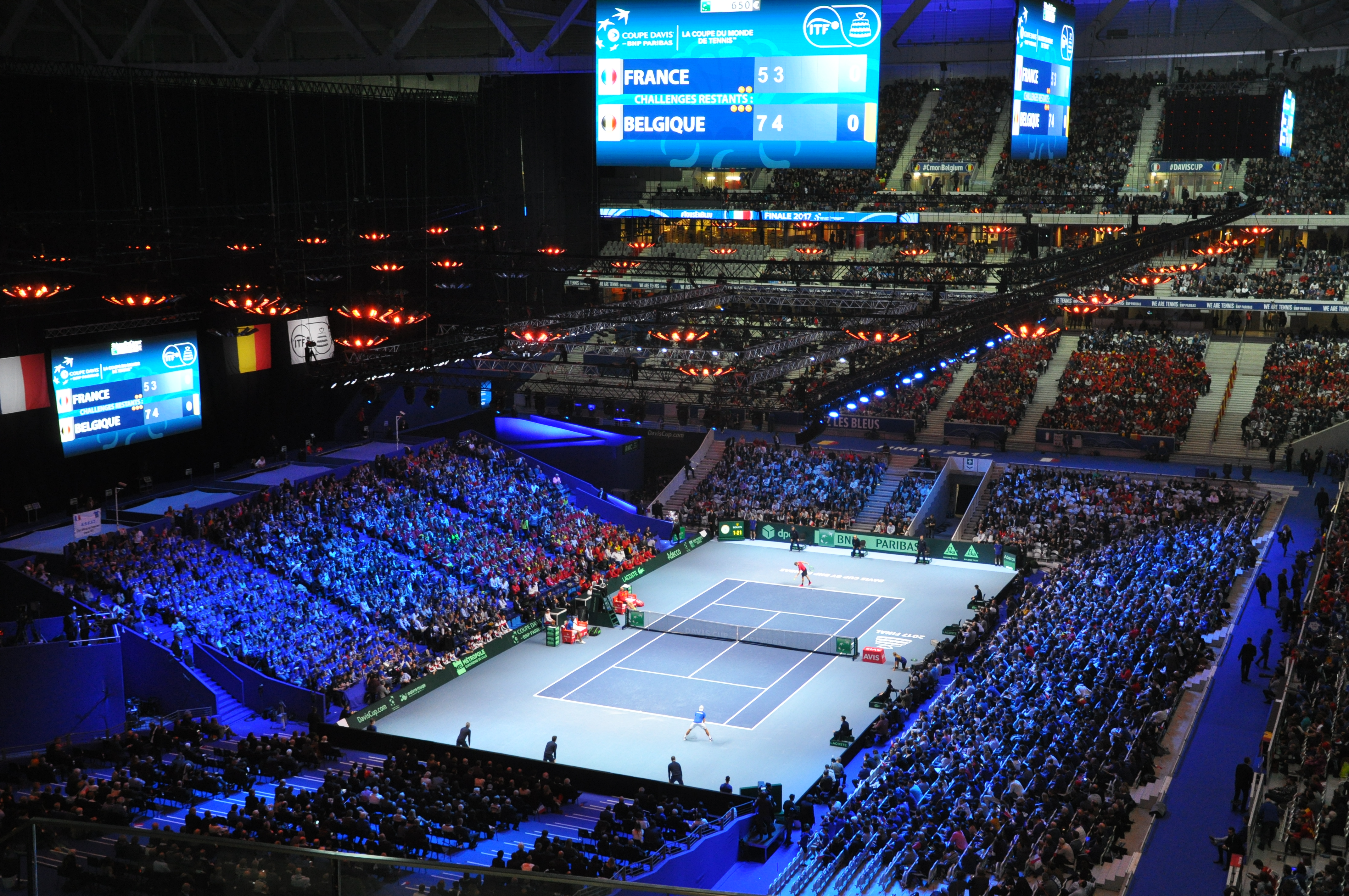
Finale de la Coupe Davis 2017, opposant la France à la Belgique.

Lors de la tournée asiatique, Jo-Wilfried Tsonga déclare forfait pour les tournois de Chengdu, de Pékin et le Masters 1000 de Shanghai. Pour la partie indoor, Tsonga obtient une wild card pour disputer l'European Open en remplacement de Gaël Monfils. Il remporte le tournoi en battant en finale Diego Schwartzman (6-3, 7-5) alors 26e mondial au bout d'1 h 32. Il remporte le 16e titre de sa carrière, et paradoxe de son année, il bat son record en remportant quatre titres en une saison. Il enchaîne avec l'Open de Vienne où il remporte difficilement ses deux premiers matchs contre des adversaires dangereux, Karen Khachanov (62-7, 6-4, 6-3) et Damir Džumhur en grande forme (65-7, 7-67, 6-1). Il se qualifie par la suite en finale en battant les Allemands Alexander Zverev, 5e mondial, (7-66, 6-2) en 1 h 32 au terme d'un gros premier set (le premier top 5 de sa saison) et Philipp Kohlschreiber (7-64, 7-5) dans le dernier carré. Rattrapé par la fatigue de ces dernières semaines et faisant trop de fautes directes, il s'incline (1-6, 4-6) contre son compatriote Lucas Pouille après 1 h 11 de jeu, manquant une occasion de remporter cinq titres en une saison. Au Masters de Paris-Bercy exempté de premier tour, il est battu par son compatriote Julien Benneteau au second tour (6-2, 64-7, 2-6) après le gain de la première manche.
Il est sélectionné pour la finale de la Coupe Davis contre les Belges. Il s'impose facilement contre Steve Darcis (6-3, 6-2, 6-1) en 1 h 47 pour remettre les deux équipes à égalité, mais s'incline (65-7, 3-6, 2-6) en 2 h 45 contre le 7e mondial, David Goffin loupant trop d'occasion de break, laissant la Belgique revenir à 2-2. Grâce à la victoire de Lucas Pouille au cinquième match, il remporte pour la 1re fois de sa carrière la Coupe Davis et finit cette saison sur une bonne note,.

#### 2018: Saison gâchée par les blessures, chute au classement
Jo-Wilfried Tsonga commence sa saison 2018 par l'Open d'Australie, où il est aligné en tant que 15e tête de série. Après une victoire aisée face au qualifié américain Kevin King au 1er tour, il passe non loin de l'élimination dès le match suivant, face au Canadien Denis Shapovalov, alors 50e mondial. Mené deux manches à une, puis 5-2 dans le cinquième set, il l'emporte finalement sur le score de 3-6, 6-3, 1-6, 7-64, 7-5, prenant sa revanche sur ce jeune espoir du tennis mondial. Pourtant, deux jours plus tard, il s'incline face à Nick Kyrgios en quatre manches (65-7, 6-4, 66-7, 65-7), à la suite d'un match considéré comme étant le choc du troisième tour de cette édition. À la suite de cette déception, le joueur français aurait dû faire son retour en Coupe Davis face aux Pays-Bas, mais, blessé au genou, il dut finalement renoncer à jouer ; il est alors remplacé par Adrian Mannarino, qui joue son premier match pour l'équipe de France.
Au tournoi de Montpellier, Jo-Wilfried Tsonga abandonne en demi-finale, souffrant aux ischio-jambiers, alors qu'il menait 6-1, 5-5 et s'était procuré 2 balles de match face à Lucas Pouille. Il est ensuite forfait à Rotterdam, puis à Marseille, où il avait pourtant des titres à défendre. Cette perte de 750 points au classement ATP conduit à sa sortie du top 30, pour la première fois depuis 2008. Après ses forfaits aux deux premiers Masters 1000 à Indian Wells et Miami, il se fait opérer du genou gauche.
Il revient à la compétition en septembre à l'Open de Moselle. Alors descendu à la 71e place mondiale, il y est battu au premier tour par le tenant du titre Peter Gojowczyk. Souffrant d'une blessure aux abdominaux, il déclare forfait pour le tournoi d'Orléans auquel il devait participer, mettant ainsi fin à un bref retour. Il revient sur les courts le mois suivant à Anvers, où il se défait au premier tour de Guido Pella, au terme d'un match très accroché (7-5, 5-7, 7-65), remportant ainsi sa première victoire depuis plus de 8 mois, puis s'incline au second tour contre Gaël Monfils (4-6, 6-3, 4-6). Tenant du titre, il descend au classement ATP hors du top 100. Il perd ensuite au premier tour du tournoi de Vienne face à Sam Querrey (6-3, 3-6, 3-6), puis du Masters de Paris-Bercy face à Milos Raonic, au terme d'un match très serré, sur le score de 7-64, 65-7, 65-7,. Il termine sa saison en étant finalement sélectionné pour disputer la finale de la Coupe Davis au stade Pierre-Mauroy de Lille. Il y dispute le deuxième match de simple, où il s'incline face à Marin Čilić (3-6, 5-7, 4-6) et contracte une blessure aux adducteurs qui le prive de la suite de la finale, perdue sur le score de 1-3,. Le 28 novembre, Jo-Wilfried Tsonga annonce qu'il sera entraîné à partir de 2019 par Sergi Bruguera, ancien joueur double vainqueur de Roland-Garros qui a entraîné Richard Gasquet. Avec une saison vierge de tout tournoi de février à septembre, Tsonga a sévèrement chuté au classement, quittant le top 200 pour se classer 239e mondial à la fin de l'année civile. Hasard du classement ATP, il se retrouve encore une place devant Andy Murray (240e), à l'image de la saison précédente, où ils étaient respectivement 15e et 16e mondiaux ; les deux anciens membres du top 5 ont ainsi connu, du fait de leurs blessures, la même évolution au classement durant cette saison, soit 224 places perdues.

#### 2019: Deux titres ATP et retour progressif dans le top 50
Jo-Wilfried Tsonga commence la saison 2019 par le tournoi de Brisbane, où il bat consécutivement le qualifié Thanasi Kokkinakis (7-66, 6-4), Taro Daniel (7-65, 6-3), repêché à la suite du forfait du no 2 mondial Rafael Nadal, et Alex De Minaur (6-4, 7-62) pour atteindre sa première demi-finale sur le circuit ATP depuis près d'un an ,,. Il est finalement battu par Daniil Medvedev (66-7, 2-6), 16e mondial et tête de série no 4, au terme d'un match décousu, lors duquel il échoue à convertir deux balles de set consécutives dans le tie-break, et souffre d'un déficit en points remportés derrière le second service (28 %). Forfait à Sydney pour se préparer au mieux pour l'Open d'Australie, il profite de la dernière invitation du tournoi pour s'aligner à Melbourne. Il bat au premier tour Martin Klizan (6-4, 6-4, 7-65), avant de chuter en trois manches face au no 1 mondial Novak Djokovic (3-6, 5-7, 4-6) qui remportera le tournoi.
Tsonga s'aligne ensuite au tournoi de Montpellier, où il joue en tant qu'invité. Il écarte successivement ses compatriotes Ugo Humbert (3-6, 7-65, 6-4), Gilles Simon (6-2, 7-63) et Jérémy Chardy (66-7, 7-64, 6-4), puis le Moldave Radu Albot (6-1, 6-3), avant d'affronter Pierre-Hugues Herbert en finale, tombeur de Tomáš Berdych et de Denis Shapovalov. Il empoche finalement le 17e titre de sa carrière en deux manches (6-4, 6-2), première victoire depuis son titre à Anvers en 2017, ; il fait alors un bond au classement, passant de la 210e place à la 140e. À Rotterdam, il profite de son classement protégé pour entrer directement dans le tableau principal du tournoi. Il chute en 1/4 de finale face au 16e mondial Daniil Medvedev (4-6, 2-6), match qu'il qualifie de « [difficile à] perdre », jugeant le score peu révélateur de l'intensité du match due à un bon niveau de jeu retrouvé et à un adversaire « impressionnant ». Il enchaîne ensuite avec sa troisième semaine de compétition consécutive, à la suite de son invitation à Marseille, où il chute au 1er tour face à Andrey Rublev, 115e mondial. Ayant annoncé être atteint de drépanocytose, il est forfait à Indian Wells afin de s'assurer un temps nécessaire de repos, avant de s'aligner à Miami, où il s'incline en qualifications face à Pablo Cuevas.
Il commence la saison sur terre à Marrakech. Il se qualifie pour les demi-finales, où il chute en trois manches face à Benoît Paire (6-2, 4-6, 3-6). Malgré son abandon au 1er tour du Masters de Monte-Carlo face à Taylor Fritz alors qu'il souffrait d'une blessure au dos, Jo-Wilfried Tsonga retrouve le top 100, atteignant la 99e place mondiale. Afin de se préparer pour le Masters de Rome, tournoi où il s'incline au 1er tour face à Fabio Fognini (3-6, 4-6), il participe à l'Open de Bordeaux, un Challenger, où il est défait en demi-finale. À l'Open de Lyon, il se qualifie pour les quarts de finale où il est battu par Nikoloz Basilashvili. À Roland-Garros, il passe un tour face à Peter Gojowczyk puis est battu par Kei Nishikori, septième joueur mondial, en quatre sets (6-4, 4-6, 4-6, 4-6).
Sur gazon, il profite de son classement protégé pour rallier directement le tableau principal de Stuttgart, où il perd au deuxième tour contre Milos Raonic en trois sets (4-6, 7-65, 61-7). Tsonga se présente ensuite à Halle, bénéficiant d'une wild-card. Aligné face à Benoît Paire, il écarte celui-ci en deux sets (6-4, 7-5) et rejoint le tour suivant avec une confiance qu'il exprime devant les micros, en espérant « continuer à bien jouer ». Il tombe cependant contre Roger Federer qui met fin à son parcours en trois sets disputés (65-7, 6-4, 7-5).
À Wimbledon, il étrille Bernard Tomic en 59 minutes au premier tour (6-2, 6-1, 6-4), puis Ričardas Berankis au second (7-64, 6-3, 6-3). Il tombe en revanche au troisième tour contre Rafael Nadal en 1 h 50 (6-2, 6-3, 6-2), face auquel il déclare : « C'est une des très rares fois de ma carrière où je n'ai même pas eu une opportunité »; "il m'a clairement empêché de développer mon tennis"; "une seule chose à faire : serrer la main et dire bravo.".
Il commence la tournée américaine au tournoi de Washington où il s'impose au second tour contre la tête de série numéro 2 Karen Khachanov (6-4, 2-6, 7-5). Tsonga affronte ensuite Kyle Edmund qui l'élimine en trois sets (6-4, 3-6, 4-6) après un combat de 2 h 25. Il revient à la 60e place au classement ATP. Il est ensuite battu dès le premier tour à Montréal face à Jan-Lennard Struff (6-2, 6-2). À l'US Open, Tsonga fait face au premier tour à Tennys Sandgren. Après avoir mené 2 sets à 0, il s'incline en cinq manches en 3 h 58 (6-1, 7-62, 4-6, 65-7, 5-7).
Début septembre, Tsonga se rend au tournoi Challenger de Cassis, en tant que tête de série numéro 1. Il atteint la finale en battant tous ses adversaires sans perdre un set et remporte le titre en dominant Dudi Sela en finale après 43 minutes de jeu (6-1, 6-0). Il enchaîne ensuite avec une victoire au tournoi de Moselle, son deuxième titre de l'année et le dix-huitième de sa carrière. Sa victoire en finale face à Aljaž Bedene sur le score de 64-7, 7-64, 6-3 lui permet d'intégrer le top 50 pour la première fois depuis mai 2018, de devancer Gilles Simon en devenant le joueur le plus titré de l'histoire du tournoi mais également le Français le plus âgé à soulever un trophée sur le circuit ATP. Enfin, il atteint son premier quart de finale en Masters 1000 en trois ans à Paris-Bercy où il a été invité, en se défaisant successivement d'Andrey Rublev (4-6, 7-5, 6-4), de Matteo Berrettini, 9e joueur mondial, en deux sets (6-4, 6-3), et de Jan-Lennard Struff au terme d'un combat de plus de deux heures pendant lequel Tsonga a dû sauver deux balles de match (2-6, 6-4, 7-66). Rafael Nadal, n°2 mondial, est celui qui met finalement un terme à la performance de Jo-Wilfried Tsonga, qui termine l'année à la 29e place mondiale, là où il l'avait débutée hors du top 250.
Sa saison s'achève par une participation à la phase de poules de la Coupe Davis, où l'équipe de France est opposée au Japon et à la Serbie. En se défaisant de Yasutaka Uchiyama sur le score de 6-2, 6-1, Tsonga offre à la France son premier point face au Japon, finalement vaincu sur le score de 2-1. La sélection de Sébastien Grosjean n'arrive cependant pas à se qualifier, terminant en deuxième place du groupe après sa défaite sur le score de 1-2 face à la Serbie, qui alignait notamment Filip Krajinović, vainqueur de Tsonga en deux sets (5-7, 65-7).
Jo-Wilfried Tsonga participe enfin, en décembre, à l'Open de Caen, tournoi amateur prestigieux, qu'il remporte en se défaisant en finale de Jules Marie (4-6, 6-0, 6-1), devenant alors, après ses victoires précédentes en 2015 et 2016, le joueur le plus titré du tournoi, devant Richard Gasquet, Gilles Simon et Paul-Henri Mathieu.

### 2020-2022: Saisons à l'écart des courts et fin de carrière

#### 2020: Année blanche marquée par les blessures et le Covid-19
Tsonga commence sa saison à Doha en tant que troisième tête de série. Cependant, déjà diminué par des douleurs dorsales, il tombe d'entrée face à Miomir Kecmanović (69-7, 1-6) au cours d'un match où il a dû jouer sous antidouleurs. Tête de série numéro 28, il s'engage ensuite à l'Open d'Australie que ses problèmes physiques poussent à quitter précocement puisqu'il abandonne au 1er tour face à Alexei Popyrin malgré le gain de la première manche (7-65, 2-6, 1-6, ab.). Sa fin de carrière est alors envisagée par de nombreux journalistes sportifs, jugeant du caractère irréversible de sa blessure. Néanmoins, même s'il juge ne pas être "si loin de la fin", Jo-Wilfried Tsonga exclut l'idée de sa retraite, affirmant sa volonté de retrouver les courts, tandis qu'il annonce en septembre mettre fin à sa saison sans avoir joué depuis le mois de janvier,,.
Sans avoir remporté le moindre match, il termine néanmoins l'année dans le top 100, à la 62e place, bénéficiant du gel du classement ATP entre le 16 mars et le 24 août en raison de la pandémie de Covid-19, qui mène à l'annulation de nombreux tournois.

#### 2021: Tentatives de retours avortées à cause de nouvelles blessures, sortie du top 250

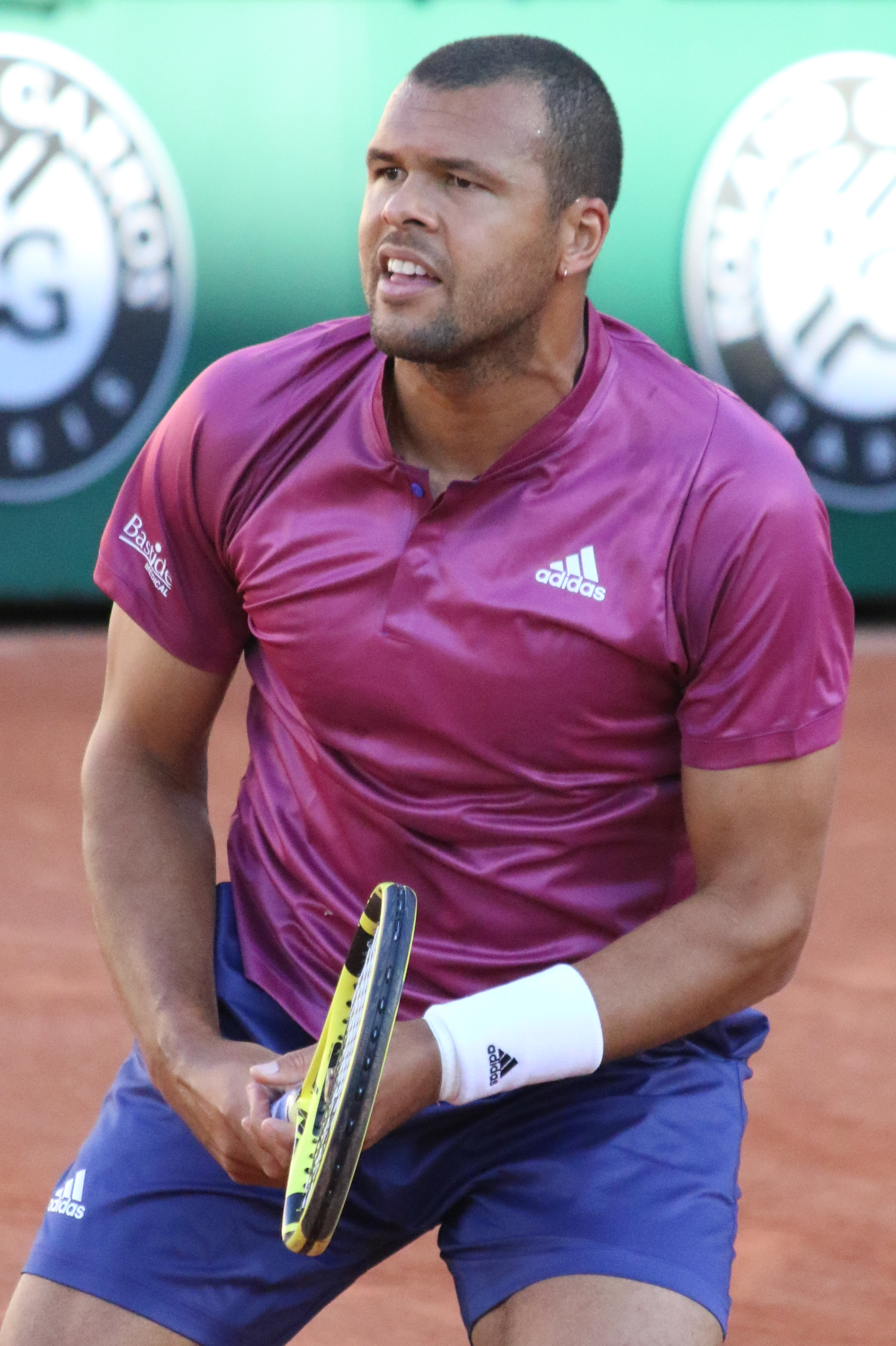
Tsonga à Roland-Garros en 2021

La saison 2021 de Jo-Wilfried Tsonga débute fin février, plus d'un an après son dernier match officiel, après avoir repoussé son retour plusieurs semaines, manquant notamment l'Open d'Australie. Il est défait au premier tour à Montpellier par Sebastian Korda puis, après une victoire contre Feliciano López (3-6, 6-4, 7-5), sa première depuis fin 2019, par Ugo Humbert à Marseille. Cependant, une nouvelle blessure, au bras cette fois-ci, le pousse à l'abandon au premier tour face à Malek Jaziri à Dubaï moins d'un mois après son retour sur le circuit.
Retiré des courts en mars, Tsonga fait son retour à Barcelone face à Egor Gerasimov. Ressentant de nouveau une douleur, il est finalement défait en deux manches (5-7, 1-6) et renonce à participer au tournoi Challenger d'Heilbronn. Il revient de nouveau trois semaines plus tard à Lyon, où il est battu sèchement au 1er tour par Tommy Paul (3-6, 3-6), avant de s'engager à Roland-Garros où il chute d'entrée face à Yoshihito Nishioka (4-6, 2-6, 6-3, 65-7) au terme d'un match de plus de trois heures. Vaincu devant un public en effectifs réduits du fait des restrictions liées à la pandémie de Covid-19, le joueur fait de nouveau part de ses craintes concernant la fin de sa carrière et de ce qui pourrait être son dernier match à la Porte d'Auteuil.
Défait au premier tour à Eastbourne par Egor Gerasimov (3-6, 4-6), Tsonga participe ensuite au tournoi de Wimbledon, où il chute de nouveau d'entrée face à Mikael Ymer (5-7, 7-64, 7-5, 4-6, 3-6) à la suite d'un match long de quatre heures joué en cinq sets, le premier depuis près de quatre ans pour le Français.
Tandis qu'il aurait dû affronter Casper Ruud, il renonce à participer à l'US Open à l'approche de la fin d'année, en raison d'une blessure au mollet droit, menant à sa sortie du top 100. Il met alors fin à sa saison en ayant gagné un seul match sur neuf joués, terminant finalement l'année à la 263e place mondiale, son plus mauvais classement depuis 2005.

#### 2022: Ultime retour sur le circuit et retraite sportive
Un temps envisagé pour être invité à l'Open d'Australie début 2022, c'est finalement Lucas Pouille qui lui est préféré, repoussant le début de saison de Tsonga à fin janvier et au tournoi Challenger de Quimper. Il y remporte son premier match après près d'un an face à Marc-Andrea Hüsler, 183e mondial, sur le score de 6-4, 6-3, avant d'être défait en trois manches par le qualifié Alexandre Müller au tour suivant,. Il s'engage ensuite à l'Open Sud de France, où il passe un tour en simple et en double aux côtés de Fabrice Martin, avant de chuter respectivement face au 36e joueur mondial, Filip Krajinović, sur le score de 4-6, 62-7, et face à la paire réunissant Jonathan Erlich et Édouard Roger-Vasselin (3-6, 2-6), tandis qu'il est défait la semaine suivante au 1er tour à Rotterdam, où, profitant d'une invitation, il tombe d'entrée face à Hubert Hurkacz, 11e au classement ATP (4-6, 67-7),. Il bénéficie ensuite d'une invitation à l'Open 13, joué à Marseille, où, pour la quatorzième fois de sa carrière, il retrouve au premier tour Gilles Simon, redescendu à la 132e place mondiale, qu'il défait en deux sets secs dans ce qui reste la dernière victoire en simple de sa carrière. Vaincu sur le score de 63-7, 2-6 au tour suivant par le 9e joueur mondial Félix Auger-Aliassime, Tsonga est qualifié par le joueur québécois « d'idole de jeunesse » qu'il a « admiré toute [sa] carrière » et sur le jeu duquel il a « pu bâtir [le sien] ». En ce sens, ce match est considéré par certains spécialistes comme un passage de témoin entre deux générations de joueurs,. Le Français connaît ensuite deux défaites consécutives au premier tour, d'abord au tournoi de Pau face à Roman Safiullin, puis à Miami, premier Masters 1000 auquel il participe depuis celui de Paris-Bercy en 2019, face à Jordan Thompson (7-61, 4-6, 4-6),.
Le 6 avril 2022, il annonce dans une vidéo sur son compte Instagram mettre un terme à sa carrière professionnelle à l'issue du tournoi de Roland-Garros. Il s'engage alors dans trois tournois consécutifs sur terre battue en préparation de son dernier tournoi du Grand Chelem, en s'alignant à l'ATP Masters 1000 de Monte-Carlo, au Challenger d'Aix-en-Provence et à l'ATP 250 de Lyon, où il chute d'entrée respectivement face à Marin Čilić, une des défaites au score le plus sévère de sa carrière (2-6, 2-6), Grégoire Barrère (3-6, 6-4, 5-7) et Alex Molčan (4-6, 4-6).
Le 24 mai 2022, au premier tour de Roland Garros, il affronte Casper Ruud numéro 8 mondial, titré à Genève la semaine précédente et futur finaliste du tournoi. Restant sur une série de six défaites consécutives, Jo-Wilfried Tsonga livre un match de haut niveau sur le court Philippe-Chatrier. Alors qu'il vient de breaker son adversaire dans la quatrième manche et qu'il sert pour revenir à 2 sets partout, il se blesse à l'épaule droite et perd au tie-break, incapable de jouer les derniers points (7-66, 64-7, 2-6, 60-7 en 3 h 49). Il reçoit de nombreuses ovations du public et une cérémonie d'adieu est organisée sur le court à la fin du match en présence de ses proches et des joueurs français de sa génération,.

## Analyse technique

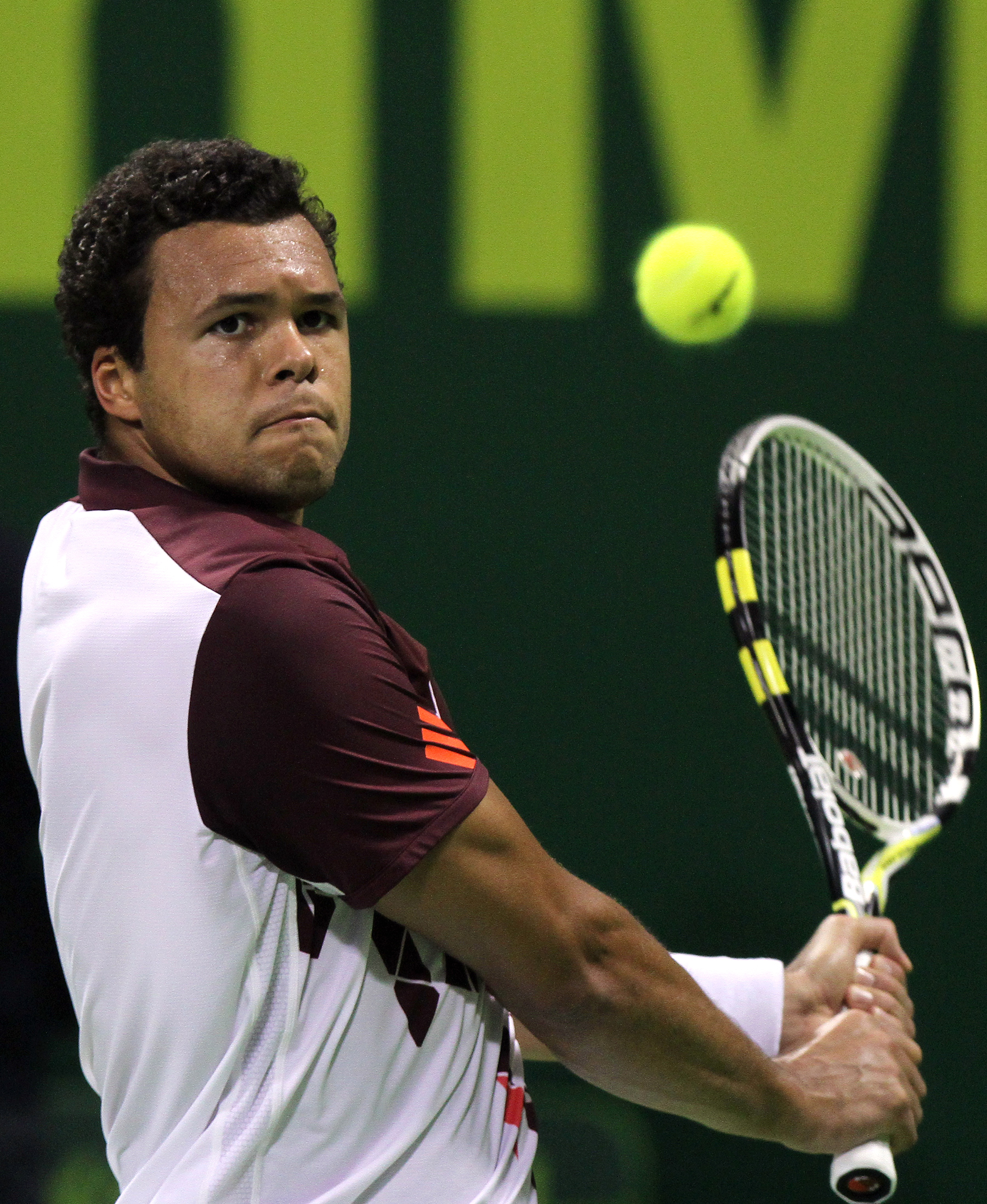
Le revers à deux mains de Jo-Wilfried Tsonga.

Utilisant pleinement son gabarit (1,88 m et 90 kg) et sa puissance, Jo-Wilfried Tsonga cherche à dominer le jeu de l'adversaire en frappant fort et à plat du fond du court, avec un revers à deux mains. Il a été comparé au boxeur Mohamed Ali du fait de leur ressemblance physique mais aussi pour son style de jeu qui consiste à imposer un duel physique à son adversaire.
Il possède un service puissant et lourd, pouvant dépasser 230 km/h. De nombreux joueurs du circuit s'accordent à dire qu'il est l'un des joueurs les plus difficiles à breaker, pour sa capacité à très bien servir lorsqu'il doit sauver des balles de break notamment. Ainsi en 2011, il termine meilleur serveur du circuit ATP avec 825 aces durant toute la saison (soit 79 matchs) mais aussi troisième (après Milos Raonic et Roger Federer) en termes de pourcentage de points gagnés derrière le premier service (à 78 %) et sixième en pourcentage de jeu de service gagné à 86 %. Son autre grand point fort est son coup droit à plat de fond de court, puissant et décroisé, qui lui permet de se relancer dans les longs échanges ou de conclure directement les points. Il possède un revers à deux mains qu'il a adopté tardivement dans sa jeunesse, qui avec sa puissance de coup droit lui permet d'avoir une grande régularité sur la ligne de fond. Par ailleurs, Tsonga possède une volée très correcte, surtout quand il s'agit de la poser ou de la slicer, c'est d'ailleurs pour cela qu'il n'hésite pas à monter au filet pour conclure les points quand il en a l'occasion. Depuis le printemps 2011, il réalise également des passing-shot à une seule main en bout de course afin de progresser dans ce compartiment de jeu. Son style de jeu puissant et ultra-offensif font de lui un joueur très spectaculaire, aimant divertir le public, mais parfois irrégulier au niveau des résultats. C'est en indoor qu'il obtient la majorité de ses titres et finales. Il est le joueur français de sa génération le plus régulier et le plus performant en tournois du Grand Chelem.

## Blessures et problèmes de santé
Jo-Wilfried Tsonga fait régulièrement face à des blessures ou des problèmes de santé durant sa carrière sportive.
Blessé en 2005 et en 2006 au dos, Jo-Wilfried Tsonga souffre notamment d'une hernie discale. Ces blessures sont en partie responsables de son entrée tardive dans le Top 100, à 22 ans, puis de son installation parmi les 10 meilleurs joueurs mondiaux, en 2008. En 2008, un nouveau problème se présente : une fissure au ménisque nécessitant une arthroscopie.
En 2010, alors qu'il atteint les huitièmes de finale de Roland-Garros où il est le dernier représentant français, il abandonne sur blessure, après avoir perdu le premier set face à Mikhail Youzhny (2-6). La même année, à la suite de son quart de finale à Wimbledon contre Andy Murray, il se blesse au genou gauche et ne peut participer au quart de finale victorieux de la France lors de la rencontre de Coupe Davis contre l'Espagne, alors double tenante du titre. Après trois mois d'arrêt, il se blesse de nouveau aux ligaments du genou et déclare forfait pour la finale de Coupe Davis contre la Serbie.
À l'automne 2010, il décide de s'entourer des services d'un ostéopathe, Michel Franco (qui a également exercé auprès d'Amélie Mauresmo), qui le suit tout au long de l'année et le joueur déclare en juin 2011 qu'il a grâce à lui « réglé tous [s]es problèmes physiques ». Cependant, lors du tournoi de Wimbledon en 2013, et pour la première fois depuis près de trois ans, une fissure au tendon rotulien du genou gauche réapparaît et nécessite une longue période de rééducation, clôturant sa période sans blessure la plus longue de sa carrière qui a par ailleurs coïncidé avec son meilleur classement ATP obtenu en carrière.
Fin 2014, Tsonga se blesse à l'avant-bras droit, le contraignant à renoncer au double et au dernier simple lors de la finale de la Coupe Davis 2014 perdue face à l'équipe suisse. La blessure persiste et il est contraint de déclarer forfait pour l'Open d'Australie 2015. C'est aussi en 2015 qu'il décide d'arrêter sa collaboration avec Michel Franco.
Durant le printemps 2016, une blessure aux adducteurs le pousse à déclarer forfait aux Masters de Rome, puis à abandonner au troisième tour de Roland-Garros alors qu'il mène 5-2 contre Ernests Gulbis. La même année, une autre blessure au genou gauche le contraint à l'abandon contre Novak Djokovic en quarts de finale de l'US Open, alors qu'il vient de perdre les deux premiers sets (6-3, 6-2).
L'année 2017 est presque sans blessure pour Jo-Wilfried Tsonga, qui doit néanmoins déclarer forfait pour le 2e tour du tournoi de Madrid, du fait d'un début de blessure à l'épaule. En revanche, 2018 est une année noire pour le joueur, avec une blessure au genou gauche nécessitant une opération et l'obligeant à s'arrêter pendant sept mois dès février. De septembre à la fin de saison, il contracte une blessure aux abdominaux ainsi qu'une autre aux adducteurs, cette dernière l'empêchant de participer au deuxième match de simple de la finale de Coupe Davis contre la Croatie.
En janvier 2019, en marge de l'Open d'Australie, Jo-Wilfried Tsonga révèle qu'il est atteint de drépanocytose, une maladie génétique héréditaire provoquant des anémies, diagnostiquée seulement cinq ans auparavant. Il déclare que cette affection l'handicape surtout lors des longs déplacements en avion, car il a besoin de deux à trois jours de récupération après chaque voyage.
En janvier 2020, Jo-Wilfried Tsonga a vu ses problèmes de bassin et de dos ressurgir, avec notamment les sacro-iliaques et os iliaque touchés et une calcification des ligaments à ce niveau, ce qui l'a poussé à déclarer forfait durant la quasi-intégralité de l'année, dont le Covid-19 a entraîné comme conséquence logistique sur le circuit ATP de nombreux reports et annulations de tournoi ainsi qu'un gel des classements ATP. Le caractère "irréversible" de la calcification interroge sur la suite de sa carrière et sa capacité à retrouver un jour le plus haut niveau.
En mars 2021, c'est une blessure au bras droit (lésion au muscle coracobrachial) qui l'a poussé à déclarer forfait pour Indian Wells. Touché au mollet droit, il met fin à sa saison précocement en août, à la veille de l'US Open.
En mai 2022, pour le tout dernier match de sa carrière, à Roland-Garros 2022, face à Casper Ruud, futur finaliste, Tsonga se blesse à l'épaule au moment de servir pour revenir à deux manches partout. Ne marquant ensuite plus qu'un seul point, il finit par perdre la rencontre, considérée par L'Équipe comme étant « à l'image de [sa] carrière », une nouvelle blessure bridant de nouveau ses capacités physiques.

## Parcours dans les tournois duGrand Chelem

### Finale (1)
| Année | Tournoi          | Adversaire en finale | Score               |
| 2008  | Open d'Australie | Novak Djokovic       | 6-4, 4-6, 3-6, 62-7 |

### En simple
| Année | Open d'Australie | Open d'Australie | Internationaux de France | Internationaux de France | Wimbledon       | Wimbledon        | US Open         | US Open          |
| ----- | ---------------- | ---------------- | ------------------------ | ------------------------ | --------------- | ---------------- | --------------- | ---------------- |
| 2003  | —                | —                | Q2                       | Álex Calatrava           | —               | —                | —               | —                |
| 2004  | —                | —                | Q2                       | J. Salzenstein           | —               | —                | —               | —                |
| 2005  | —                | —                | 1er tour (1/64)          | Andy Roddick             | —               | —                | —               | —                |
| 2006  | —                | —                | —                        | —                        | —               | —                | —               | —                |
| 2007  | 1er tour (1/64)  | Andy Roddick     | —                        | —                        | 1/8 de finale   | Richard Gasquet  | 3e tour (1/16)  | Rafael Nadal     |
| 2008  | Finale           | Novak Djokovic   | —                        | —                        | —               | —                | 3e tour (1/16)  | Tommy Robredo    |
| 2009  | 1/4 de finale    | F. Verdasco      | 1/8 de finale            | J. M. del Potro          | 3e tour (1/16)  | Ivo Karlović     | 1/8 de finale   | F. González      |
| 2010  | 1/2 finale       | Roger Federer    | 1/8 de finale            | Mikhail Youzhny *        | 1/4 de finale   | Andy Murray      | —               | —                |
| 2011  | 3e tour (1/16)   | A. Dolgopolov    | 3e tour (1/16)           | S. Wawrinka              | 1/2 finale      | Novak Djokovic   | 1/4 de finale   | Roger Federer    |
| 2012  | 1/8 de finale    | Kei Nishikori    | 1/4 de finale            | Novak Djokovic           | 1/2 finale      | Andy Murray      | 2e tour (1/32)  | Martin Kližan    |
| 2013  | 1/4 de finale    | Roger Federer    | 1/2 finale               | David Ferrer             | 2e tour (1/32)  | Ernests Gulbis * | —               | —                |
| 2014  | 1/8 de finale    | Roger Federer    | 1/8 de finale            | Novak Djokovic           | 1/8 de finale   | Novak Djokovic   | 1/8 de finale   | Andy Murray      |
| 2015  | —                | —                | 1/2 finale               | S. Wawrinka              | 3e tour (1/16)  | Ivo Karlović     | 1/4 de finale   | Marin Čilić      |
| 2016  | 1/8 de finale    | Kei Nishikori    | 3e tour (1/16)           | Ernests Gulbis *         | 1/4 de finale   | Andy Murray      | 1/4 de finale   | Novak Djokovic * |
| 2017  | 1/4 de finale    | S. Wawrinka      | 1er tour (1/64)          | Renzo Olivo              | 3e tour (1/16)  | Sam Querrey      | 2e tour (1/32)  | Denis Shapovalov |
| 2018  | 3e tour (1/16)   | Nick Kyrgios     | —                        | —                        | —               | —                | —               | —                |
| 2019  | 2e tour (1/32)   | Novak Djokovic   | 2e tour (1/32)           | Kei Nishikori            | 3e tour (1/16)  | Rafael Nadal     | 1er tour (1/64) | Tennys Sandgren  |
| 2020  | 1er tour (1/64)  | Alexei Popyrin * | —                        | —                        | Annulé          | Annulé           | —               | —                |
| 2021  | —                | —                | 1er tour (1/64)          | Yoshihito Nishioka       | 1er tour (1/64) | Mikael Ymer      | —               | —                |
| 2022  | —                | —                | 1er tour (1/64)          | Casper Ruud              | —               | —                | —               | —                |

N.B. : à droite du résultat se trouve le nom de l'ultime adversaire.
* Abandon.

### En double
| Année | Open d'Australie                                                                     | Open d'Australie | Internationaux de France                                                                     | Internationaux de France | Wimbledon | Wimbledon | US Open | US Open |
| ----- | ------------------------------------------------------------------------------------ | ---------------- | -------------------------------------------------------------------------------------------- | ------------------------ | --------- | --------- | ------- | ------- |
| 2002  | —                                                                                    | —                | 1er tour (1/32) R. Gasquet \|\| style="text-align:left;" \| Wayne Black Kevin Ullyett        | —                        | —         | —         | —       |         |
| 2003  | —                                                                                    | —                | 1er tour (1/32) É. Roger-Vasselin \|\| style="text-align:left;" \| Gastón Etlis M. Rodríguez | —                        | —         | —         | —       |         |
| 2008  | 2e tour (1/16) S. Grosjean \|\| style="text-align:left;" \| Martin Damm Pavel Vízner | —                | —                                                                                            | —                        | —         | —         | —       |         |
| 2009  | —                                                                                    | —                | 1er tour (1/32) J. Ouanna \|\| style="text-align:left;" \| M. Bhupathi Mark Knowles          | —                        | —         | —         | —       |         |
| 2021  | —                                                                                    | —                | 2e tour (1/16) Dan Added \|\| style="text-align:left;" \| J. S. Cabal Robert Farah           | —                        | —         | —         | —       |         |

N.B. : le nom du partenaire se trouve sous le résultat ; les noms des ultimes adversaires se trouvent à droite.

## Parcours auMasters
| Année | Lieu     | Résultat    | Tour                     | Adversaires                                                       | Victoire / Défaite       | Scores                                                         |
| ----- | -------- | ----------- | ------------------------ | ----------------------------------------------------------------- | ------------------------ | -------------------------------------------------------------- |
| 2008  | Shanghai | Round Robin | RR RR RR                 | Novak Djokovic Juan Martín del Potro Nikolay Davydenko            | Victoire Défaite Défaite | 1-6, 7-5, 6-1 64-7, 65-7 7-66, 4-6, 60-7                       |
| 2011  | Londres  | Finale      | Finale Demi-finale RR RR | Roger Federer Tomáš Berdych Rafael Nadal Mardy Fish Roger Federer | Défaite Victoire Défaite | 3-6, 7-66, 3-6 6-3, 7-5 7-62, 4-6, 6-3 7-64, 6-1 2-6, 6-2, 4-6 |
| 2012  | Londres  | Round Robin | RR RR RR                 | Andy Murray Tomáš Berdych Novak Djokovic                          | Défaite Défaite Défaite  | 2-6, 63-7 5-7, 6-3, 1-6 64-7, 3-6                              |

## Parcours dans lesMasters 1000
| Année       | Indian Wells                | Miami                     | Monte-Carlo                 | Rome                        | Hambourg                  | Canada                  | Cincinnati               | Madrid                     | Paris                      |
| ----------- | --------------------------- | ------------------------- | --------------------------- | --------------------------- | ------------------------- | ----------------------- | ------------------------ | -------------------------- | -------------------------- |
| 2004        | —                           | —                         | —                           | —                           | —                         | —                       | —                        | —                          | 2e tour G. Cañas           |
| 2005 - 2006 | —                           | —                         | —                           | —                           | —                         | —                       | —                        | —                          | —                          |
| 2007        | —                           | —                         | —                           | —                           | —                         | —                       | —                        | —                          | 2e tour R. Gasquet         |
| 2008        | 1/8 de finale R. Nadal      | 3e tour J. Benneteau      | —                           | 1er tour G. Simon           | 2e tour R. Söderling      | —                       | —                        | 1/8 de finale R. Federer   | Victoire D. Nalbandian     |
|             | Indian Wells                | Miami                     | Monte-Carlo                 | Rome                        | Madrid                    | Canada                  | Cincinnati               | Shanghai                   | Paris                      |
| 2009        | 3e tour I. Andreev          | 1/4 de finale N. Djokovic | —                           | 1er tour R. Gasquet         | 2e tour I. Ljubičić       | 1/2 finale A. Murray    | 2e tour C. Guccione      | 1/8 de finale R. Söderling | 1/4 de finale R. Nadal     |
| 2010        | 1/8 de finale R. Söderling  | 1/4 de finale R. Nadal    | 1/8 de finale J. C. Ferrero | 1/4 de finale D. Ferrer     | 2e tour G. García         | —                       | —                        | 1/4 de finale A. Murray    | —                          |
|             | Indian Wells                | Miami                     | Monte-Carlo                 | Madrid                      | Rome                      | Canada                  | Cincinnati               | Shanghai                   | Paris                      |
| 2011        | 2e tour X. Malisse          | 3e tour A. Dolgopolov     | 2e tour I. Ljubičić         | 1/8 de finale R. Söderling  | 2e tour R. Federer        | 1/2 finale N. Djokovic  | 2e tour A. Bogomolov     | 2e tour K. Nishikori       | Finale R. Federer          |
| 2012        | 1/8 de finale D. Nalbandian | 1/4 de finale R. Nadal    | 1/4 de finale G. Simon      | 1/8 de finale A. Dolgopolov | 1/4 de finale N. Djokovic | 2e tour J. Chardy       | —                        | 1/4 de finale T. Berdych   | 1/4 de finale D. Ferrer    |
| 2013        | 1/4 de finale N. Djokovic   | 1/8 de finale M. Čilić    | 1/2 finale R. Nadal         | 1/4 de finale S. Wawrinka   | 2e tour J. Janowicz       | —                       | —                        | 1/2 finale N. Djokovic     | 2e tour K. Nishikori       |
| 2014        | 2e tour J. Benneteau        | 1/8 de finale A. Murray   | 1/4 de finale R. Federer    | 2e tour S. Giraldo          | 1/8 de finale M. Raonic   | Victoire R. Federer     | 1er tour M. Youzhny      | —                          | 1/8 de finale K. Nishikori |
| 2015        | —                           | 3e tour G. Monfils        | 1/8 de finale M. Čilić      | 1/8 de finale T. Berdych    | 2e tour D. Goffin         | 1/4 de finale A. Murray | 1er tour F. Verdasco     | Finale N. Djokovic         | 1/8 de finale T. Berdych   |
| 2016        | 1/4 de finale N. Djokovic   | 3e tour R. Bautista       | 1/2 finale G. Monfils       | 1/8 de finale M. Raonic     | —                         | —                       | 1/8 de finale S. Johnson | 1/4 de finale R. Bautista  | 1/4 de finale M. Raonic    |
| 2017        | 2e tour F. Fognini          | —                         | 2e tour A. Mannarino        | 2e tour Forfait             | —                         | 2e tour S. Querrey      | 2e tour I. Karlović      | —                          | 2e tour J. Benneteau       |
| 2018        | —                           | —                         | —                           | —                           | —                         | —                       | —                        | —                          | 1er tour M. Raonic         |
| 2019        | —                           | —                         | 1er tour T. Fritz*          | —                           | 1er tour F. Fognini       | 1er tour J.-L. Struff   | —                        | —                          | 1/4 de finale R. Nadal     |
| 2020 - 2021 | —                           | —                         | —                           | —                           | —                         | —                       | —                        | —                          | —                          |
| 2022        | —                           | 1er tour J. Thompson      | 1er tour M. Čilić           | —                           | —                         | —                       | —                        | —                          | —                          |

N.B. : sous le résultat se trouve le nom de l’ultime adversaire.
* Abandon.

## Parcours auxJeux olympiques

### En simple
| Année | Lieu    | Surface | Tour                     | Adversaire / Classement ATP                                                                              | Score                                             |
| ----- | ------- | ------- | ------------------------ | --- | ------------------------------------------------- |
| 2012  | Londres | Gazon   | 1er tour 2e tour 1/8 1/4 | bat Thomaz Bellucci no 40 bat Milos Raonic no 25 bat Feliciano López no 30 battu par Novak Djokovic no 2 | 65-7, 6-4, 6-4 6-3, 3-6, 25-23 7-65, 6-4 1-6, 5-7 |
| 2016  | Brésil  | Dur     | 1er tour 2e tour         | bat Malek Jaziri no 59 battu par Gilles Müller no 37                                                     | 4-6, 7-5, 6-3 4-6, 3-6                            |

### En double
| Année | Lieu    | Surface | Partenaire     | Tour                        | Adversaire / Classement ATP | Score                                                      |
| ----- | ------- | ------- | -------------- | --------------------------- | --- | ---------------------------------------------------------- |
| 2012  | Londres | Gazon   | Michaël Llodra | 1er tour 1/8 1/4 1/2 Finale | bat David Nalbandian no 302 / Eduardo Schwank no 55 bat Leander Paes no 5 / Vishnu Vardhan no 240 bat Marcelo Melo no 24 / Bruno Soares no 26 bat David Ferrer no 553 / Feliciano López no 253 battu par Bob Bryan no 3 / Mike Bryan no 3 | 6-3, 7-5 7-63, 4-6, 6-3 6-4, 6-2 6-3, 4-6, 18-16 4-6, 62-7 |
| 2016  | Brésil  | Dur     | Gaël Monfils   | 1er tour                    | battu par Brian Baker no 156 / Rajeev Ram no 22 | 1-6, 4-6                                                   |

## Parcours enCoupe Davis

### En simple
| Année | Class. | Lieu et tour              | Surface          | Match              | Adversaire et Classement                                 | Score                                        |
| ----- | ------ | ------------------------- | ---------------- | ------------------ | -------------------------------------------------------- | -------------------------------------------- |
| 2008  | no 20  | Sibiu 1/8                 | dur (i)          | 2e match           | Andrei Pavel no 83 (V)                                   | 62-7, 6-4, 6-4, 6-4                          |
| 2009  | no 11  | Ostrava 1/8               | moquette (i)     | 2e match 5e match  | Radek Štěpánek no 18 (V) Jan Hernych no 61 (V*)          | 7-5, 6-2, 7-61 6-2, 65-7, 7-60               |
| 2009  | no 7   | Maastricht Barrages       | terre battue (i) | 2e match 4e match  | Jesse Huta Galung no 293 (V) Thiemo de Bakker no 122 (V) | 7-62, 6-2, 7-63 7-65, 6-2, 3-6, 7-64         |
| 2010  | no 11  | Toulon 1/8                | dur (i)          | 2e match 4e match  | Benjamin Becker no 39 (V) Simon Greul no 58 (D*)         | 6-3, 6-2, 62-7, 6-3 6-4, 2-6, 0-1 ab.        |
| 2011  | no 14  | Stuttgart 1/4             | terre battue     | 5e match           | Philipp Kohlschreiber no 42 (V*)                         | 7-63, 7-65                                   |
| 2011  | no 10  | Cordoue 1/2               | terre battue     | 4e match           | Rafael Nadal no 2 (D)                                    | 0-6, 2-6, 4-6                                |
| 2012  | no 6   | Vancouver 1/8             | dur (i)          | 1er match 4e match | Vasek Pospisil no 115 (V) Frank Dancevic no 178 (V)      | 6-1, 6-3, 6-3 6-4, 6-4, 6-1                  |
| 2012  | no 6   | Roquebrune-Cap-Martin 1/4 | terre battue     | 1er match 4e match | Ryan Harrison no 66 (V) John Isner no 11 (D)             | 7-5, 6-2, 2-6, 6-2 3-6, 64-7, 7-5, 3-6       |
| 2013  | no 8   | Rouen 1/8                 | dur (i)          | 1er match          | Amir Weintraub no 173 (V)                                | 6-3, 6-3, 4-6, 7-5                           |
| 2013  | no 8   | Buenos Aires 1/4          | terre battue     | 1er match 4e match | Carlos Berlocq no 71 (V) Juan Mónaco no 19 (V)           | 4-6, 6-2, 6-3, 5-7, 6-2 6-3, 6-3, 6-0        |
| 2014  | no 10  | Mouilleron-le-Captif 1/8  | terre battue (i) | 2e match           | Lleyton Hewitt no 41 (V)                                 | 6-3, 6-2, 7-62                               |
| 2014  | no 12  | Nancy 1/4                 | dur (i)          | 2e match 4e match  | Peter Gojowczyk no 119 (D) Tobias Kamke no 96 (V)        | 7-5, 63-7, 6-3, 68-7, 6-8 6-3, 6-2, 6-4      |
| 2014  | no 12  | Roland-Garros 1/2         | terre battue     | 2e match           | Lukáš Rosol no 26 (V)                                    | 6-2, 6-2, 6-3                                |
| 2014  | no 12  | Villeneuve-d'Ascq Finale  | terre battue (i) | 1er match          | Stanislas Wawrinka no 4 (D)                              | 1-6, 6-3, 3-6, 2-6                           |
| 2015  | no 12  | Londres 1/4               | gazon            | 2e match           | Andy Murray no 3 (D)                                     | 5-7, 610-7, 2-6                              |
| 2016  | no 9   | Baie-Mahault 1/8          | terre battue     | 5e match           | Frank Dancevic no 245 (V*)                               | 67-7, ab.                                    |
| 2016  | no 9   | Třinec 1/4                | dur (i)          | 1er match 4e match | Lukáš Rosol no 78 (D) Jiří Veselý no 50 (V)              | 4-6, 6-3, 6-4, 68-7, 4-6 4-6, 7-63, 6-4, 7-5 |
| 2017  | no 18  | Villeneuve-d'Ascq 1/2     | terre battue (i) | 2e match 4e match  | Laslo Djere no 95 (V) Dušan Lajović no 80 (V)            | 7-62, 6-3, 6-3 2-6, 6-2, 7-65, 6-2           |
| 2017  | no 15  | Villeneuve-d'Ascq Finale  | dur (i)          | 2e match 4e match  | Steve Darcis no 76 (V) David Goffin no 7 (D)             | 6-3, 6-2, 6-1 65-7, 3-6, 2-6                 |
| 2018  | no 259 | Villeneuve-d'Ascq Finale  | terre battue (i) | 2e match           | Marin Čilić no 7 (D)                                     | 3-6, 5-7, 4-6                                |
| 2019  | no 29  | Madrid Poules             | dur (i)          | 1er match          | Yasutaka Uchiyama no 78 (V)                              | 6-2, 6-1                                     |
| 2019  | no 29  | Madrid Poules             | dur (i)          | 1er match          | Filip Krajinović no 40 (D)                               | 5-7, 65-7                                    |

V = Victoire ; D = Défaite ; V* = Victoire sans enjeu ; D* = Défaite sans enjeu

### En double
| Année | Class. | Lieu et tour             | Surface          | Partenaire             | Match    | Adversaire et classement                              | Score                |
| ----- | ------ | ------------------------ | ---------------- | ---------------------- | -------- | ----------------------------------------------------- | -------------------- |
| 2009  | no 93  | Maastricht Barrages      | terre battue (i) | Michaël Llodra no 24   | 3e match | Thiemo de Bakker no 514 / Igor Sijsling no 534 (V)    | 6-3, 3-6, 7-62, 6-4  |
| 2011  | no 191 | Stuttgart 1/4            | terre battue (i) | Michaël Llodra no 7    | 3e match | Christopher Kas no 27 / Philipp Petzschner no 24 (V)  | 7-64, 6-4, 6-4       |
| 2011  | no 131 | Cordoue 1/2              | terre battue (i) | Michaël Llodra no 7    | 3e match | Feliciano López no 127 / Fernando Verdasco no 386 (V) | 6-1, 6-2, 6-0        |
| 2014  | no 409 | Mouilleron-le-Captif 1/8 | terre battue (i) | Richard Gasquet no 240 | 3e match | Chris Guccione no 78 / Lleyton Hewitt no 268 (V)      | 5-7, 7-64, 6-2, 7-5  |
| 2014  | no 159 | Roland-Garros 1/2        | terre battue     | Richard Gasquet no 184 | 3e match | Tomáš Berdych no 190 / Radek Štěpánek no 33 (V)       | 6-74, 6-4, 7-65, 6-1 |
| 2015  | no 202 | Londres 1/4              | gazon            | Nicolas Mahut no 22    | 3e match | Andy Murray no 358 / Jamie Murray no 20 (D)           | 6-4, 3-6, 65-7, 1-6  |
| 2016  | no 254 | Baie-Mahault 1/8         | terre battue     | Richard Gasquet no 602 | 3e match | Philip Bester no 160 / Vasek Pospisil no 16 (V)       | 7-64, 6-1, 7-64      |

V = Victoire ; D = Défaite

## Classements ATP en fin de saison
| Année          | 2001 | 2002 | 2003 | 2004 | 2005 | 2006 | 2007 | 2008 | 2009 | 2010 | 2011 | 2012 | 2013 | 2014 | 2015 | 2016 | 2017 | 2018 | 2019 | 2020 | 2021 |
| Rang en simple | 898  | 503  | 386  | 157  | 345  | 212  | 43   | 6    | 10   | 13   | 6    | 8    | 10   | 12   | 10   | 12   | 15   | 239  | 29   | 62   | 263  |
| Rang en double | -    | 946  | 641  | 766  | 1656 | -    | 110  | 129  | 34   | 241  | 115  | 199  | 403  | 156  | 375  | 170  | 544  | -    | 704  | 774  | 383  |

Source : (en) Classements de Jo-Wilfried Tsonga sur le site officiel de la Fédération internationale de tennis

## Confrontations avec ses principaux adversaires
Confrontations lors des différents tournois ATP et en Coupe Davis avec ses principaux adversaires (membres qui ont déjà intégré le top 10 et qu'il a rencontré au moins 7 fois). Classement par pourcentage de victoires. Situation au 17 avril 2022 :
Les joueurs retraités sont en gris.
| Joueur                | Meilleur classement | Confrontations | Victoires | Défaites | Ratio en GC | Pourcentage de victoires | Dernière confrontation                                   |
| --------------------- | ------------------- | -------------- | --------- | -------- | ----------- | ------------------------ | -------------------------------------------------------- |
| Andy Murray           | 1                   | 16             | 2         | 14       | 1-4         | 12,5                     | défaite (3-6, 66-7) au tournoi de Vienne 2016            |
| Marin Čilić           | 3                   | 9              | 2         | 7        | 0-1         | 22,2                     | défaite (2-6, 2-6) au Masters de Monte-Carlo 2022        |
| Novak Djokovic        | 1                   | 23             | 6         | 17       | 1-7         | 26,1                     | défaite (3-6, 5-7, 4-6) à l'Open d'Australie 2019        |
| Juan Martín del Potro | 3                   | 7              | 2         | 5        | 0-1         | 28,6                     | victoire (6-4, 6-1) au Masters de Rome 2012              |
| Milos Raonic          | 3                   | 7              | 2         | 5        | 0-0         | 28,6                     | défaite (4-6, 7-65, 61-7) au tournoi de Stuttgart 2019   |
| Rafael Nadal          | 1                   | 14             | 4         | 10       | 1-2         | 28,6                     | défaite (64-7, 1-6) au Masters de Paris-Bercy 2019       |
| Kei Nishikori         | 4                   | 9              | 3         | 6        | 1-3         | 33,3                     | défaite (6-4, 4-6, 4-6, 4-6) à Roland-Garros 2019        |
| Roger Federer         | 1                   | 18             | 6         | 12       | 2-4         | 33,3                     | défaite (65-7, 6-4, 5-7) à l'Open de Halle 2019          |
| Stanislas Wawrinka    | 3                   | 8              | 3         | 5        | 1-3         | 37,5                     | défaite (62-7, 4-6, 3-6) à l'Open d'Australie 2017       |
| Tomáš Berdych         | 4                   | 13             | 5         | 8        | 1-0         | 38,5                     | victoire (7-62, 7-5) au tournoi de Lyon 2017             |
| Mikhail Youzhny       | 8                   | 7              | 3         | 4        | 1-1         | 42,8                     | défaite (1-6, 4-6) au Masters de Cincinnati 2014         |
| Gaël Monfils          | 6                   | 8              | 4         | 4        | 0-0         | 50                       | défaite (4-6, 6-3, 6-4) au Tournoi d'Anvers 2018         |
| Richard Gasquet       | 7                   | 9              | 5         | 4        | 3-1         | 55,6                     | victoire (4-2, ab.) à Wimbledon 2016                     |
| David Goffin          | 7                   | 7              | 4         | 3        | 1-0         | 57,1                     | défaite (65-7, 3-6, 2-6) à la Coupe Davis 2017           |
| Gilles Simon          | 6                   | 14             | 10        | 4        | 1-0         | 71,4                     | victoire (6-2, 6-4) à l'Open 13 Provence 2022            |
| Nicolás Almagro       | 9                   | 7              | 6         | 1        | 1-0         | 85,7                     | défaite (2-6, 5-7) au tournoi de Buenos Aires 2016       |
| Márcos Baghdatís      | 8                   | 7              | 7         | 0        | 2-0         | 100                      | victoire (66-7, 3-6, 6-3, 6-2, 6-2) à Roland-Garros 2016 |

## Victoires sur le top 10
Toutes ses victoires sur des joueurs classés dans le top 10 de l'ATP lors de la rencontre.
| Légende         |
| Grand Chelem    |
| Masters         |
| Jeux olympiques |
| Masters 1000    |
| 500 Series      |
| 250 Series      |
| Coupe Davis     |

| #  | J-W.T. | Tournoi          | Année | Surface      | Adversaire            | Rang  | Tour   | Score                     |
| -- | ------ | ---------------- | ----- | ------------ | --------------------- | ----- | ------ | ------------------------- |
| 1  | no 209 | Pékin            | 2004  | Dur          | Carlos Moyà           | no 6  | 1/16   | 6-3, 6-3                  |
| 2  | no 38  | Open d'Australie | 2008  | Dur          | Andy Murray           | no 9  | 1/64   | 7-5, 6-4, 0-6, 7-65       |
| 3  | no 38  | Open d'Australie | 2008  | Dur          | Richard Gasquet       | no 8  | 1/8    | 6-2, 65-7, 7-66, 6-3      |
| 4  | no 38  | Open d'Australie | 2008  | Dur          | Rafael Nadal          | no 2  | 1/2    | 6-2, 6-3, 6-2             |
| 5  | no 20  | Bangkok          | 2008  | Dur (int.)   | Novak Djokovic        | no 3  | Finale | 7-64, 6-4                 |
| 6  | no 14  | Paris-Bercy      | 2008  | Dur (int.)   | Novak Djokovic        | no 3  | 1/8    | 6-4, 1-6, 6-3             |
| 7  | no 14  | Paris-Bercy      | 2008  | Dur (int.)   | Andy Roddick          | no 7  | 1/4    | 5-7, 6-4, 7-65            |
| 8  | no 14  | Paris-Bercy      | 2008  | Dur (int.)   | David Nalbandian      | no 8  | Finale | 6-3, 4-6, 6-4             |
| 9  | no 7   | Masters          | 2008  | Dur (int.)   | Novak Djokovic        | no 3  | Poules | 1-6, 7-5, 6-1             |
| 10 | no 7   | Open d'Australie | 2009  | Dur          | James Blake           | no 10 | 1/8    | 6-4, 6-4, 7-63            |
| 11 | no 12  | Marseille        | 2009  | Dur (int.)   | Novak Djokovic        | no 3  | 1/2    | 6-4, 7-61                 |
| 12 | no 11  | Miami            | 2009  | Dur          | Gilles Simon          | no 8  | 1/8    | 64-7, 6-3, 6-2            |
| 13 | no 7   | Montréal         | 2009  | Dur          | Gilles Simon          | no 9  | 1/8    | 6-3, 6-3                  |
| 14 | no 7   | Montréal         | 2009  | Dur          | Roger Federer         | no 1  | 1/4    | 7-65, 1-6, 7-63           |
| 15 | no 10  | Open d'Australie | 2010  | Dur          | Novak Djokovic        | no 3  | 1/4    | 7-68, 65-7, 1-6, 6-3, 6-1 |
| 16 | no 22  | Madrid           | 2011  | Terre battue | Nicolás Almagro       | no 9  | 1/32   | 6-1, 6-3                  |
| 17 | no 19  | Queen's          | 2011  | Gazon        | Rafael Nadal          | no 1  | 1/4    | 63-7, 6-4, 6-1            |
| 18 | no 19  | Wimbledon        | 2011  | Gazon        | David Ferrer          | no 6  | 1/8    | 6-3, 6-4, 7-61            |
| 19 | no 19  | Wimbledon        | 2011  | Gazon        | Roger Federer         | no 3  | 1/4    | 3-6, 63-7, 6-4, 6-4, 6-4  |
| 20 | no 16  | Montréal         | 2011  | Dur          | Roger Federer         | no 3  | 1/8    | 7-63, 4-6, 6-1            |
| 21 | no 16  | Montréal         | 2011  | Dur          | Nicolás Almagro       | no 10 | 1/4    | 6-4, 6-4                  |
| 22 | no 11  | US Open          | 2011  | Dur          | Mardy Fish            | no 8  | 1/8    | 6-4, 65-7, 3-6, 6-4, 6-2  |
| 23 | no 6   | Masters          | 2011  | Dur (int.)   | Mardy Fish            | no 8  | Poules | 7-63, 6-1                 |
| 24 | no 6   | Masters          | 2011  | Dur (int.)   | Rafael Nadal          | no 2  | Poules | 7-62, 4-6, 6-3            |
| 25 | no 6   | Masters          | 2011  | Dur (int.)   | Tomáš Berdych         | no 7  | 1/2    | 6-3, 7-5                  |
| 26 | no 5   | Rome             | 2012  | Terre battue | Juan Martín del Potro | no 9  | 1/8    | 6-4, 6-1                  |
| 27 | no 8   | Open d'Australie | 2013  | Dur          | Richard Gasquet       | no 10 | 1/8    | 6-4, 3-6, 6-3, 6-2        |
| 28 | no 8   | Marseille        | 2013  | Dur (int.)   | Tomáš Berdych         | no 6  | Finale | 3-6, 7-66, 6-4            |
| 29 | no 8   | Roland-Garros    | 2013  | Terre battue | Roger Federer         | no 3  | 1/4    | 7-5, 6-3, 6-3             |
| 30 | no 15  | Toronto          | 2014  | Dur          | Novak Djokovic        | no 1  | 1/8    | 6-2, 6-2                  |
| 31 | no 15  | Toronto          | 2014  | Dur          | Andy Murray           | no 9  | 1/4    | 7-65, 4-6, 6-4            |
| 32 | no 15  | Toronto          | 2014  | Dur          | Grigor Dimitrov       | no 8  | 1/2    | 6-4, 6-3                  |
| 33 | no 15  | Toronto          | 2014  | Dur          | Roger Federer         | no 3  | Finale | 7-5, 7-63                 |
| 34 | no 15  | Roland-Garros    | 2015  | Terre battue | Tomáš Berdych         | no 4  | 1/8    | 6-3, 6-2, 65-7, 6-3       |
| 35 | no 15  | Roland-Garros    | 2015  | Terre battue | Kei Nishikori         | no 5  | 1/4    | 6-1, 6-4, 4-6, 3-6, 6-3   |
| 36 | no 17  | Metz             | 2015  | Dur (int.)   | Gilles Simon          | no 10 | Finale | 7-65, 1-6, 6-2            |
| 37 | no 15  | Shanghai         | 2015  | Dur          | Kevin Anderson        | no 10 | 1/4    | 7-66, 5-7, 6-4            |
| 38 | no 15  | Shanghai         | 2015  | Dur          | Rafael Nadal          | no 7  | 1/2    | 6-4, 0-6, 7-5             |
| 39 | no 9   | Monte-Carlo      | 2016  | Terre battue | Roger Federer         | no 3  | 1/4    | 3-6, 6-2, 7-5             |
| 40 | no 12  | Wimbledon        | 2016  | Gazon        | Richard Gasquet       | no 10 | 1/8    | 4-2 ab.                   |
| 41 | no 13  | Paris-Bercy      | 2016  | Dur (int.)   | Kei Nishikori         | no 4  | 1/8    | 0-6, 6-3, 7-63            |
| 42 | no 14  | Rotterdam        | 2017  | Dur (int.)   | Marin Čilić           | no 7  | 1/4    | 7-68, 7-65                |
| 43 | no 15  | Vienne           | 2017  | Dur (int.)   | Alexander Zverev      | no 5  | 1/4    | 7-66, 6-2                 |
| 44 | no 70  | Washington       | 2019  | Dur          | Karen Khachanov       | no 8  | 1/16   | 6-4, 2-6, 7-5             |
| 45 | no 35  | Paris-Bercy      | 2019  | Dur (int.)   | Matteo Berrettini     | no 9  | 1/16   | 6-4, 6-3                  |

Jo-Wilfried Tsonga totalise 45 victoires face à des joueurs membres du top 10, dont 19 sur le top 5.

## Records
- Unique joueur français de l'ère Open à avoir atteint les quarts de finale dans les quatre tournois du Grand Chelem, ce qu'il a pour sa part réussi à trois reprises[367].
- Unique joueur français à avoir atteint à la fois une finale de Grand Chelem (Open d'Australie 2008, contre Novak Djokovic) et une finale de Masters Cup (Masters 2011, contre Roger Federer).
- Joueur français ayant remporté le plus grand nombre de victoires en Grand Chelem depuis juin 2016, devançant Jean Borotra et ses 103 victoires[368].
- Joueur français ayant disputé dans les tournois du Grand Chelem le plus de quarts de finale (5 à l'Open d'Australie, 3 à Roland-Garros, 4 à Wimbledon, 3 à l'US Open, pour un total de 15) et de demi-finales (2 à l'Open d'Australie, 2 à Roland-Garros, 2 à Wimbledon, pour un total de 6).
- L'un des 3 joueurs avec Tomáš Berdych et Stanislas Wawrinka à avoir battu le « Big Four » en Grand Chelem : Roger Federer (Wimbledon 2011 et Roland-Garros 2013), Novak Djokovic (Open d'Australie 2010), Rafael Nadal (Open d'Australie 2008) et Andy Murray (Open d'Australie 2008).
- Premier joueur à battre Roger Federer dans un tournoi du Grand Chelem en étant mené deux sets à rien, en quart de finale du tournoi de Wimbledon le 29 juin 2011 : 3-6, 63-7, 6-4, 6-4, 6-4[369]. Jusqu'à ce jour en Grand Chelem, Federer avait toujours gagné ses matchs après avoir remporté les deux premiers sets, cela en 178 rencontres.
- Meilleur ratio victoire/défaite en Grand Chelem de l'ère Open parmi les joueurs à n'en avoir jamais remporté un. Avec 95 victoires et 31 défaites dans cette catégorie de tournois, Tsonga a remporté 75.4% de ses matchs, du jamais vu pour un joueur non-titré en Grand Chelem dans l'ère Open[370].
- Seul joueur avec Novak Djokovic à avoir vaincu à la fois Roger Federer et Rafael Nadal 3 sets à 0 dans un tournoi du Grand Chelem.
- Unique joueur français ayant battu Novak Djokovic plusieurs fois sur le circuit principal, ce qu'il a accompli pour sa part à 6 reprises (tous ses compatriotes étant à 0 ou 1 victoire face au Serbe).
- Seul joueur à avoir réussi à ne concéder aucune balle de break contre Roger Federer en finale d'un tournoi, lors de sa victoire face au Suisse en finale du Masters du Canada en 2014 (7-5 7-63). Sur ses 132 autres finales disputées, Federer a toujours réussi à obtenir au moins une balle de break (en dehors de celle du Masters de Londres 2014 où il avait déclaré forfait)[371].
- L'un des 11 joueurs ayant battu Novak Djokovic en finale d'un tournoi ATP, avec Roger Federer, Rafael Nadal, Andy Murray, Stanislas Wawrinka, Tommy Haas, Marin Čilić, Alexander Zverev, Karen Khachanov, Daniil Medvedev , Andrey Rublev et Holger Rune
- Deuxième joueur après Rafael Nadal à battre Roger Federer, Novak Djokovic, et Andy Murray dans un même tournoi[372].
- Deuxième joueur après Guillermo Cañas à battre, hors Masters, 4 joueurs du top 10 dans un même tournoi[373].
- Joueur ayant inscrit le plus grand nombre d'aces lors de la saison 2011 de l'ATP : 825 en 79 matchs[374].
- Vainqueur du plus long match disputé aux Jeux olympiques en termes de nombres de jeux, à Londres en 2012 contre Milos Raonic (25-23 pour Tsonga dans le 3e set, également le plus long de l'histoire des Jeux olympiques).
- Codétenteur avec onze autres joueurs du tie-break le plus long en simple : 20-18 à l'Open d'Australie 2007 face à Andy Roddick au premier tour, 7-618, 62-7, 3-6, 3-6[375].
- Premier joueur français en termes de gains cumulés sur le circuit ATP depuis octobre 2012, devançant Richard Gasquet.

## Distinctions
- Chevalier de l'ordre national du Mérite (décret du 31 décembre 2012)[376]